# Vieux gréement

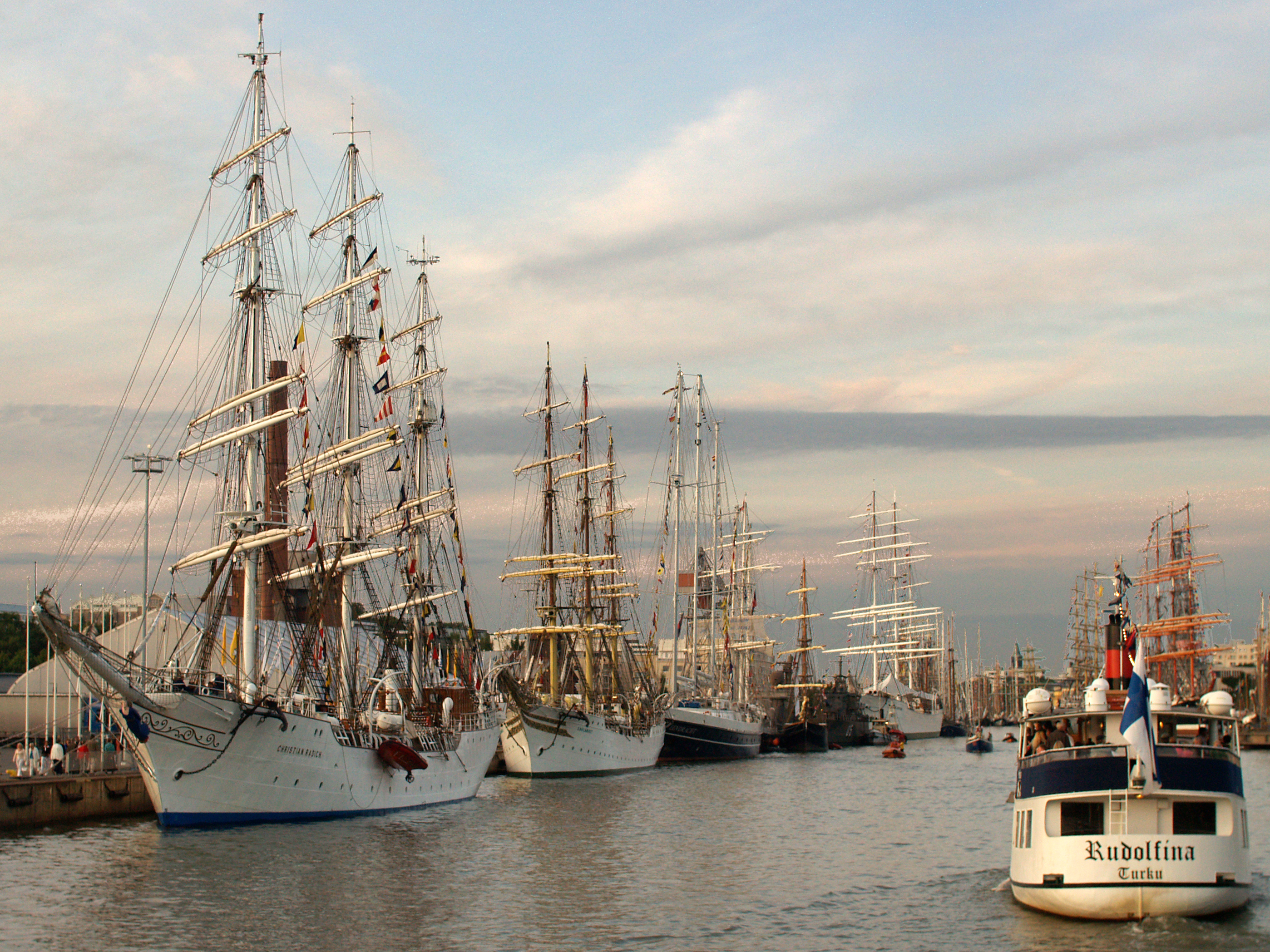
Vieux gréements à Turku (Finlande) en 2009

Un vieux gréement désigne un navire à gréement traditionnel (non bermudien) qu'il soit ancien ou une réplique moderne. Le terme désigne à la fois les grands voiliers comme les trois-mâts carrés (galions, frégates, vaisseaux, clippers...), les bricks et goélettes qui sont les représentants de grande taille les plus connus, mais aussi des embarcations plus modestes (pointu, canot à misaine, yole...). Les vieux gréements sont souvent classés au patrimoine dans de nombreux pays.
De nombreux rassemblements et courses de vieux gréements ont lieu dans le monde. Ils sont représentés par la fédération des Vieux Gréements de France, Old Gaffers Association.

## Rassemblement et course de vieux gréements

### Rassemblement en France

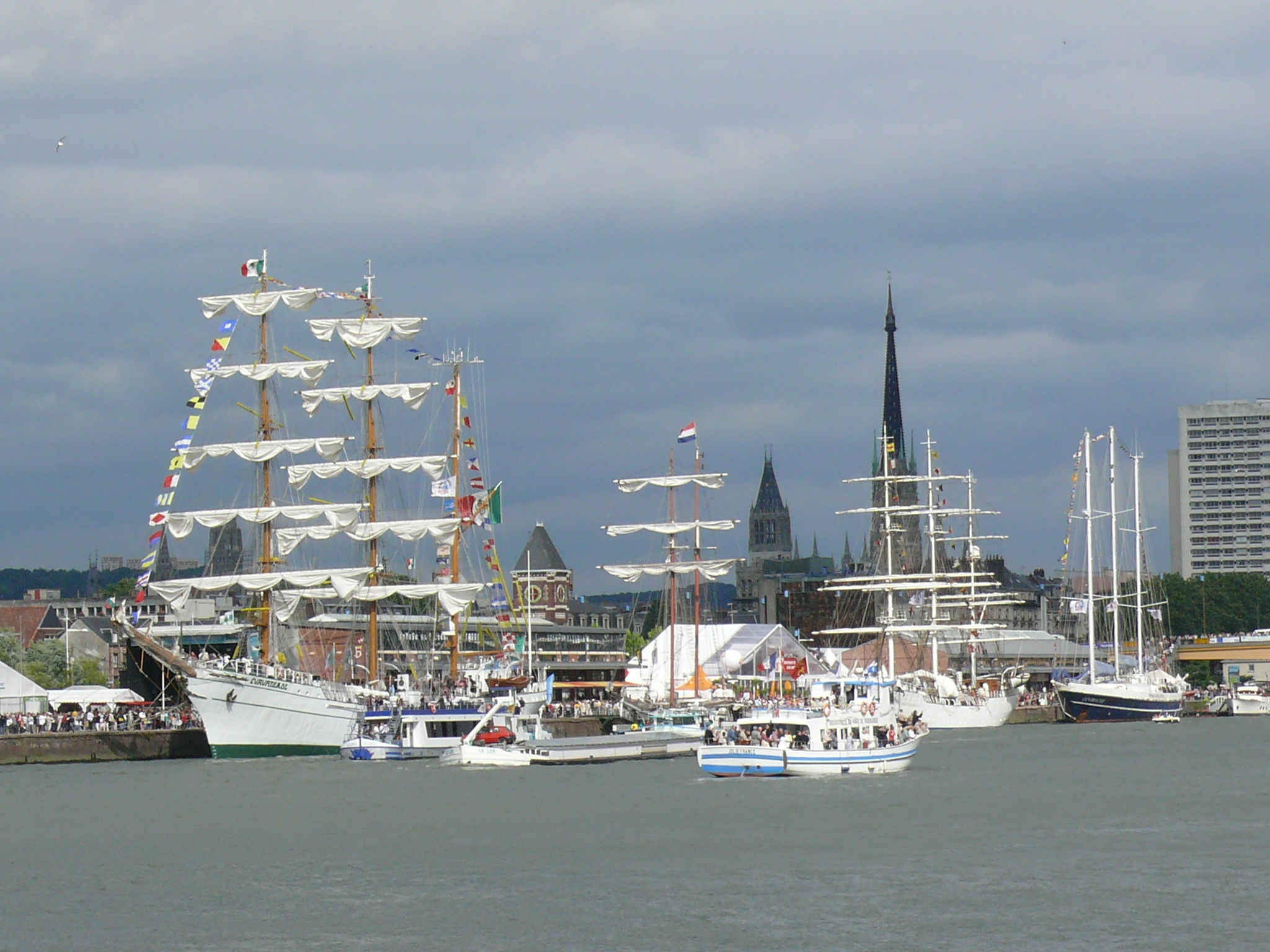
Armada de Rouen en 2008 (Cuauhtémoc)

Il existe plusieurs rassemblement de navires soit lors de festival ou de fêtes maritimes soit lors de courses : Tall Ship races.
- Bordeaux : Fête du fleuve
- Boulogne sur mer : Fête de la mer de Boulogne-sur-Mer
- Brest : Fêtes maritimes de Brest
- Douarnenez : Fêtes maritimes de Douarnenez
- Morlaix : Fêtes maritimes en baie de Morlaix
- Morbihan : Semaine du Golfe
- Orléans : Festival de Loire
- Paimpol : Festival du chant de marin de Paimpol
- Rouen : Armada de Rouen
- Sète : Escale à Sète
- Sanary sur mer : La Virée de Saint-Nazaire
- Toulon : Toulon Voiles de Légende
- Rade de Lorient: Lorient Océans depuis 2022

### Rassemblement dans le monde
- Le Sail Bremerhaven (Allemagne) : Le Sail Bremerhaven est un rassemblement de grands voiliers organisé au port de Bremerhaven, en Allemagne depuis 1986. Il a lieu désormais tous les cinq ans : 2000, 2005, 2010, 2015.
- Le Sail Amsterdam (Pays-Bas) : Le Sail Amsterdam est un rassemblement de grands voiliers organisé tous les cinq ans au port d'Amsterdam, aux Pays-Bas ; Il a lieu les mêmes années que le Sail Bremerhaven.
- Le Sail Den Helder (Pays-Bas) : est un rassemblement maritime néerlandais de grands voiliers internationaux qui se déroule à Den Helder, il a lieu à intervalles irréguliers.
- La Semaine de Kiel (Allemagne) : La Semaine de Kiel est une compétition de voile se tenant chaque année à Kiel en Allemagne. Lors de cette manifestation se déroule aussi un grand rassemblement de voiliers traditionnels.
- La Hanse Sail (Allemagne): La Hanse Sail de Rostock est le plus grand festival maritime se déroulant en Allemagne et l'un des plus importants d'Europe. Il se déroule chaque année durant le deuxième week-end d'août.

### Courses[1]
Les Tall Ships' Races sont des courses internationales de voiliers écoles qui se déroulent chaque année. Des fêtes maritimes sont organisées dans chaque ville-étape. Les courses sont organisées tous les ans, dans le monde, principalement en Europe, par une organisation : Tall ship Raced international ltd. Cette organisation regroupe des membres de différents pays organisateurs.

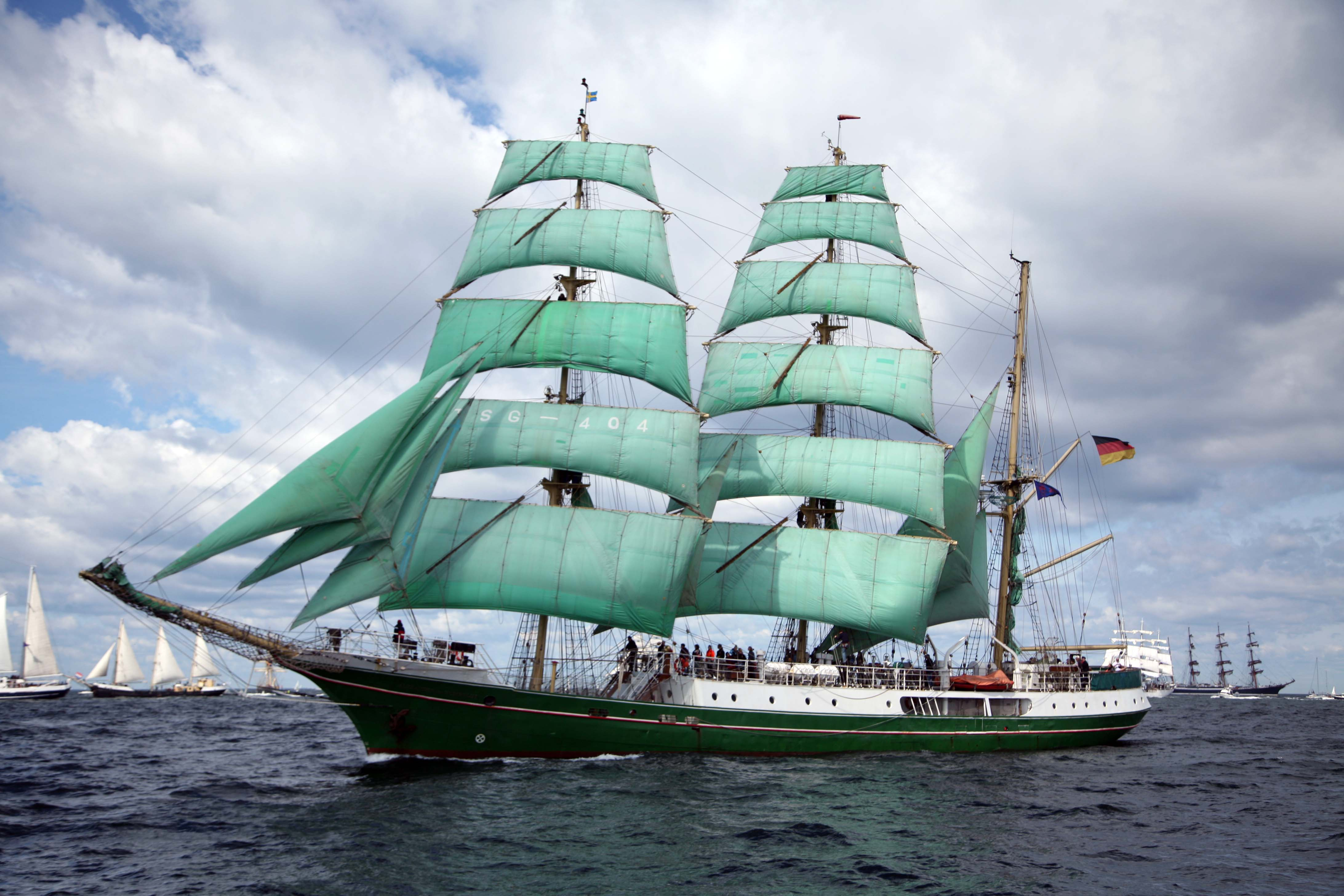
LAlexander von Humboldt II en course en mer Baltique.

Les catégories de courses dépendent du type de gréement, de la longueur hors-tout (en abrégé LOA, de l'anglais Length overall) et de la longueur de flottaison (en abrégé LWL, de l'anglais Waterline length).
Classe A : Deux possibilités existent pour entrer dans cette catégorie :
- navire à gréement traditionnel avec voiles carrées, sans limite de taille (incluant les navires de longueur hors-tout inférieur à 40 m) : trois-mâts carré, trois-mâts barque, trois-mâts goélette, brick, brigantin...
- ou navire tout gréement (traditionnel et moderne) avec une longueur hors-tout supérieure à 40 m (indépendamment de leur gréement) : goélette de grande taille par exemple.

Classe B : Navire à gréement traditionnel avec une longueur hors-tout inférieure à 40 m et une longueur de flottaison supérieure à 9,14 m : goélette de petite taille par exemple, cotre.
Classe C : Navire à gréement moderne avec une longueur hors-tout inférieure à 40 m et une longueur de flottaison supérieure à 9,14 m, sans spinnaker.
Classe D : Navire à gréement moderne avec une longueur hors-tout inférieure à 40 m et une longueur de flottaison supérieure à 9,14 m, avec spinnaker.

## Classement en France

### Monument historique
De nombreux navires sont classés aux monuments historiques.

### Bateau d'intérêt patrimonial
L'association Patrimoine maritime et fluvial est une association initiée en 1992 et créée en 1996. Ses missions sont « d'inventorier, de sauvegarder, de préserver et de promouvoir le 'patrimoine maritime et fluvial non protégé par l'état (patrimoine non classé ou inscrit) ». PMF attribue le label BIP (Bateau d'Intérêt Patrimonial) à des bateaux appartenant à l'une des trois catégories de navires du patrimoine :
- bateaux protégés au titre des monuments historiques ( voir Liste des bateaux français classés aux Monuments historiques ) ;
- bateaux d'intérêt patrimonial ;
- bateaux de conception ancienne, d'avant 1950.

Le label Bateau d'Intérêt Patrimonial permet, par arrêté ministériel, de bénéficier de l'exonération du droit annuel de francisation et de navigation.

## Quelques vieux gréements

### Quelques exemples de grands voiliers navigants (catégories A et B)
| Nom actuel                | Pavillon actuel  | Année de construction | Nombre de mâts | Gréement            | Longueur sans beaupré (m) | Site Web externe                  |
| ------------------------- | ---------------- | --------------------- | -------------- | ------------------- | ------------------------- | --------------------------------- |
| Alexander Von Humboldt II | Allemagne        | 2011                  | 3              | Trois-mâts barque   | 60                        |                                   |
| Alpha                     | Russie           | 1948                  | 2              | Trois-mâts goélette |                           |                                   |
| Amadeus                   | France           | 1910                  | 2              | Ketch Aurique       | 33                        | http://www.voilier-amadeus.com/   |
| Amerigo Vespucci          | Italie           | 1931                  | 3              | Trois-mâts carré    | 82.4                      |                                   |
| Atyla                     | Espagne          | 1984                  | 2              | Goélette            | 25                        |                                   |
| Belem                     | France           | 1896                  | 3              | Trois-mâts barque   | 51                        |                                   |
| Capitan Miranda           | Uruguay          | 1930                  | 3              | Trois-mâts goélette | 50.3                      |                                   |
| Christian_Radich          | Norvège          | 1937                  | 3              | Trois-mâts carré    | 62.5                      |                                   |
| Cisne Branco              | Brésil           | 1999                  | 3              | Trois-mâts carré    | 60.5                      |                                   |
| Constitution              | États-Unis       | 1797                  | 3              | Trois-mâts carré    | 62                        |                                   |
| Creole                    | Royaume-Uni      | 1927                  | 3              | Goélette            | 42.7                      |                                   |
| Creoula                   | Portugal         | 1937                  | 4              | Goélette            | 62.2                      |                                   |
| Cuauhtemoc                | Mexique          | 1982                  | 3              | Trois-mâts barque   | 67.2                      |                                   |
| Danmark                   | Danemark         | 1932                  | 3              | Trois-mâts carré    | 59.8                      |                                   |
| Dar_Młodzieży             | Pologne          | 1982                  | 3              | Trois-mâts carré    | 94.8                      |                                   |
| Dewaruci                  | Indonésie        | 1953                  | 3              | Trois-mâts goélette | 49.7                      |                                   |
| Druzhba                   | Ukraine          | 1987                  | 3              | Trois-mâts carré    | 94.2                      |                                   |
| Eagle                     | États-Unis       | 1936                  | 3              | Trois-mâts barque   | 80.7                      |                                   |
| Eendracht                 | Pays-Bas         | 1989                  | 3              | Goélette à corne    | 55.3                      |                                   |
| Elissa                    | États-Unis       | 1877                  | 3              | Trois-mâts barque   | 45.4                      |                                   |
| Esmeralda                 | Chili            | 1953                  | 4              | Trois-mâts goélette | 94.13                     |                                   |
| Étoile du Roy             | France           | 1996                  | 3              | Trois-mâts carré    | 33,6                      |                                   |
| Eugene Eugenides          | Grèce            | 1959                  | 3              | Goélette à hunier   |                           |                                   |
| Europa                    | Pays-Bas         | 1911                  | 3              | Trois-mâts barque   | 44.5                      |                                   |
| Gazela                    | États-Unis       | 1901                  | 3              | Trois-mâts goélette | 42.7                      |                                   |
| Georg Stage II            | Danemark         | 1935                  | 3              | Trois-mâts carré    | 42                        |                                   |
| Gloria                    | Colombie         | 1968                  | 3              | Trois-mâts barque   | 67                        |                                   |
| Golden Quest              | Tuvalu           | 1945                  | 3              | Trois-mâts barque   | 48                        |                                   |
| Gorch Fock I              | Allemagne        | 1933                  | 3              | Trois-mâts barque   | 73.7                      |                                   |
| Gorch Fock II             | Allemagne        | 1958                  | 3              | Trois-mâts barque   | 81.2                      |                                   |
| Greif                     | Allemagne        | 1950                  | 2              | Brigantin           |                           |                                   |
| Großherzogin Elizabeth    | Allemagne        | 1908                  | 3              | Goélette à corne    | 53                        |                                   |
| Guayas                    | Équateur         | 1977                  | 3              | Trois-mâts barque   | 56.10                     |                                   |
| Hermione                  | France           | 2014                  | 3              | Trois-mâts carré    |                           | https://www.hermione.com/accueil/ |
| Iskra II                  | Pologne          | 1982                  | 3              | Trois-mâts goélette | 40                        |                                   |
| Jadran                    | Monténégro       | 1933                  | 3              | Goélette à hunier   |                           |                                   |
| James Craig               | Australie        | 1874                  | 3              | Trois-mâts barque   | 54.8                      |                                   |
| Jessica                   | Australie        | 1983                  | 3              | Goélette à hunier   |                           |                                   |
| Juan Sebastián Elcano     | Espagne          | 1927                  | 4              | Goélette à hunier   | 94.13                     |                                   |
| Kaiwo Maru II             | Japon            | 1989                  | 4              | Trois-mâts barque   | 89.0                      |                                   |
| Kaliakra                  | Bulgarie         | 1984                  | 3              | Trois-mâts goélette | 43.2                      |                                   |
| Khersones                 | Ukraine          | 1989                  | 3              | Trois-mâts carré    | 94.8                      |                                   |
| Kruzenshtern              | Russie           | 1926                  | 4              | Trois-mâts barque   | 95                        |                                   |
| La Grace                  | Tchéquie         | 2010                  | 2              | Brick               | 32.8                      |                                   |
| Leeuwin II                | Australie        | 1986                  | 3              | Trois-mâts goélette | 41.2                      |                                   |
| ARA Libertad              | Argentine        | 1960                  | 3              | Trois-mâts carré    | 91.7                      |                                   |
| Lord Nelson               | Royaume-Uni      | 1985                  | 3              | Trois-mâts barque   | 40.2                      |                                   |
| Mercator                  | Belgique         | 1932                  | 3              | Trois-mâts goélette | 68                        |                                   |
| Meridian                  | Lituanie         | 1948                  | 3              | Trois-mâts goélette |                           |                                   |
| Mir                       | Russie           | 1987                  | 3              | Trois-mâts carré    | 94.8                      |                                   |
| Mircea                    | Roumanie         | 1938                  | 3              | Trois-mâts barque   | 73.7                      |                                   |
| Morgenster                | Pays-Bas         | 1919                  | 2              | Brick               | 38.0                      |                                   |
| Niagara                   | États-Unis       | 1988                  | 2              | Brick               | 37.5                      |                                   |
| Nippon Maru II            | Japon            | 1984                  | 4              | Trois-mâts barque   | 89.0                      |                                   |
| Oosterschelde             | Pays-Bas         | 1918                  | 3              | Goélette à hunier   | 40.12                     |                                   |
| Palinuro                  | Italie           | 1934                  | 3              | Trois-mâts goélette | 58.7                      |                                   |
| Pallada                   | Russie           | 1989                  | 3              | Trois-mâts carré    | 94.2                      |                                   |
| Peacemaker                | États-Unis       | 1989                  | 3              | Trois-mâts goélette | 38                        |                                   |
| Picton Castle             | Canada           | 1928                  | 3              | Trois-mâts barque   | 45.2                      |                                   |
| Pogoria                   | Pologne          | 1980                  | 3              | Trois-mâts goélette | 40.9                      |                                   |
| Prince William            | Pakistan         | 2001                  | 2              | Brick               |                           |                                   |
| Rah Naward                | Pakistan         | 2001                  | 2              | Brick               | 40.6                      |                                   |
| Roald Amundsen            | Allemagne        | 1952                  | 2              | Brick               | 40.8                      |                                   |
| Royal Albatross           | Malaisie         | 2001                  | 4              | Trois-mâts goélette | 47.0                      |                                   |
| Sagres III                | Portugal         | 1937                  | 3              | Trois-mâts barque   | 81.3                      |                                   |
| Santa Maria Manuela       | Portugal         | 1937                  | 4              | Goélette            | 62.4                      |                                   |
| Sedov                     | Russie           | 1921                  | 4              | Trois-mâts barque   | 108.7                     |                                   |
| Shabab Oman               | Oman             | 1971                  | 3              | Trois-mâts goélette | 43.9                      |                                   |
| Simón Bolívar             | Vénézuela        | 1979                  | 3              | Trois-mâts barque   | 70.0                      |                                   |
| Sørlandet                 | Norvège          | 1927                  | 3              | Trois-mâts carré    | 56.7                      |                                   |
| Spirit of New Zealand     | Nouvelle-Zélande | 1986                  | 3              | Trois-mâts goélette | 33.2                      |                                   |
| Stad Amsterdam            | Pays-Bas         | 2000                  | 3              | Trois-mâts carré    | 62.4                      |                                   |
| Statsraad Lehmkuhl        | Norvège          | 1914                  | 3              | Trois-mâts barque   | 84.6                      |                                   |
| Star of India             | États-Unis       | 1863                  | 3              | Trois-mâts barque   | 62.5                      |                                   |
| Stavros S Niarchos        | Royaume-Uni      | 2000                  | 2              | Brick               | 40.6                      |                                   |
| Sudarshini                | Inde             | 2011                  | 3              | Trois-mâts barque   | 54.0                      |                                   |
| Surprise (ex Rose)        | États-Unis       | 1970                  | 3              | Trois-mâts carré    | 54.6                      |                                   |
| Tarangini                 | Inde             | 1997                  | 3              | Trois-mâts barque   | 54.0                      |                                   |
| Thor Heyerdahl            | Allemagne        | 1930                  | 3              | Goélette à hunier   | 42.5                      |                                   |
| Unicorn                   | Royaume-Uni      | 1948                  | 2              | Brick               |                           |                                   |
| BAP Unión                 | Pérou            | 2014                  | 4              | Quatre-mâts barque  | 99.0                      |                                   |
| Varuna                    | Inde             | 1981                  | 3              | Trois-mâts barque   | 54.0                      |                                   |
| Young America             | États-Unis       | 1975                  | 2              | Brigantin           |                           |                                   |
| Young Endeavour           | Australie        | 1986                  | 2              | Brigantin           | 35                        |                                   |

### Navires disparus
- Bounty (1960), trois-mâts carré disparu sur la côte de Caroline du Nord lors de la tempête Sandy en 2012.
- Concordia, trois-mâts Trois-mâts barque construit en 1992 comme navire école canadien, disparu en mer en 2010 lors d'un coup de vent.
- Asgard II, un brick-goélette, navire école irlandais de 1982, perdu en mer en 2008 au large des côtes françaises à la suite d’une collision avec un objet flottant entre deux eaux (probablement un conteneur perdu).
- Fantôme (1927), goélette de 1927 utilisée comme navire de croisière, coulé en 1998 lors de la tempête Mitch.
- Marques (1917) coulé 1984 lors d'une course.
- Endeavour II, construit en 1968 et disparu en 1971 en Nouvelle-Zélande lors d'un coup de vent.
- L'Astrid a fait naufrage au large de l'Irlande en 2013, il a coulé en 2014 après avoir été récupéré.
- Zebu (1938), construit en 1938 et coulé à son quai à Liverpool en 2015.
- Dunay, trois-mâts carrés soviétique de 1928, brûlé en 1963.

### Galerie photos

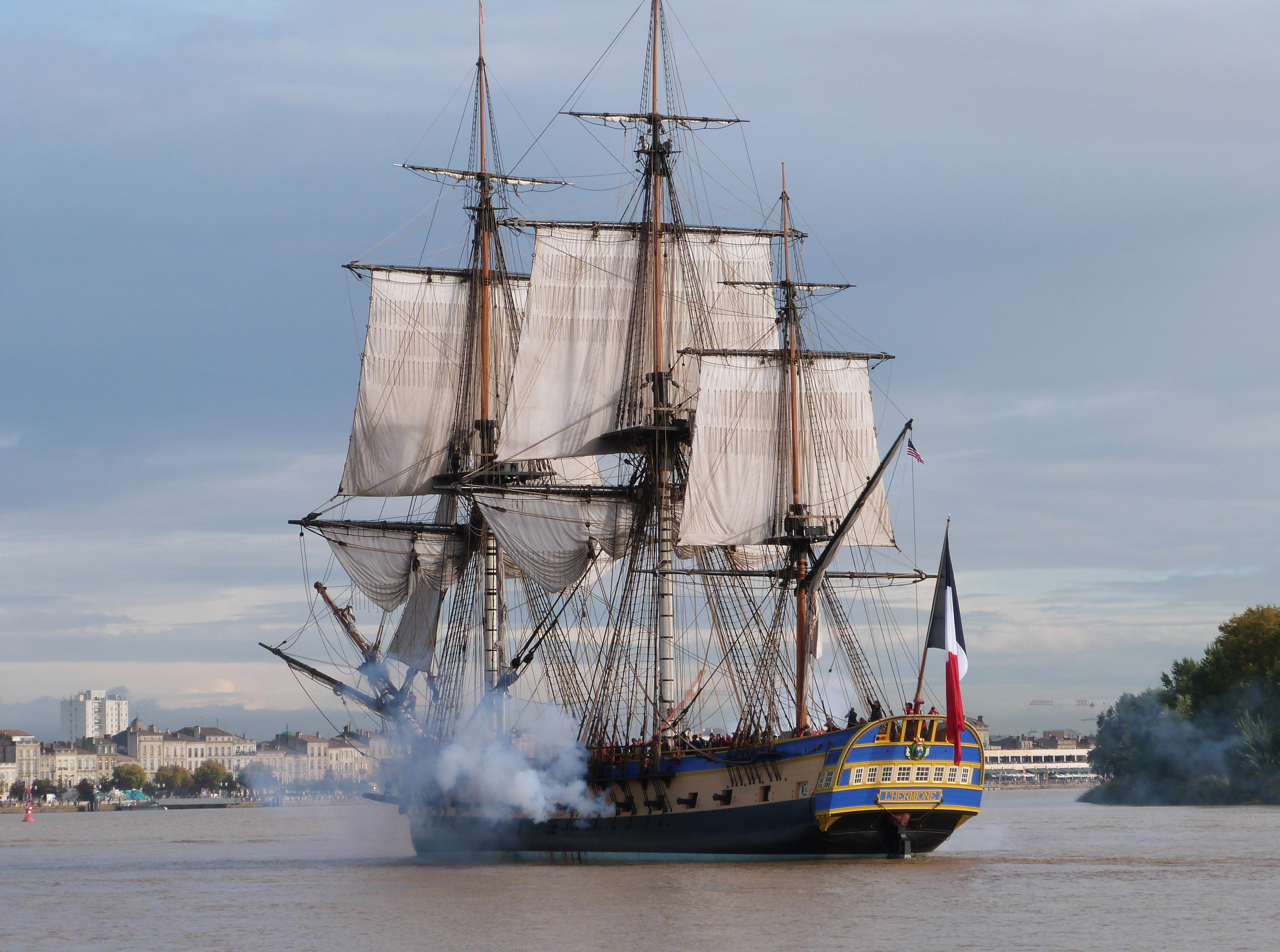
L'Hermione tire au canon
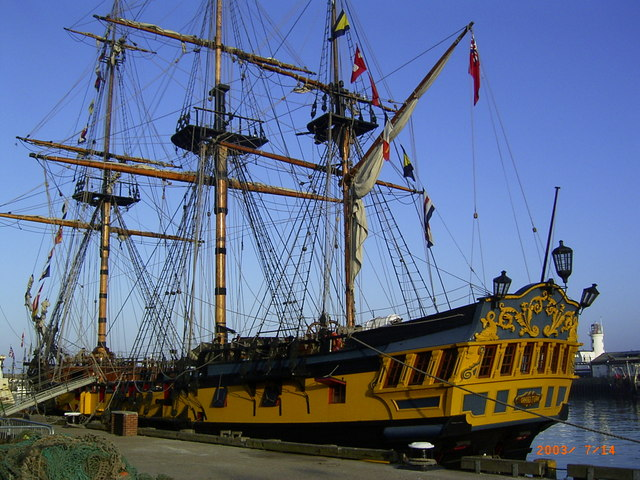
L'Étoile du Roy
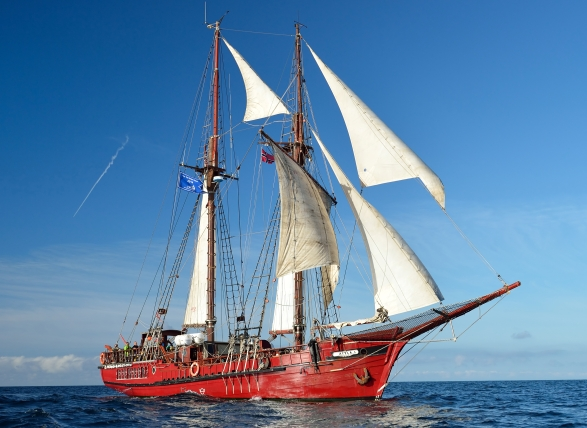
La goélette Atyla
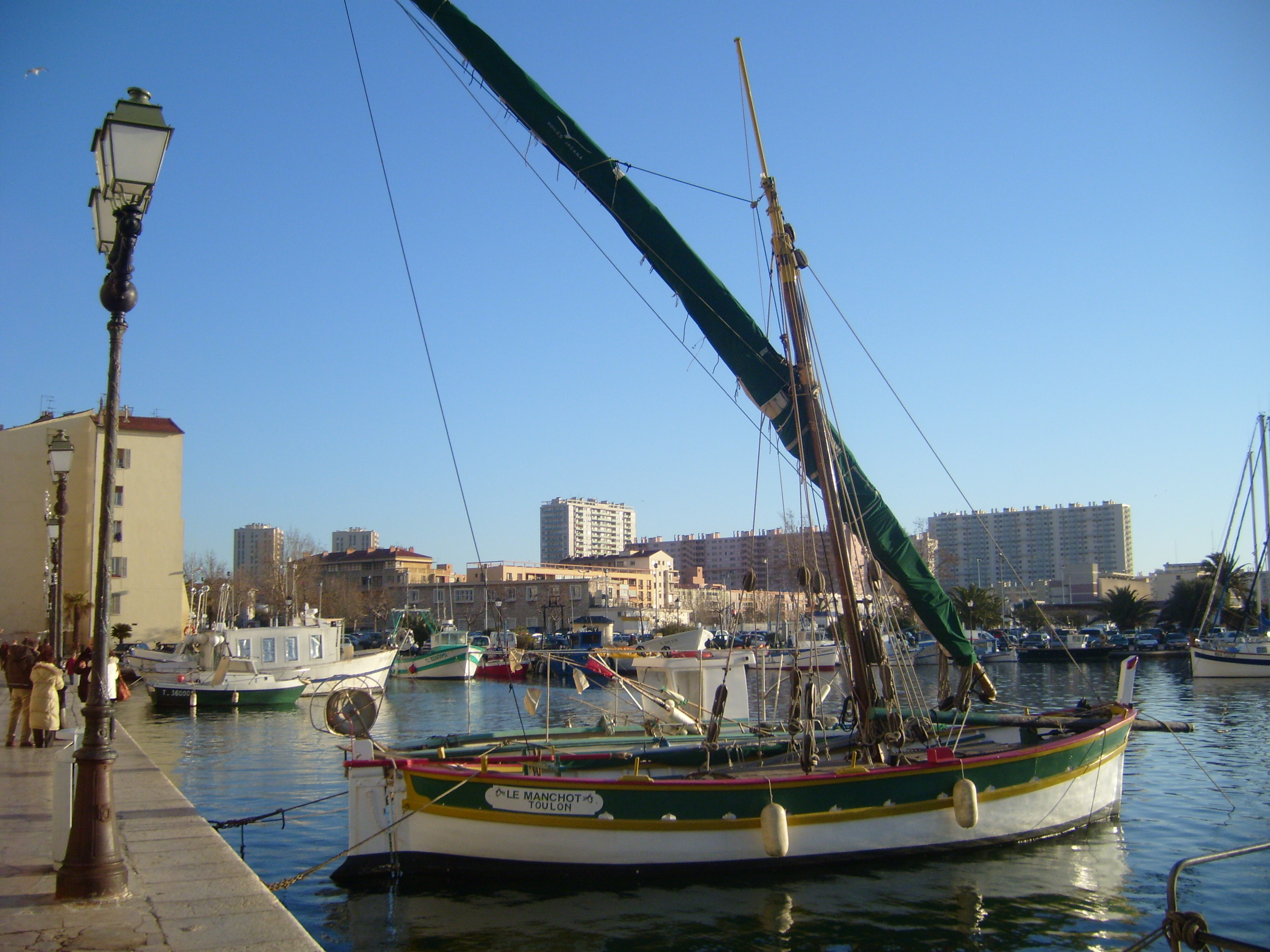
Un pointu à Toulon
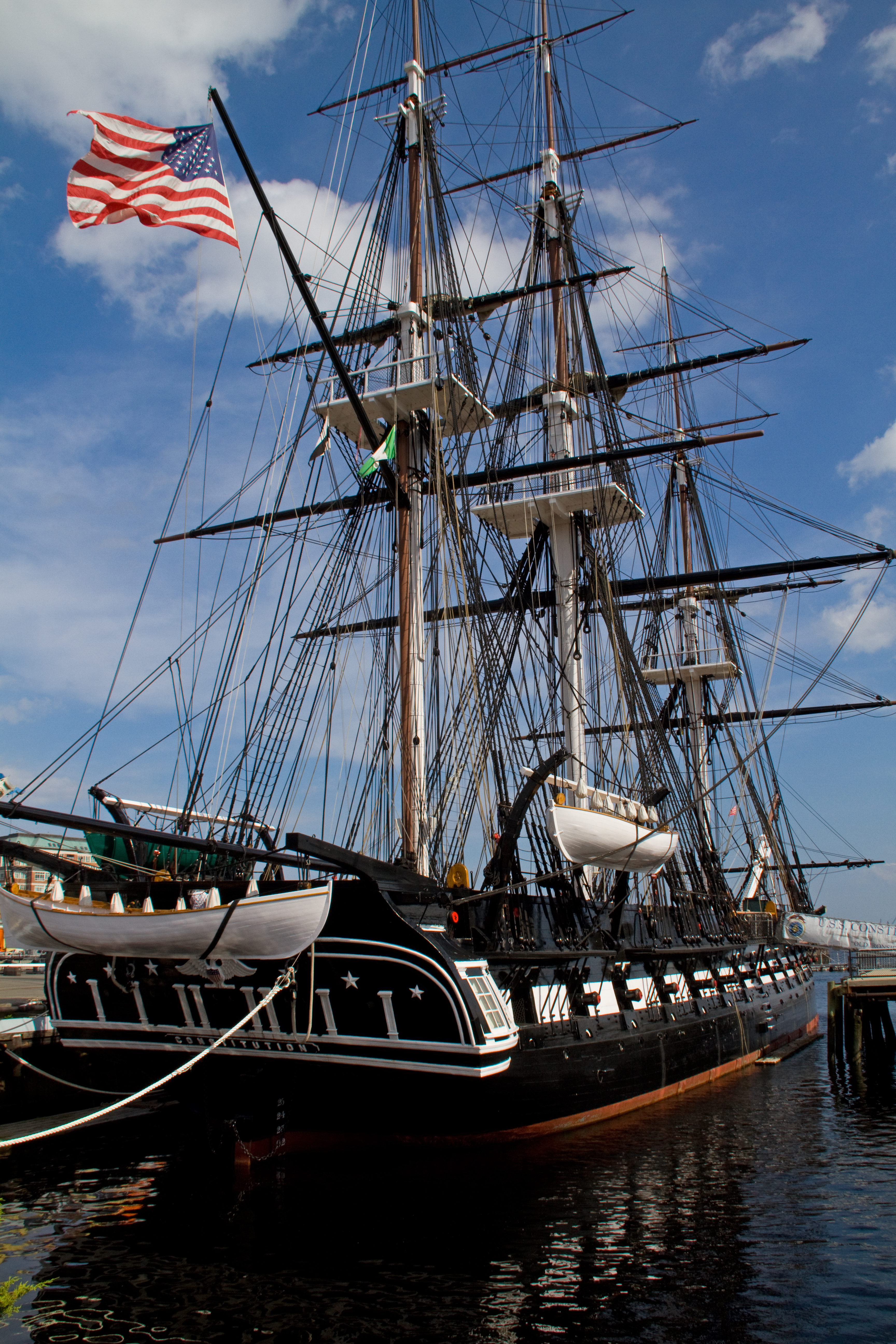
L'USS Constitution
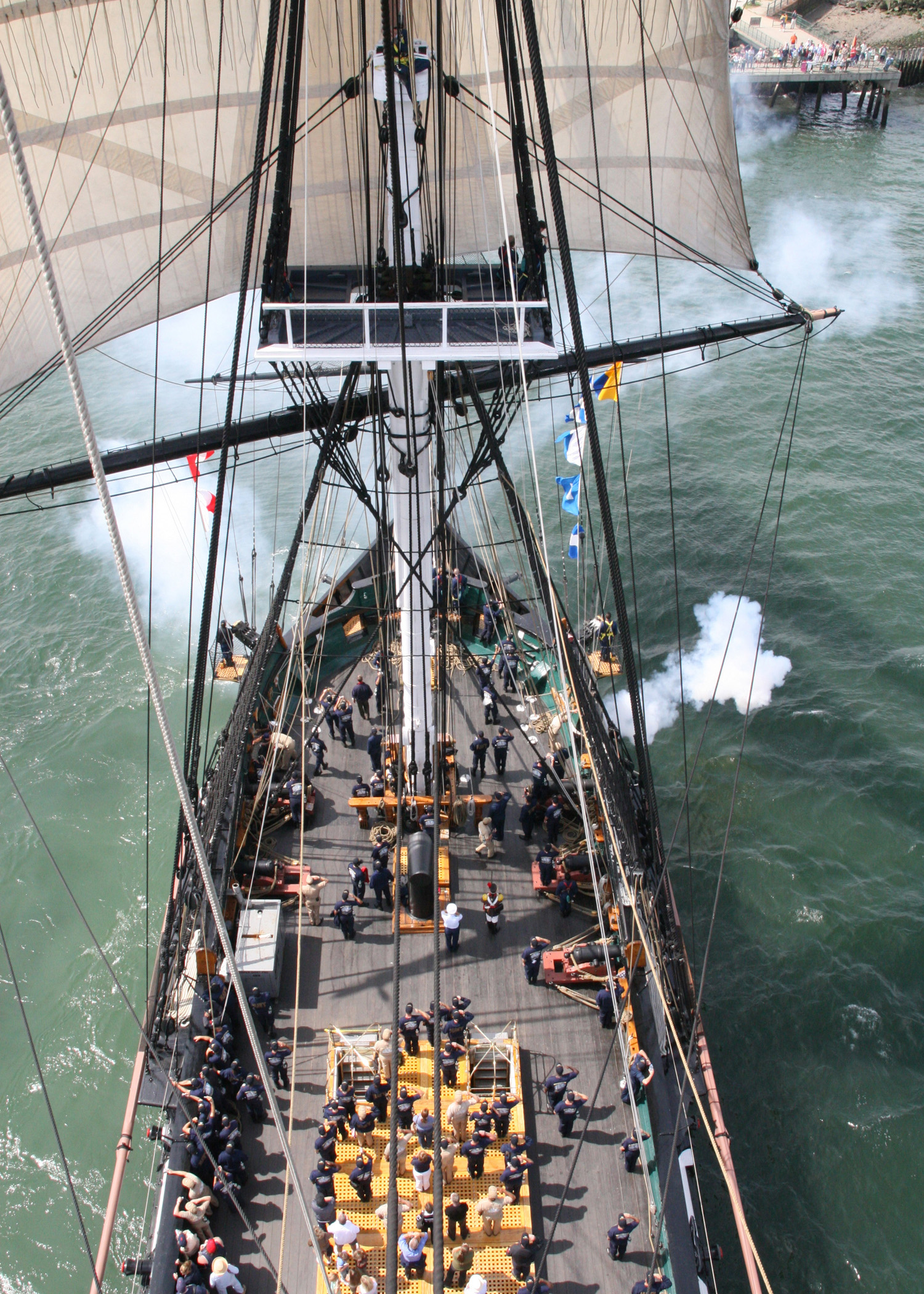
À bord de l'USS Constitution
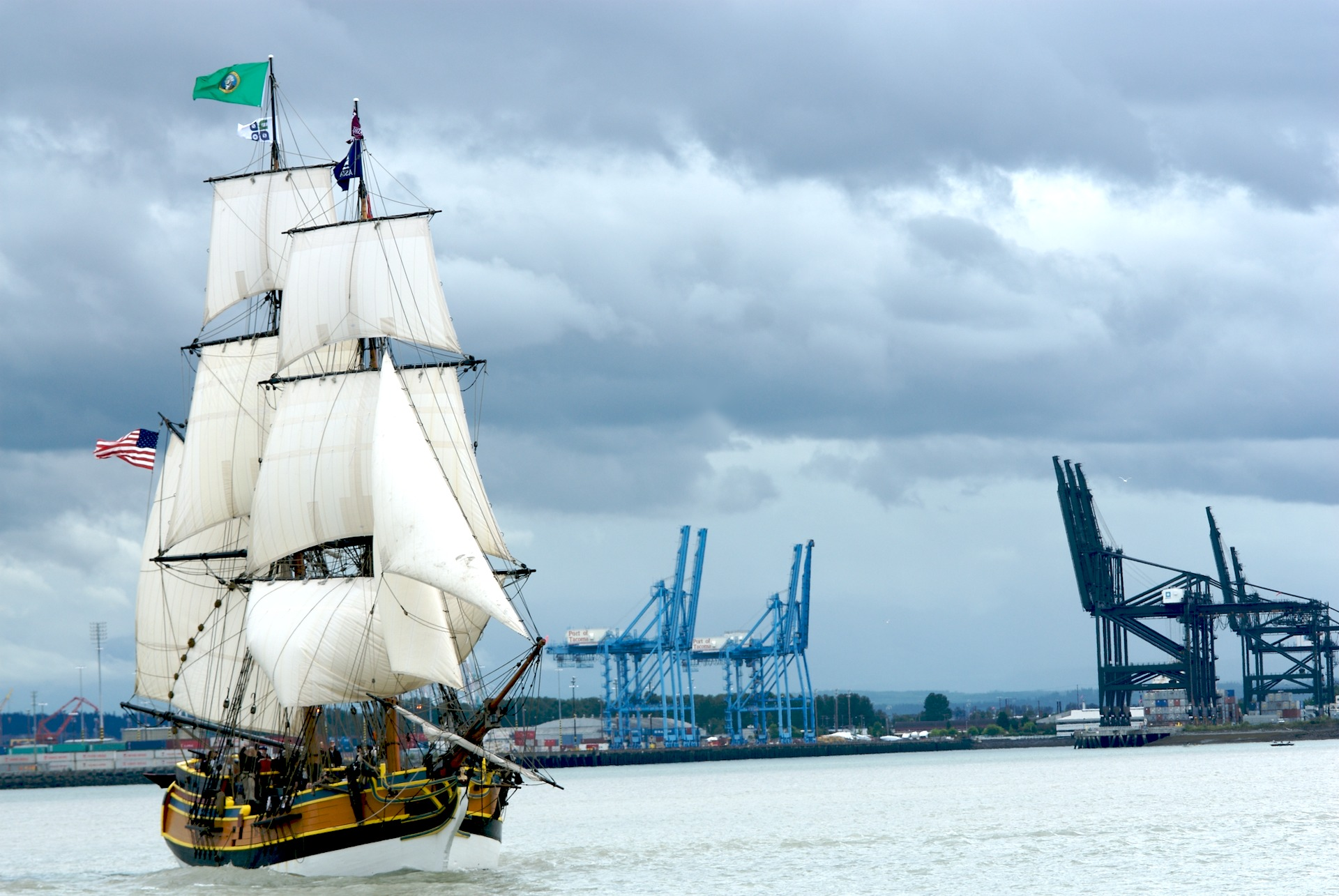
Le brick Lady Washington
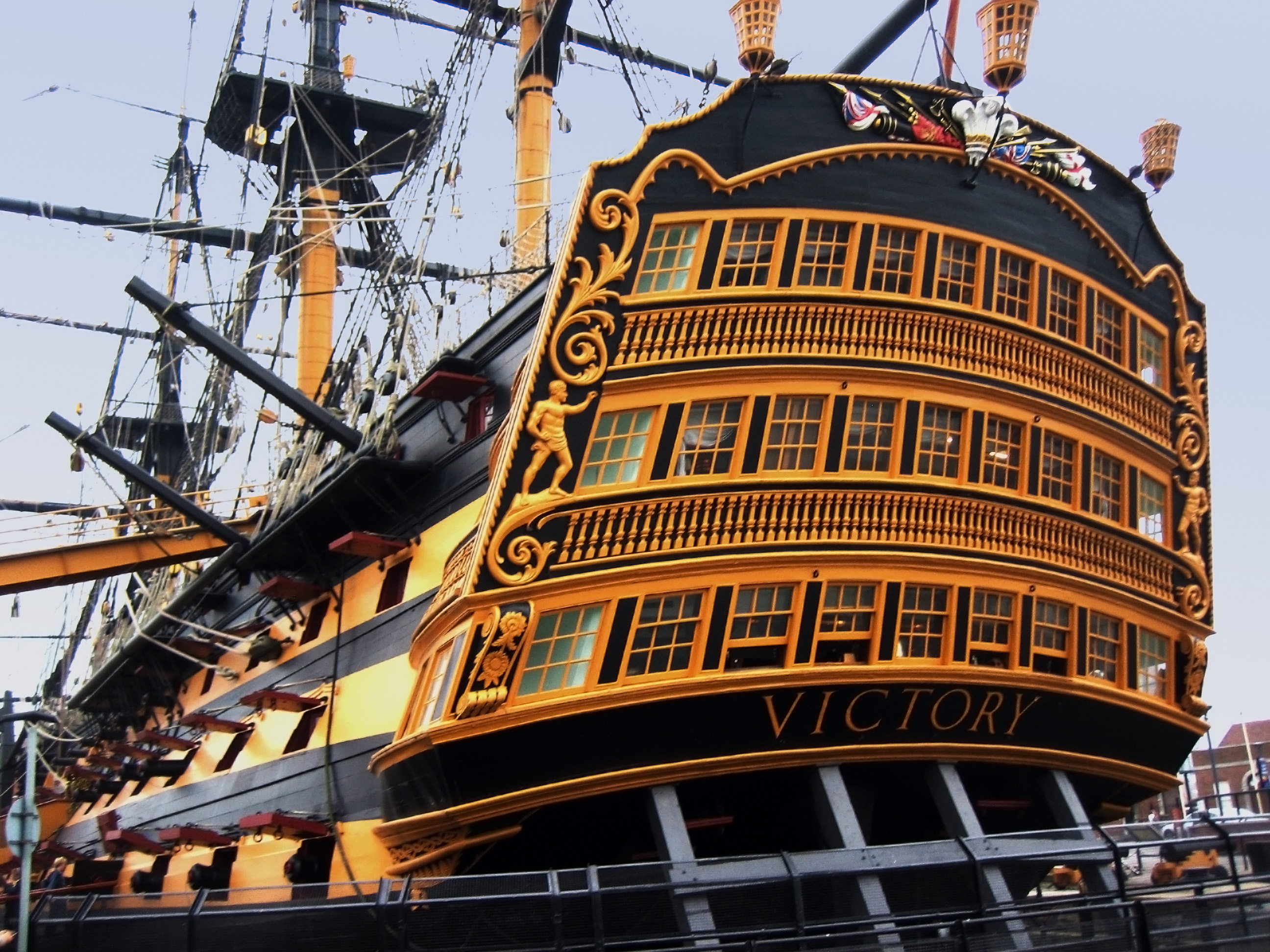
Le HMS Victory (Vaisseau de ligne de 1er rang)
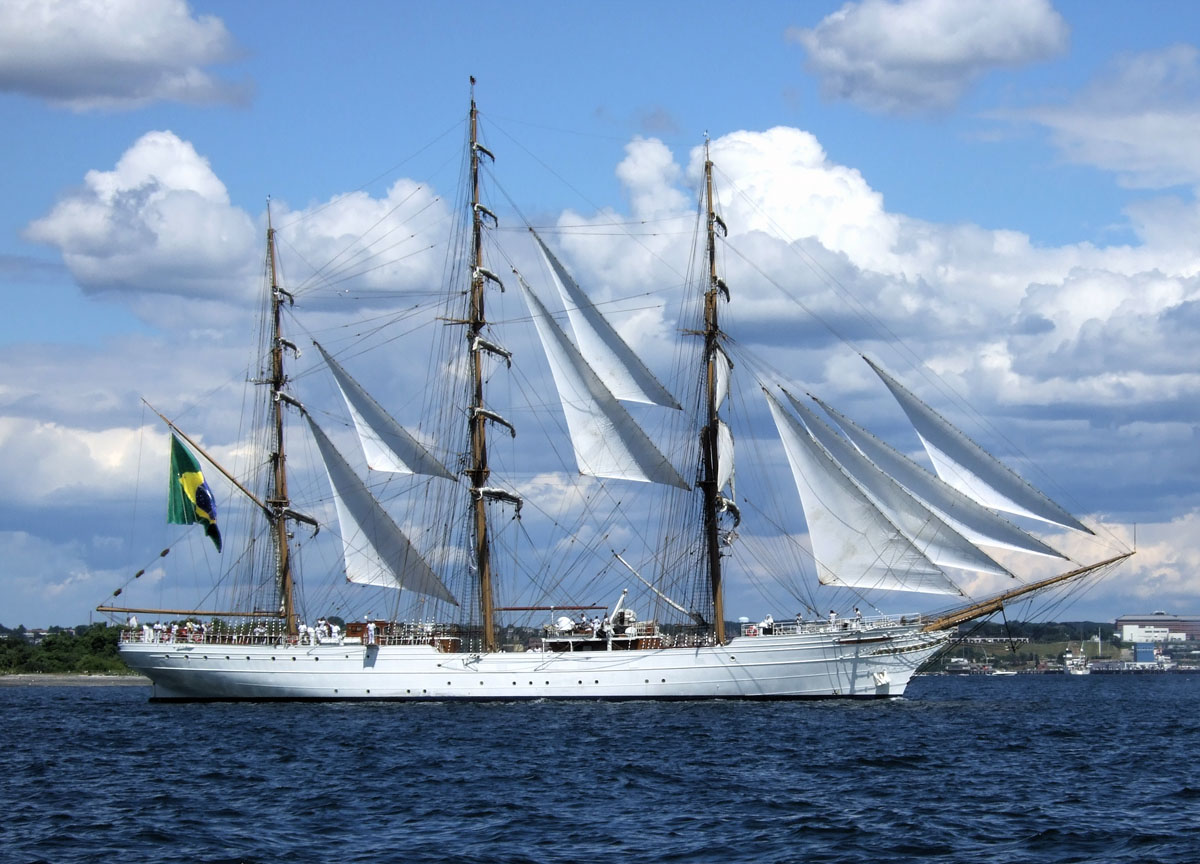
Le Cisne Branco (marine brésilienne)
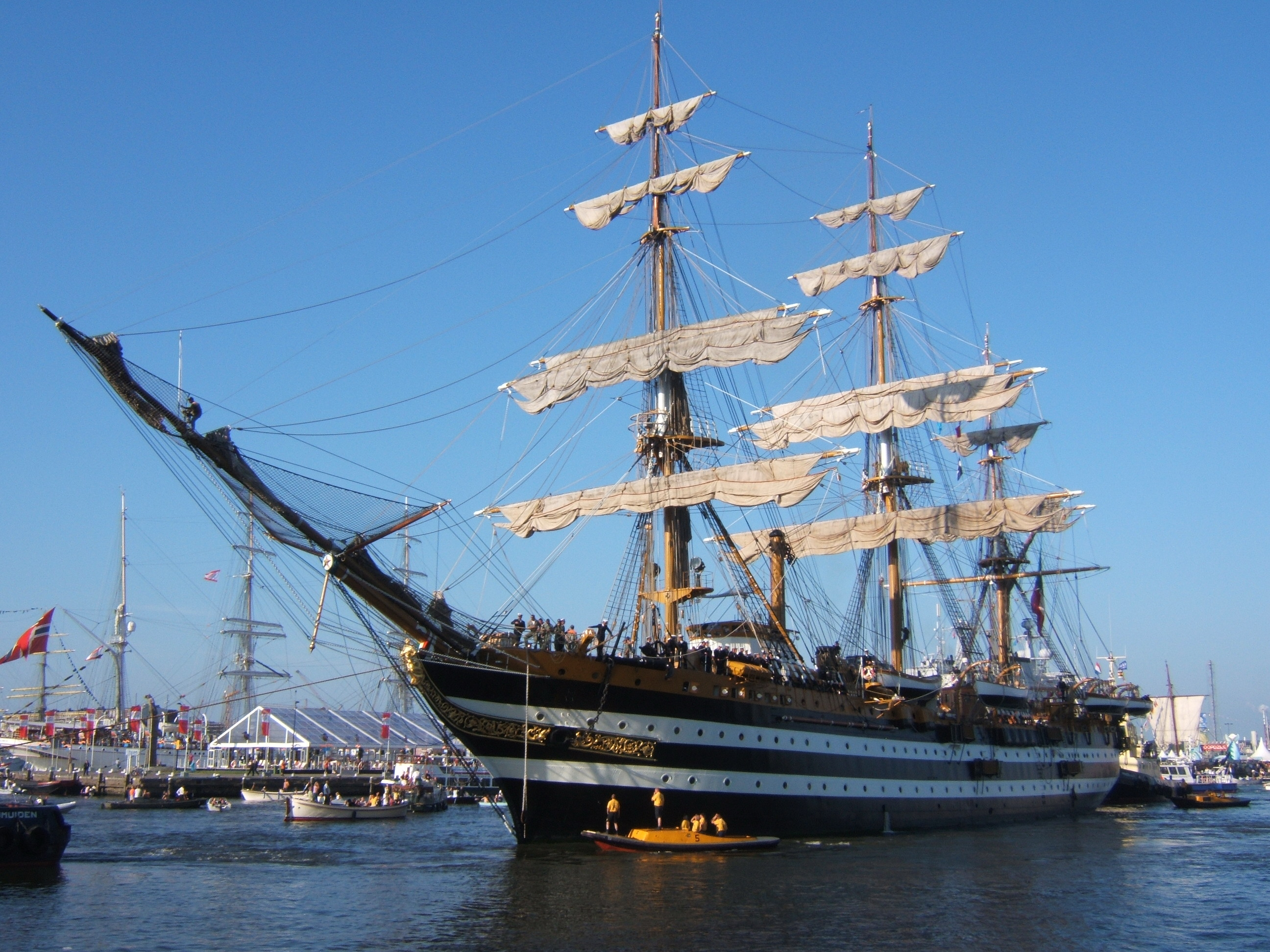
L'Amerigo Vespucci (marine italienne)
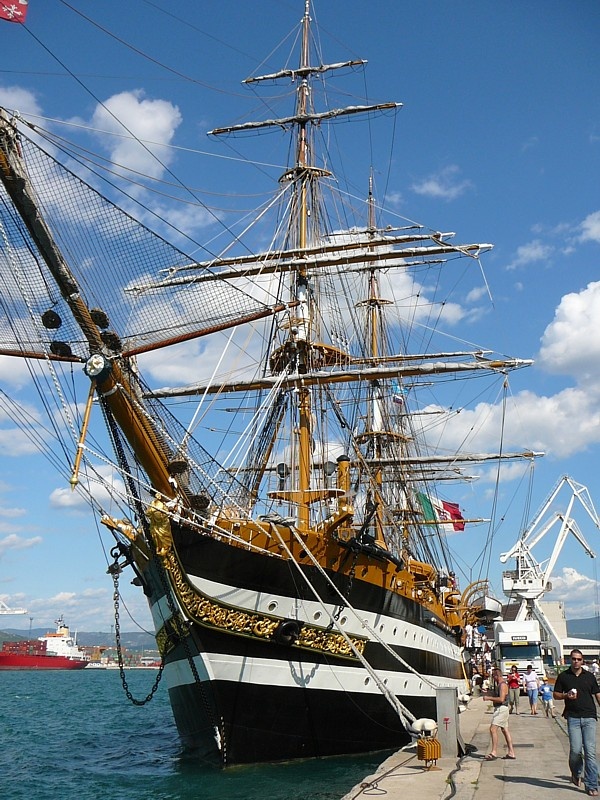
L'Amerigo Vespucci à quai
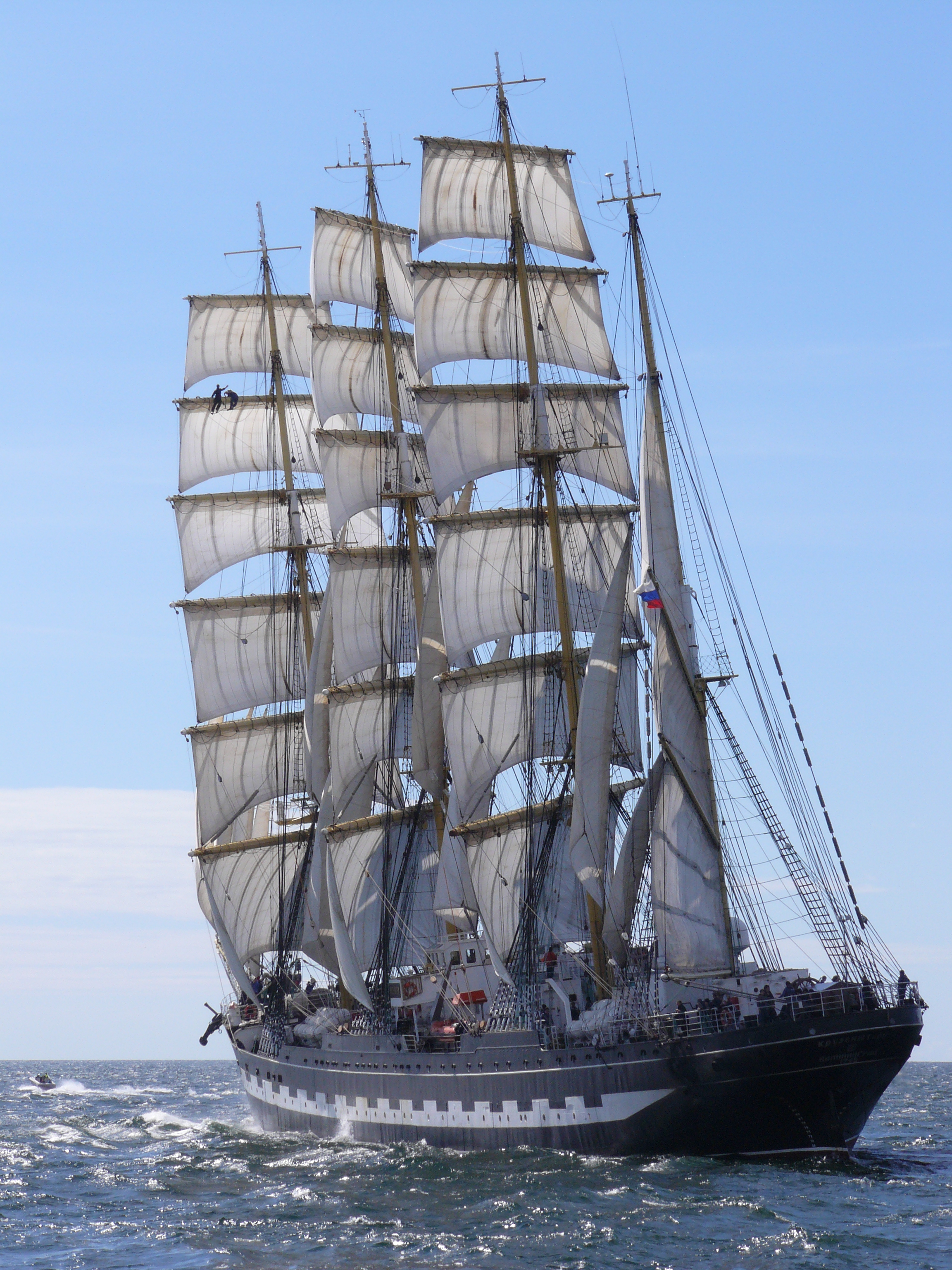
Le Kruzenshtern
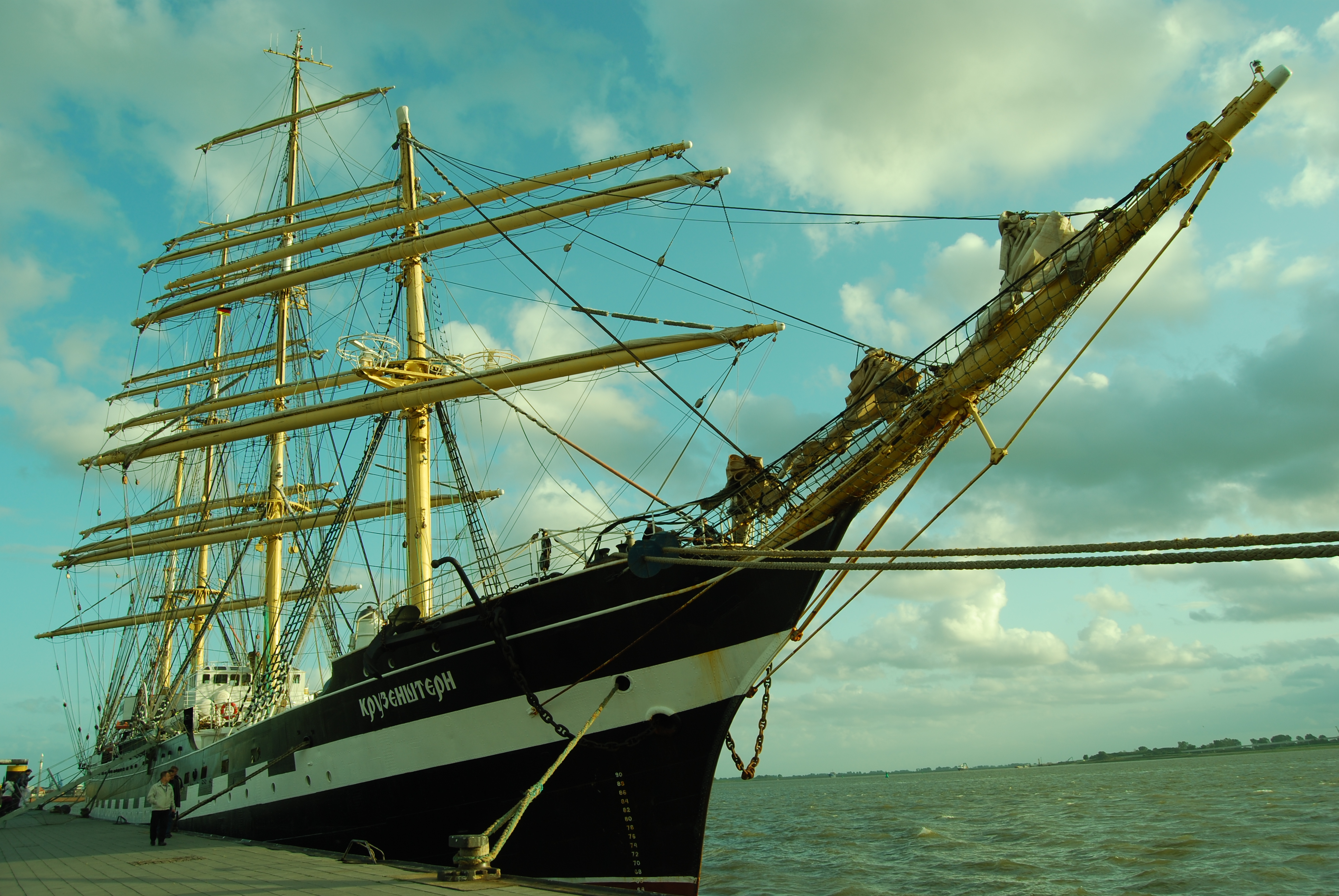
Le Kruzenshtern à quai
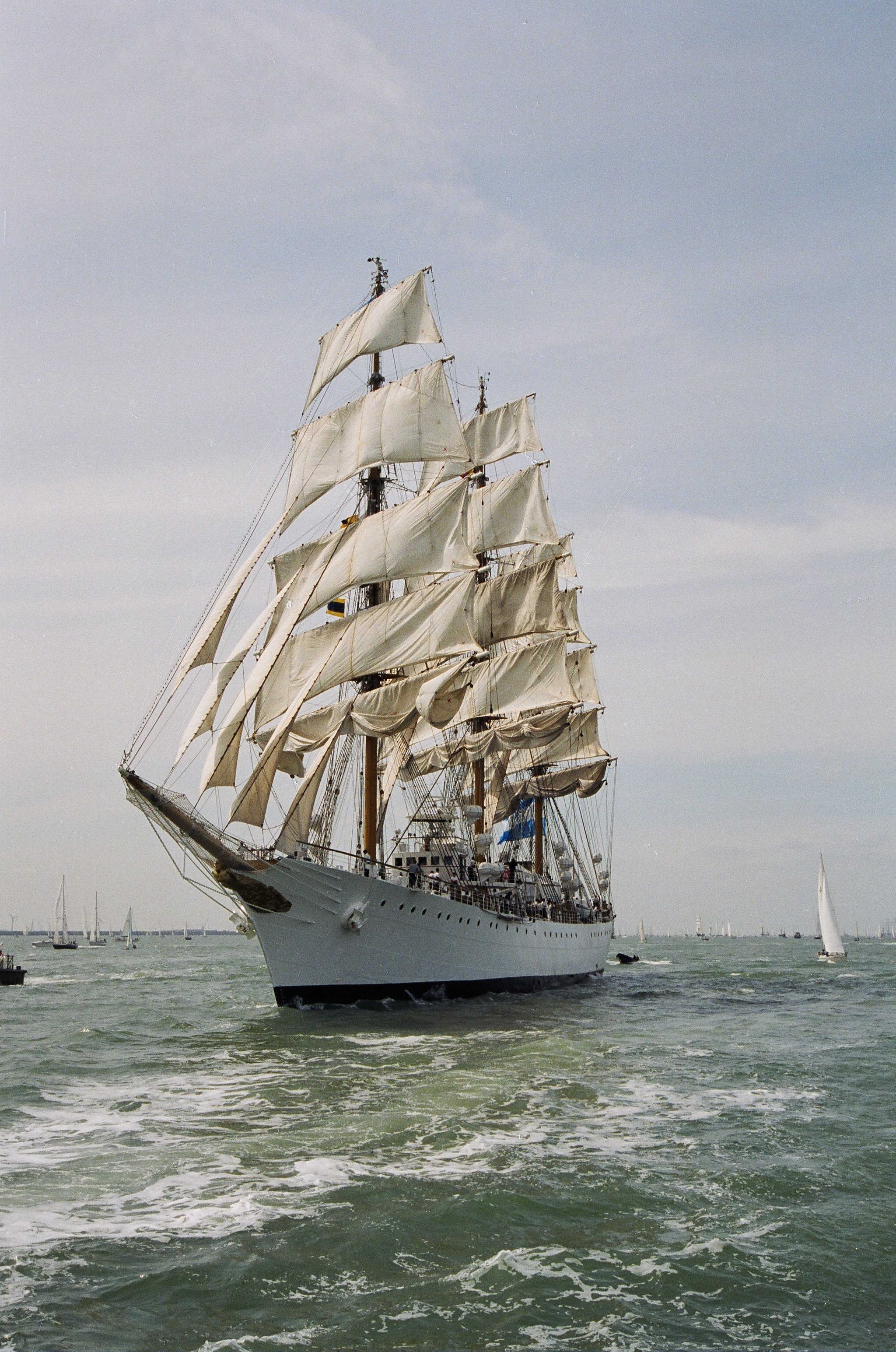
L'ARA Libertad (Argentine)
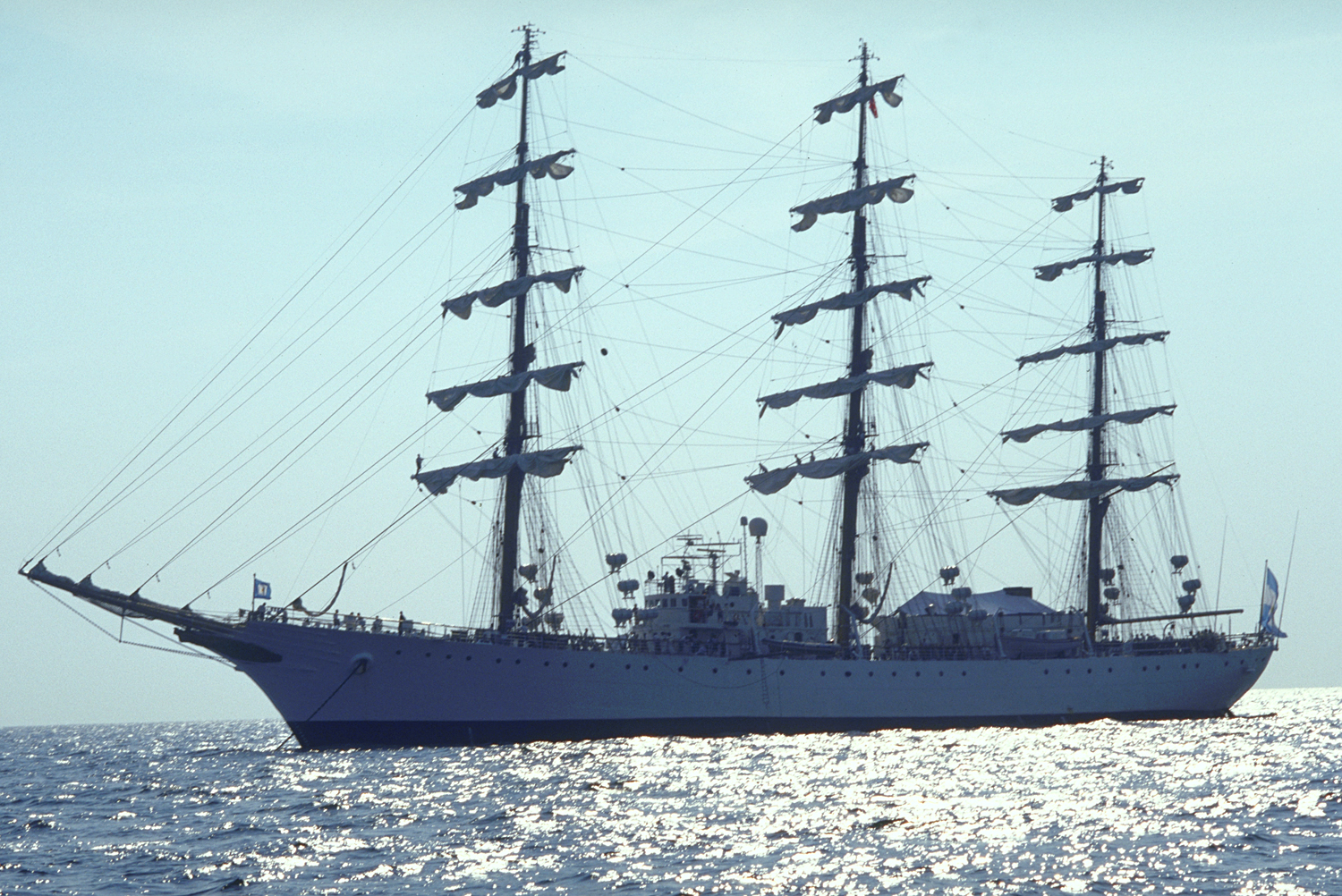
L'ARA Libertad (Argentine)
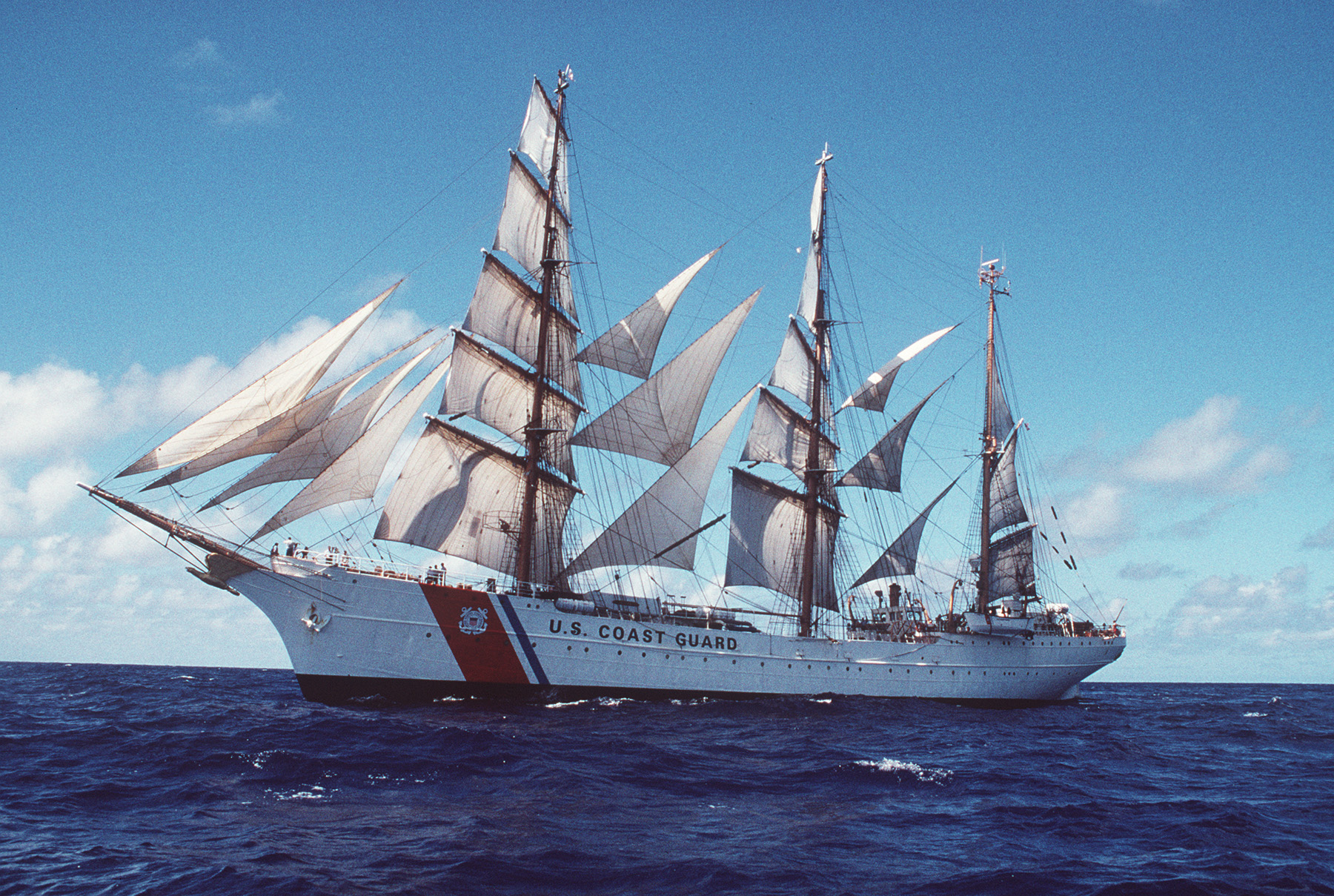
L'Eagle en 1998 (Garde côte États-Unis).
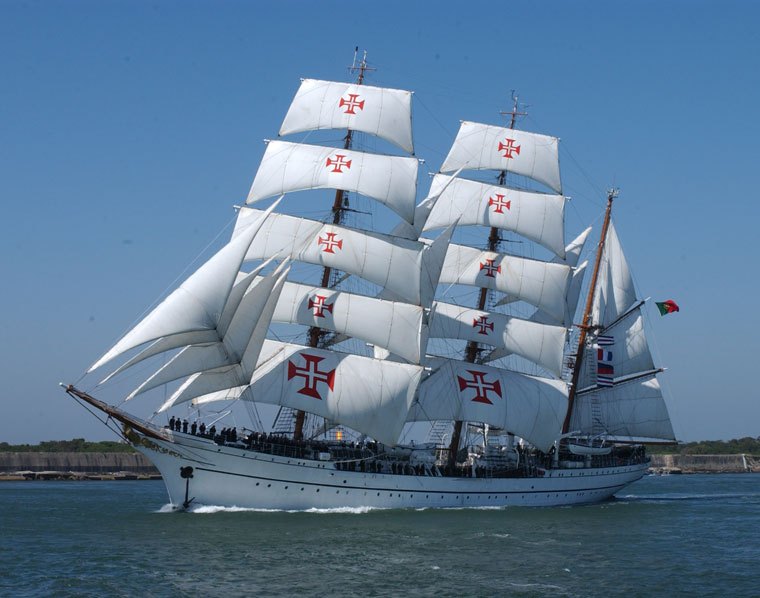
Le N.R.P. Sagres (marine portugaise).
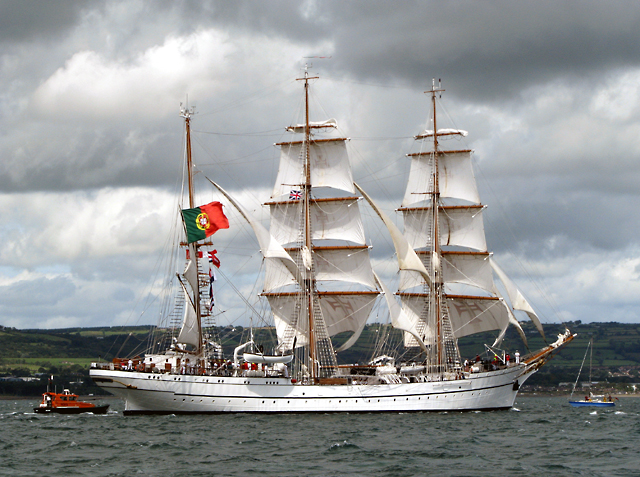
Le Sagres III
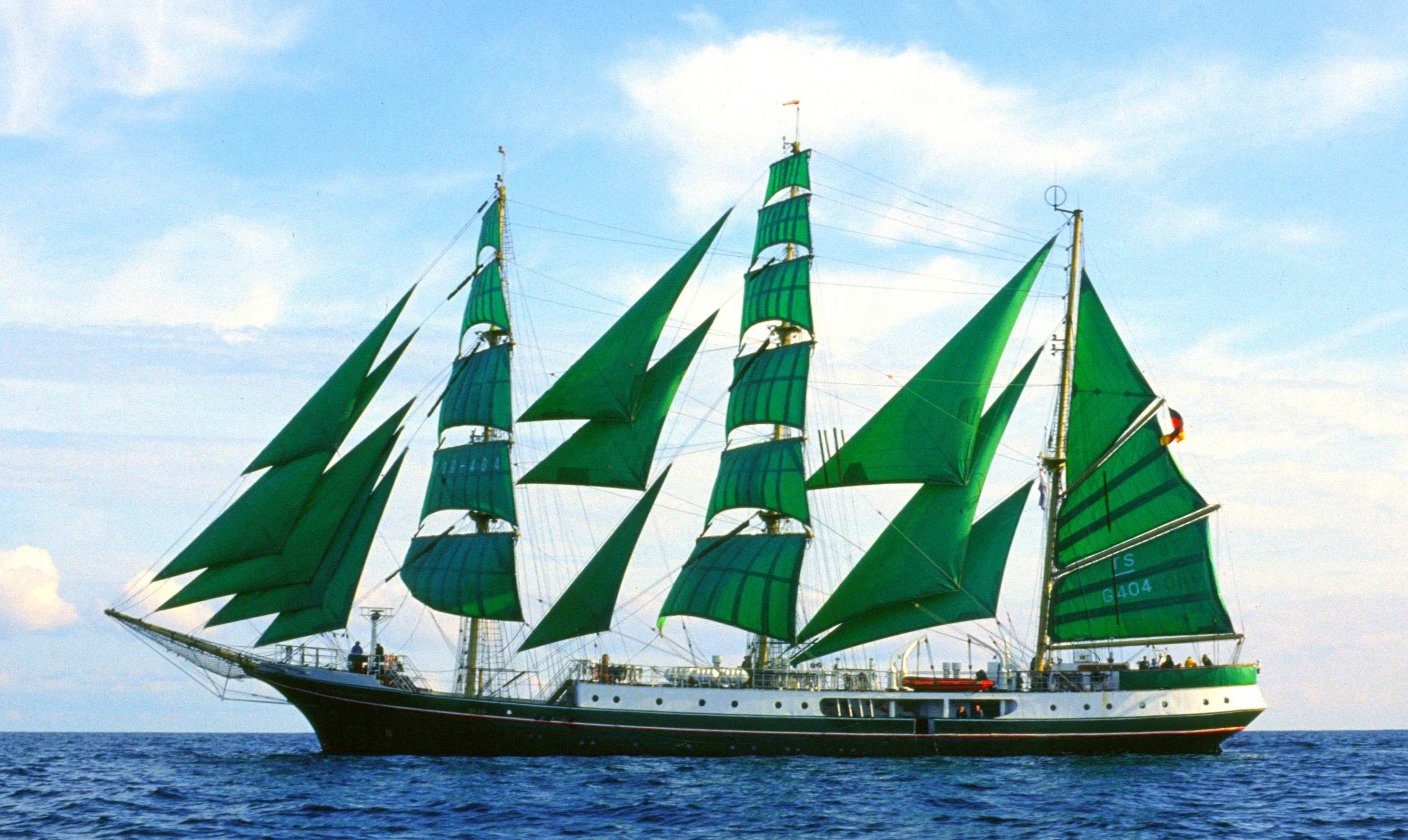
L'Alexander von Humboldt
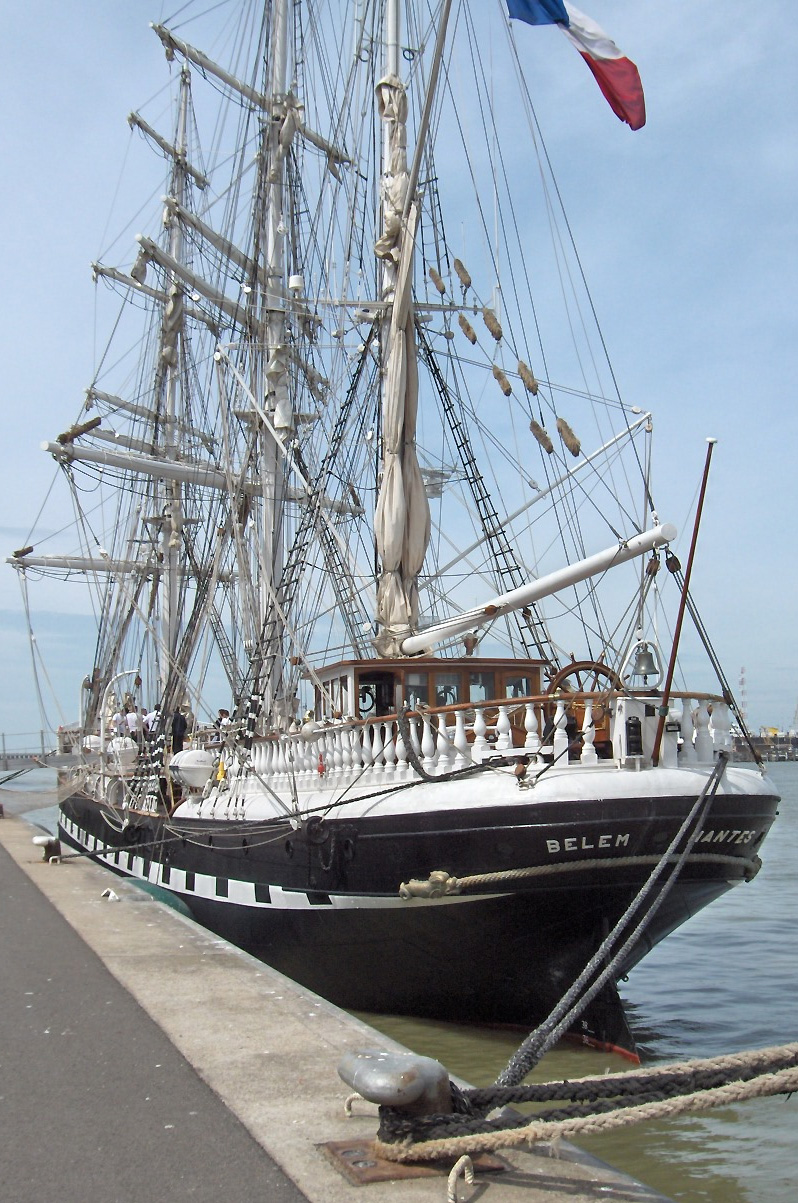
Le Belem
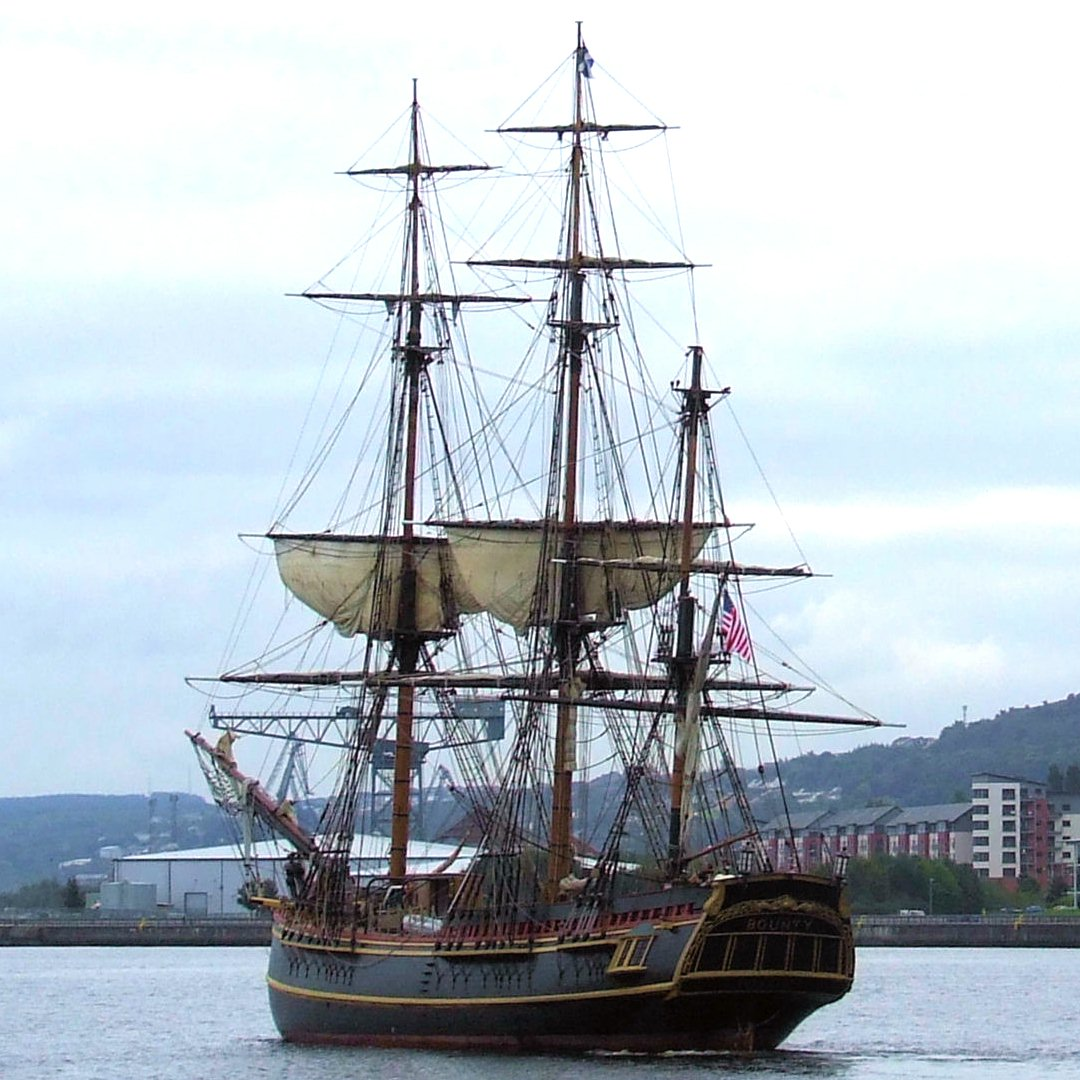
Le Bounty de 1960
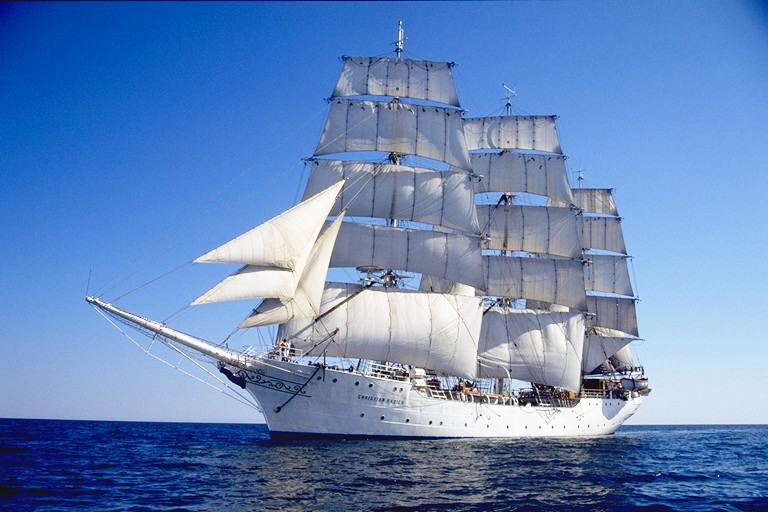
Le Christian Radich
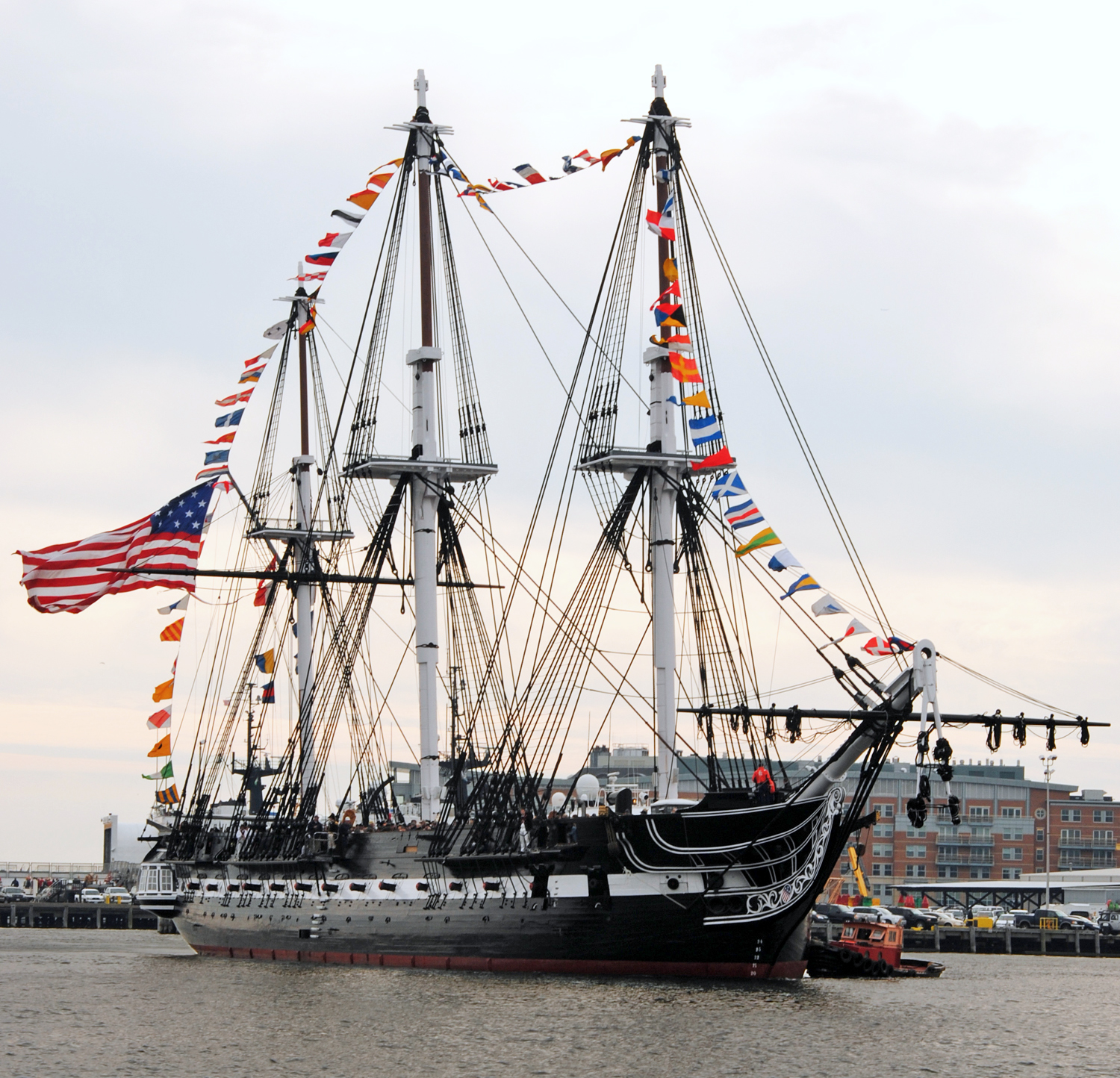
L'USS Constitution
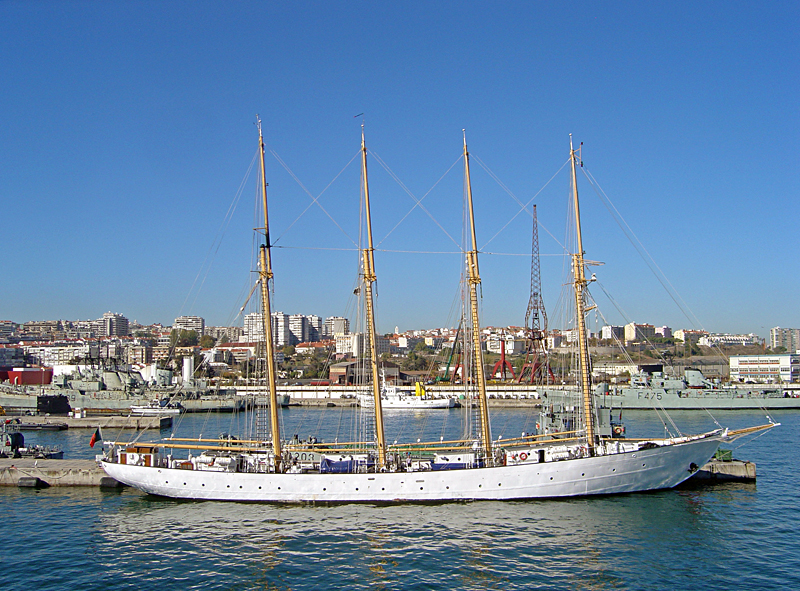
Le Creoula
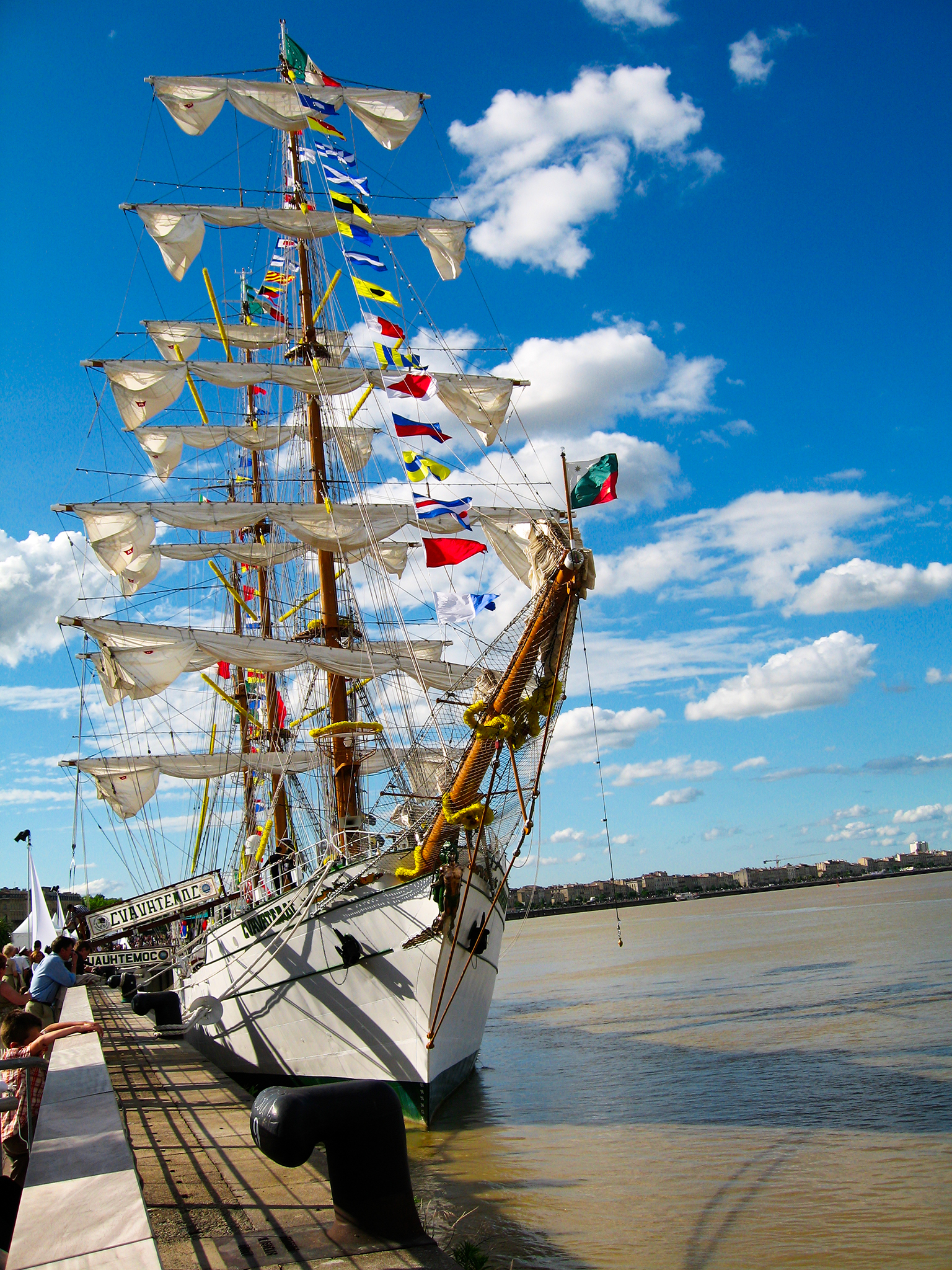
Cuauhtémoc (Mexique)
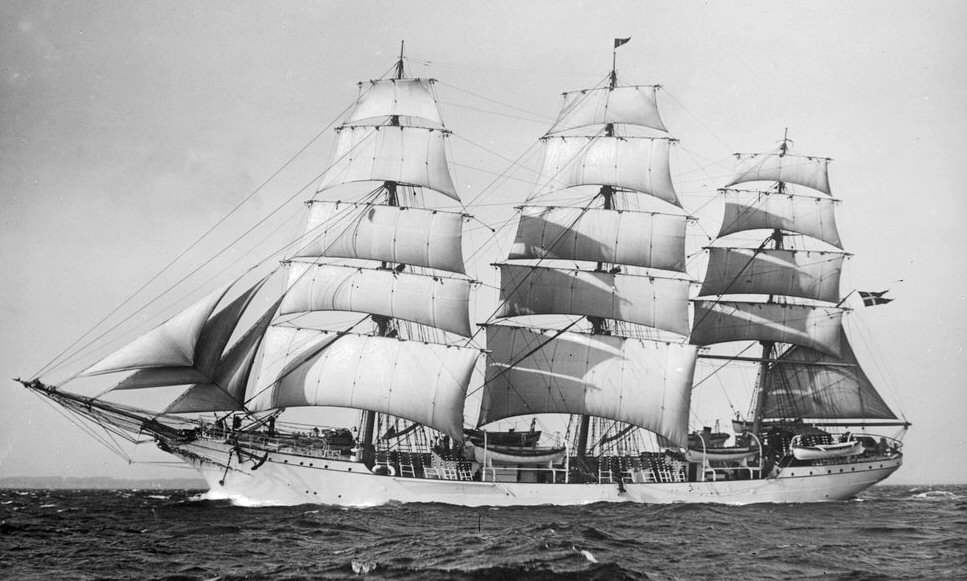
Le Danmark
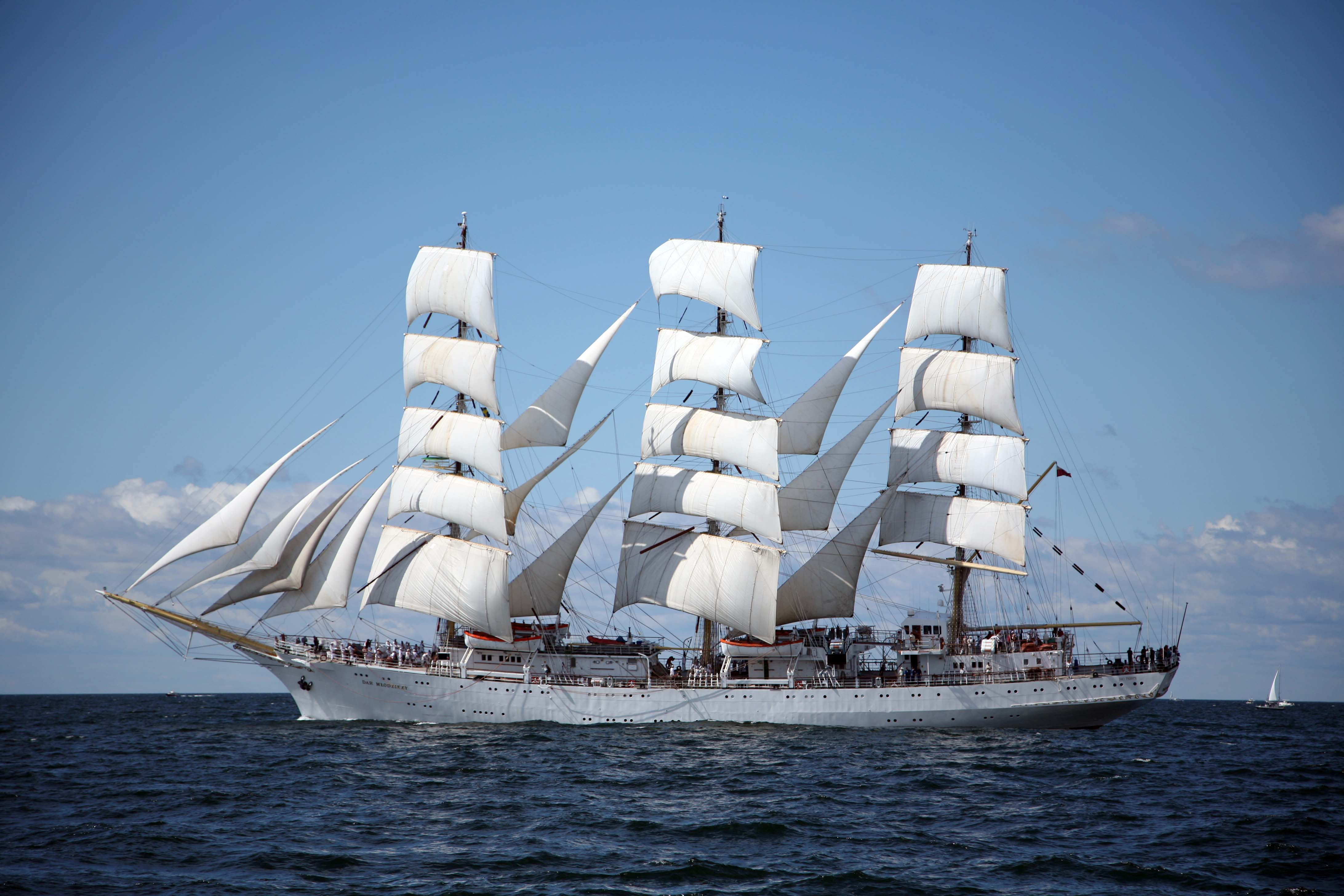
Dar Młodzieży
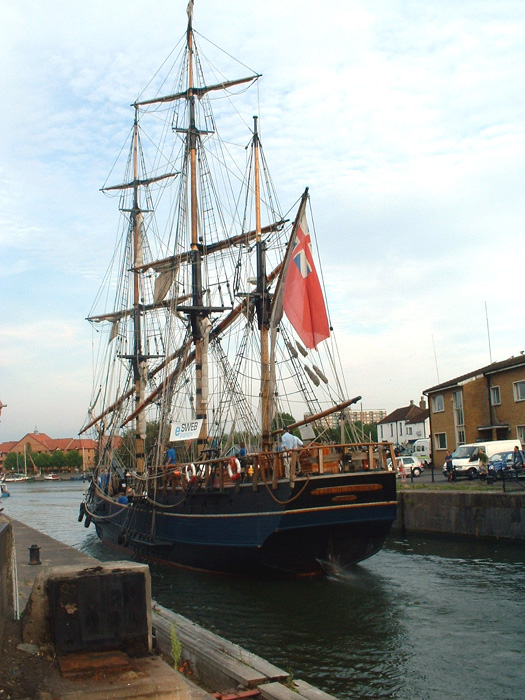
L'Earl of Pembroke
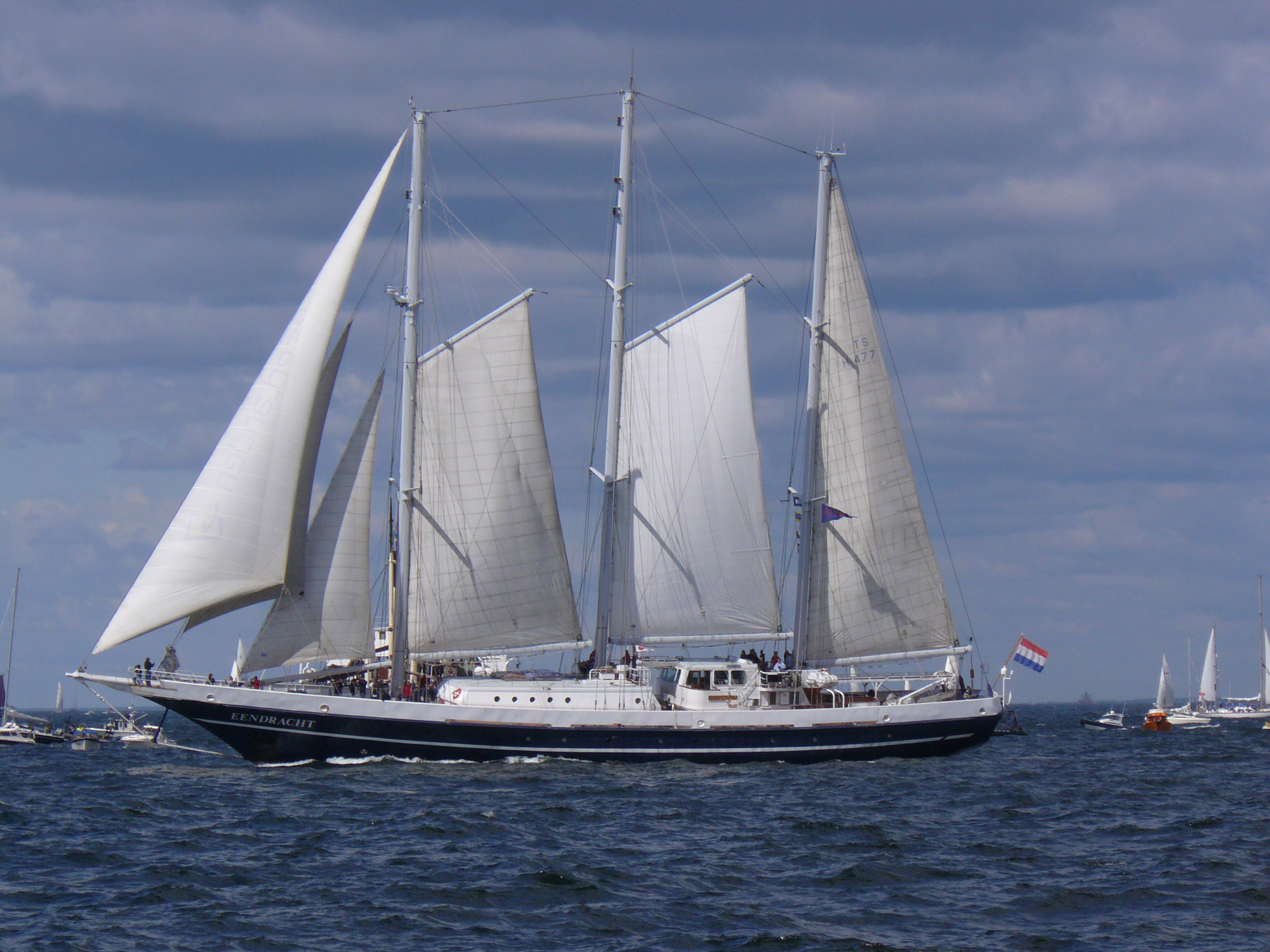
L'Eendracht
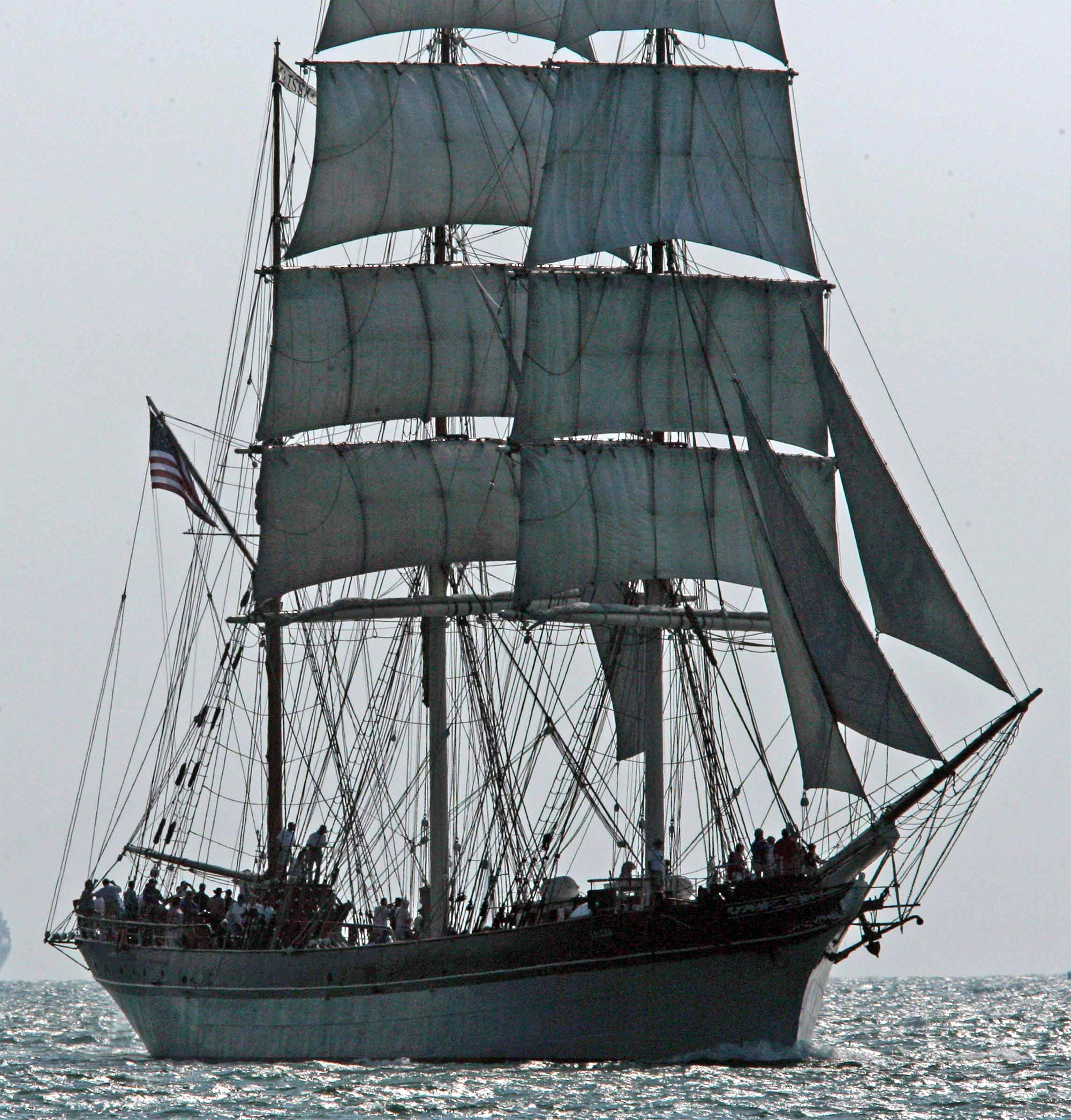
L'Elissa
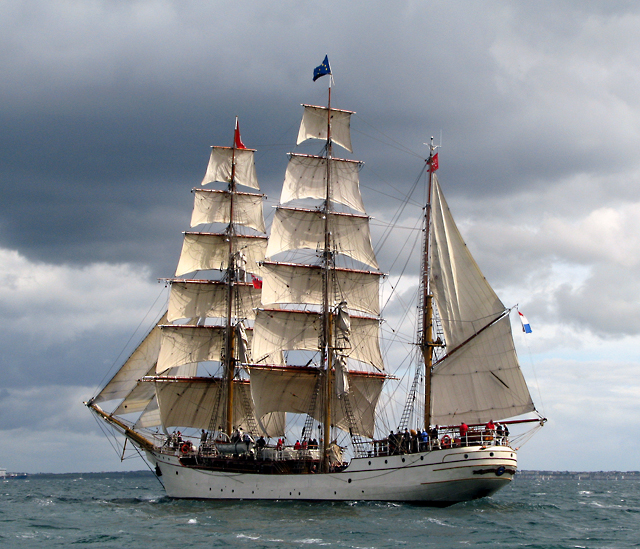
L'Europa
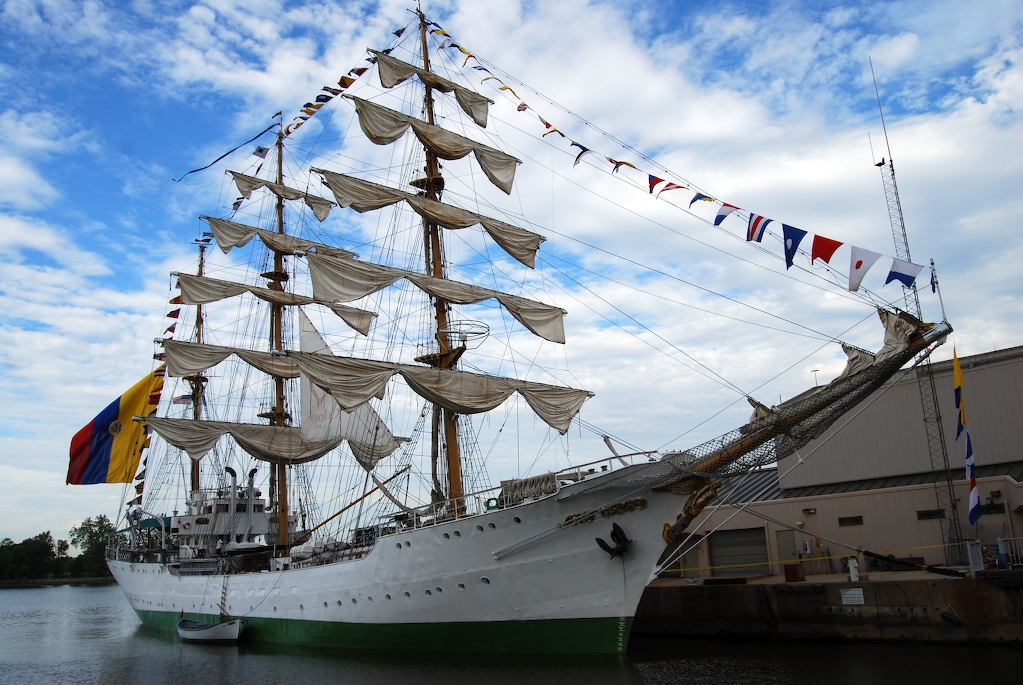
Le Gloria
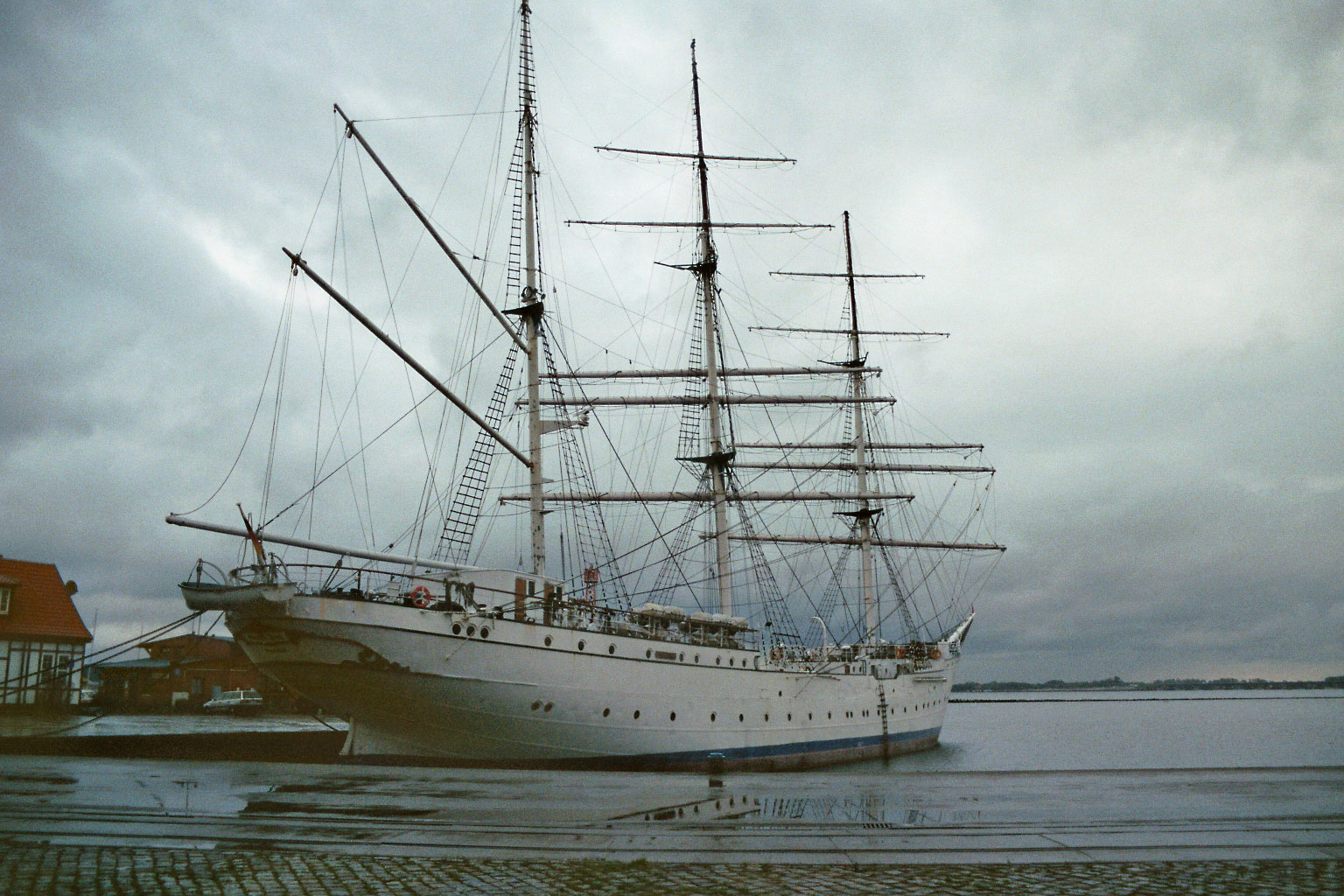
Le Gorch Fock I (1933)
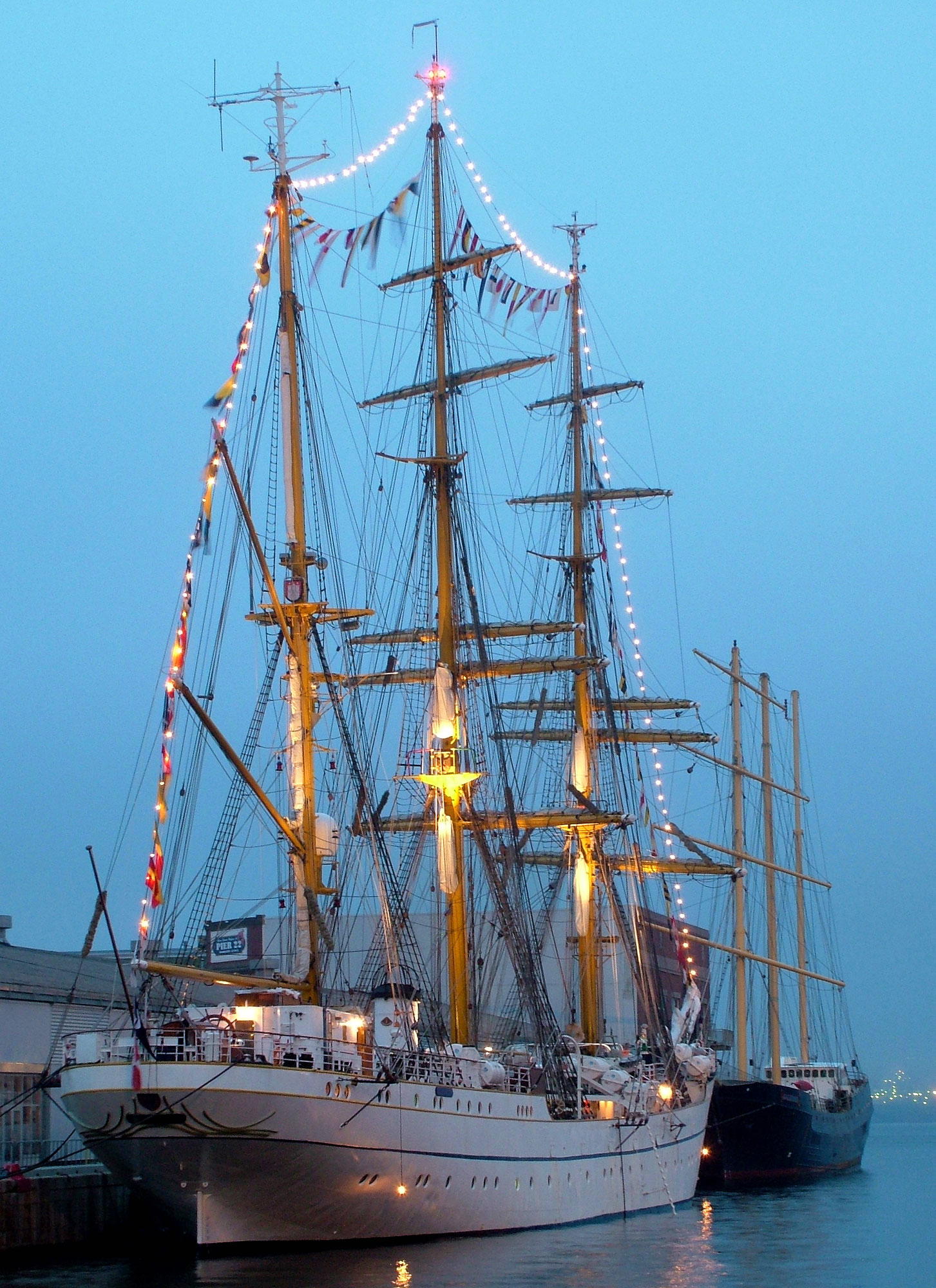
Le Gorch Fock II (1958)
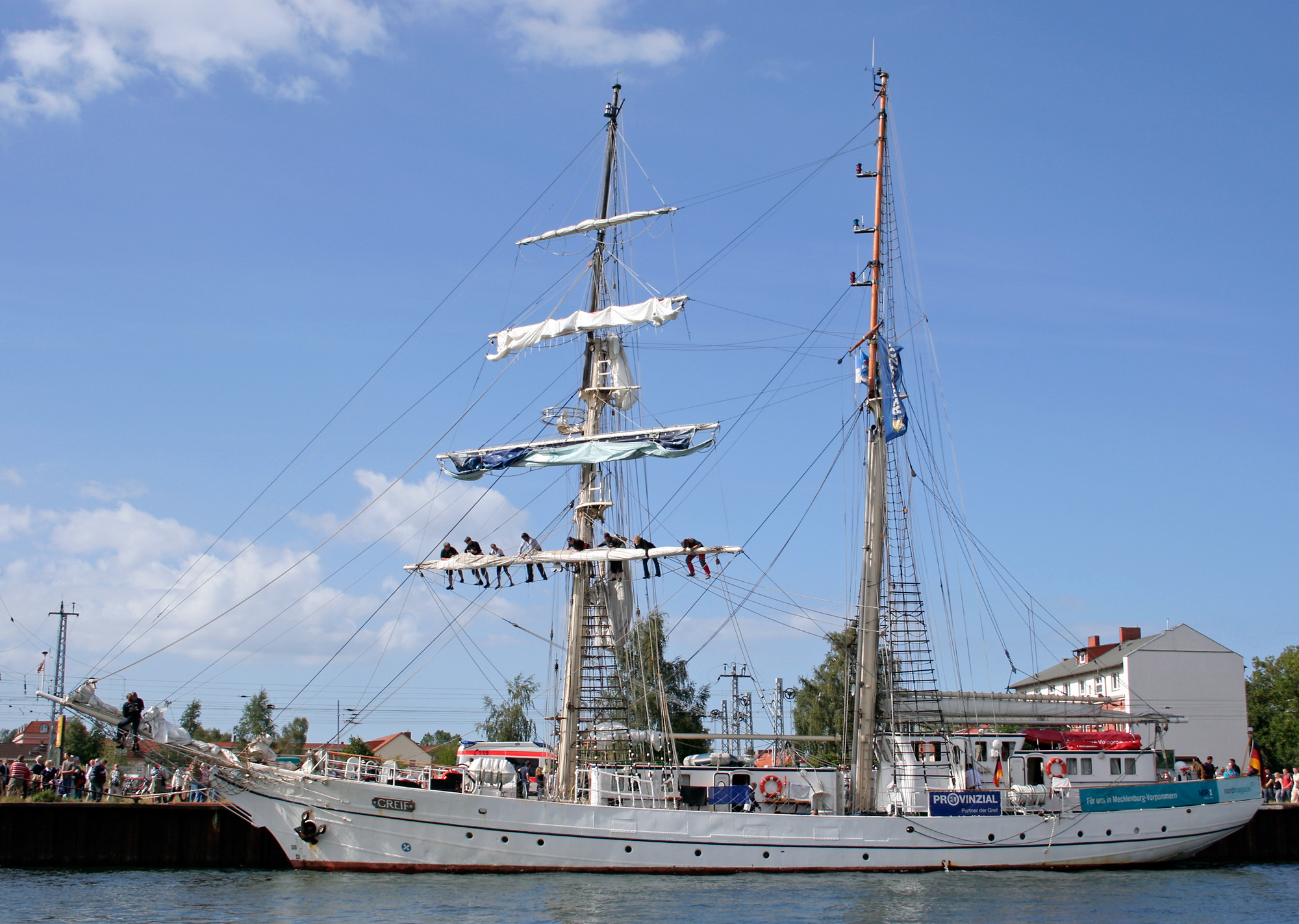
Le brigantin Greif
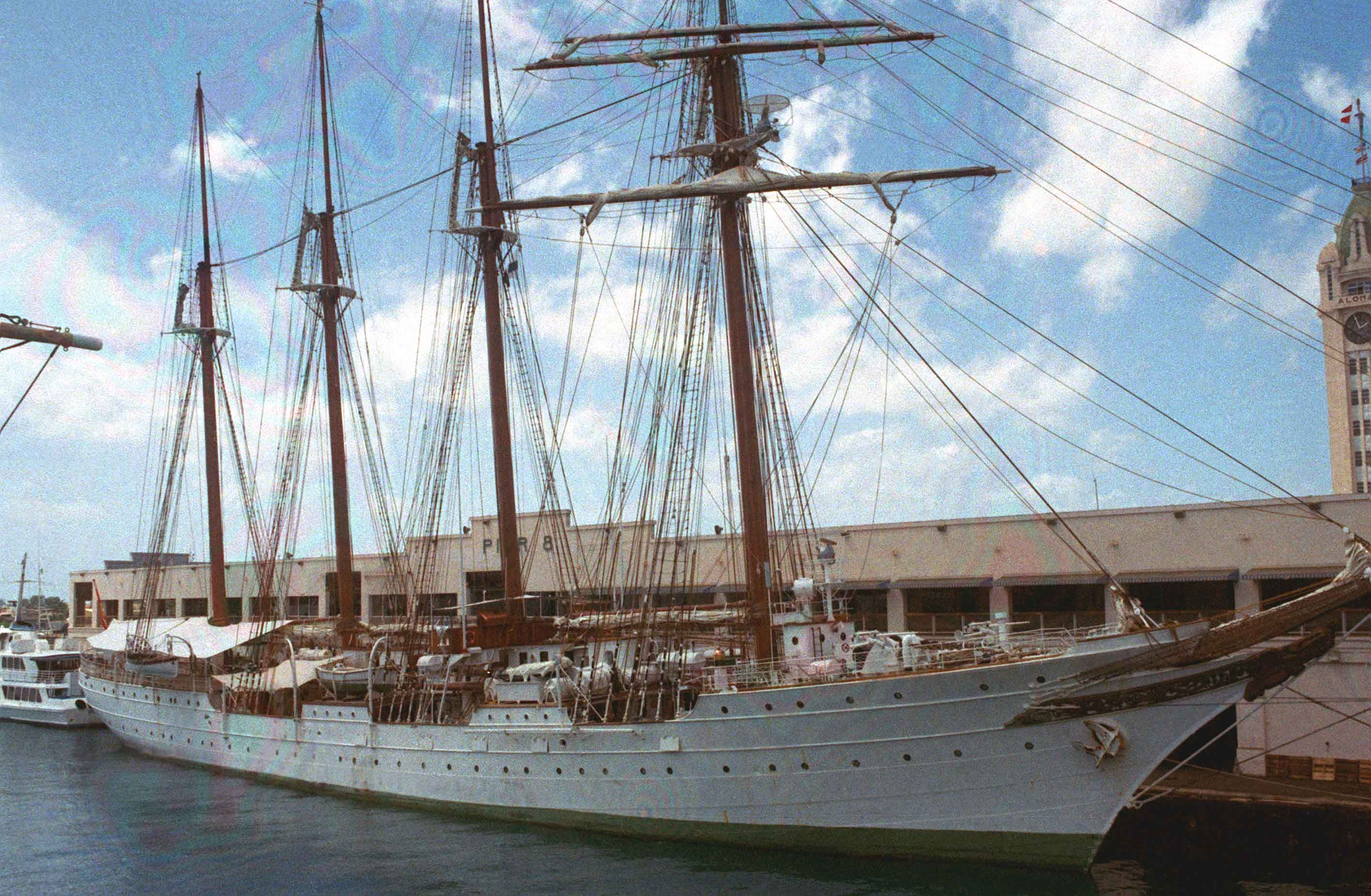
Le Juan Sebastián Elcano (Espagne, 1927)
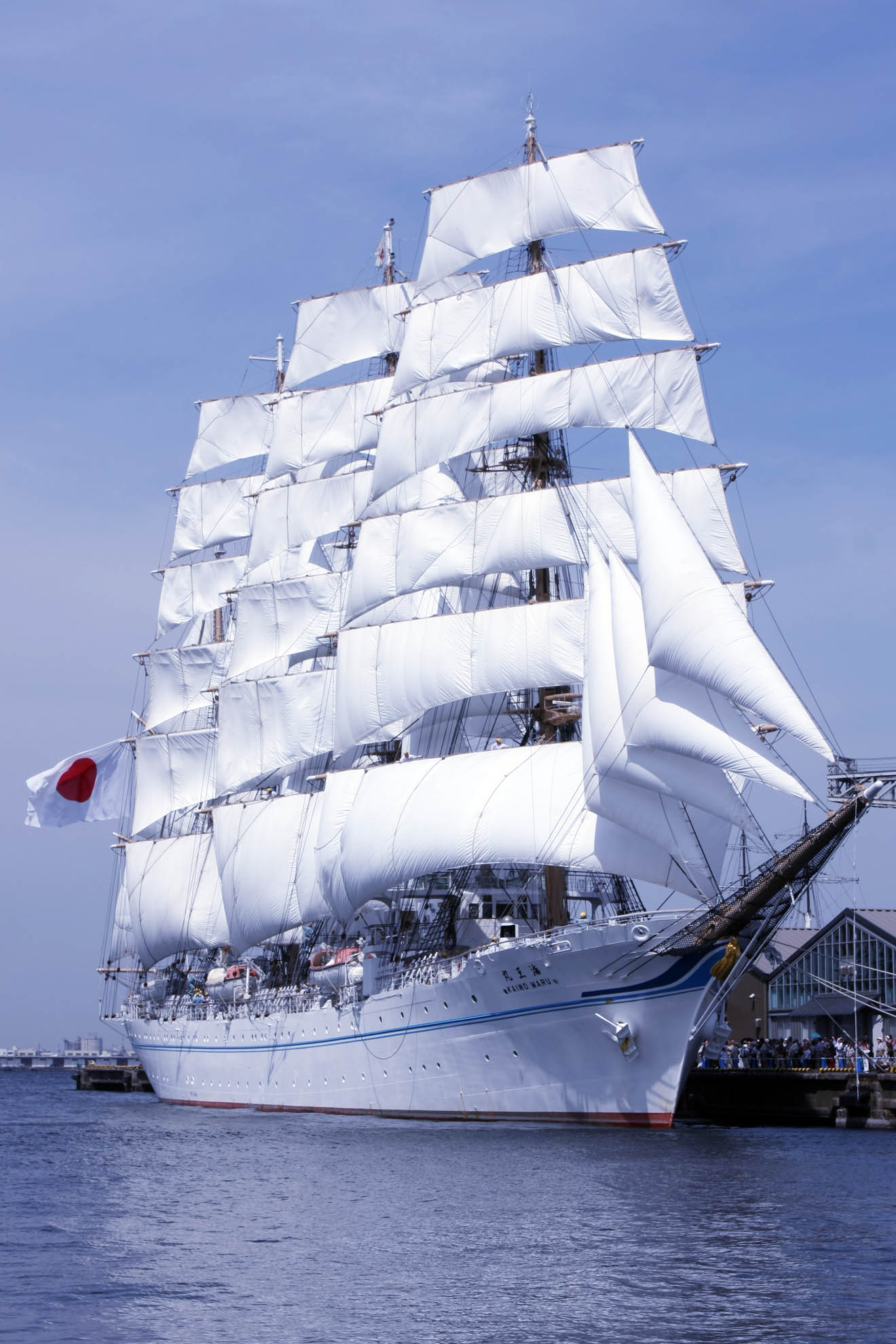
Le Kaiwo Maru II (Japon)
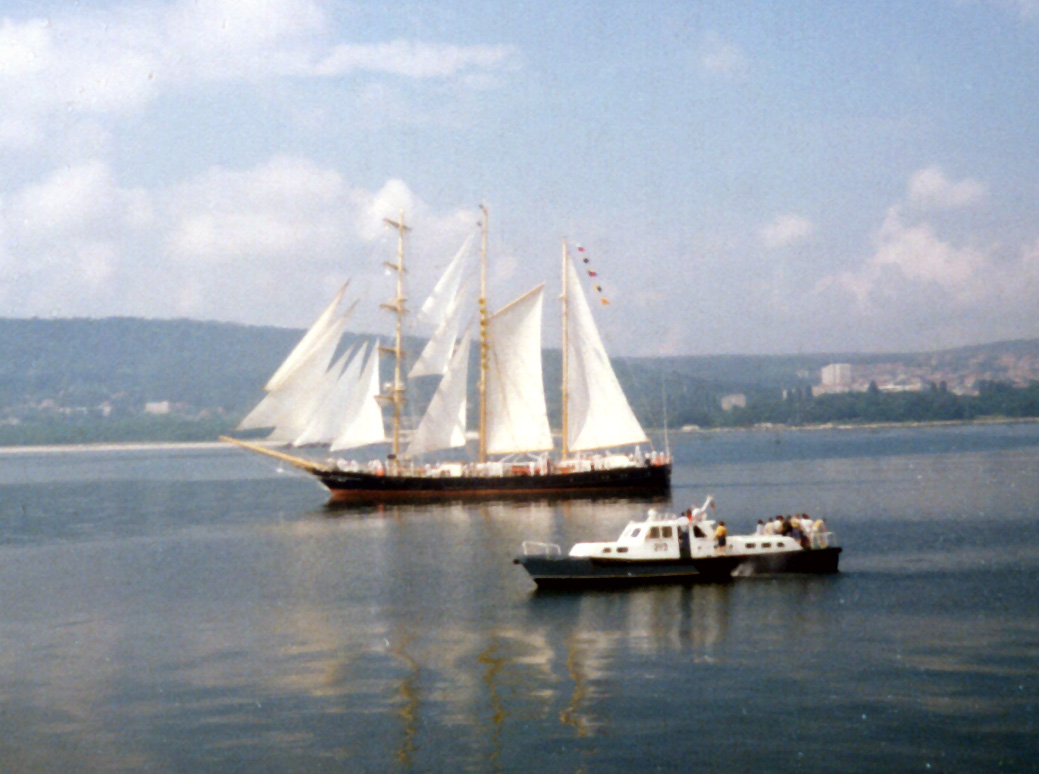
Le Kaliakra
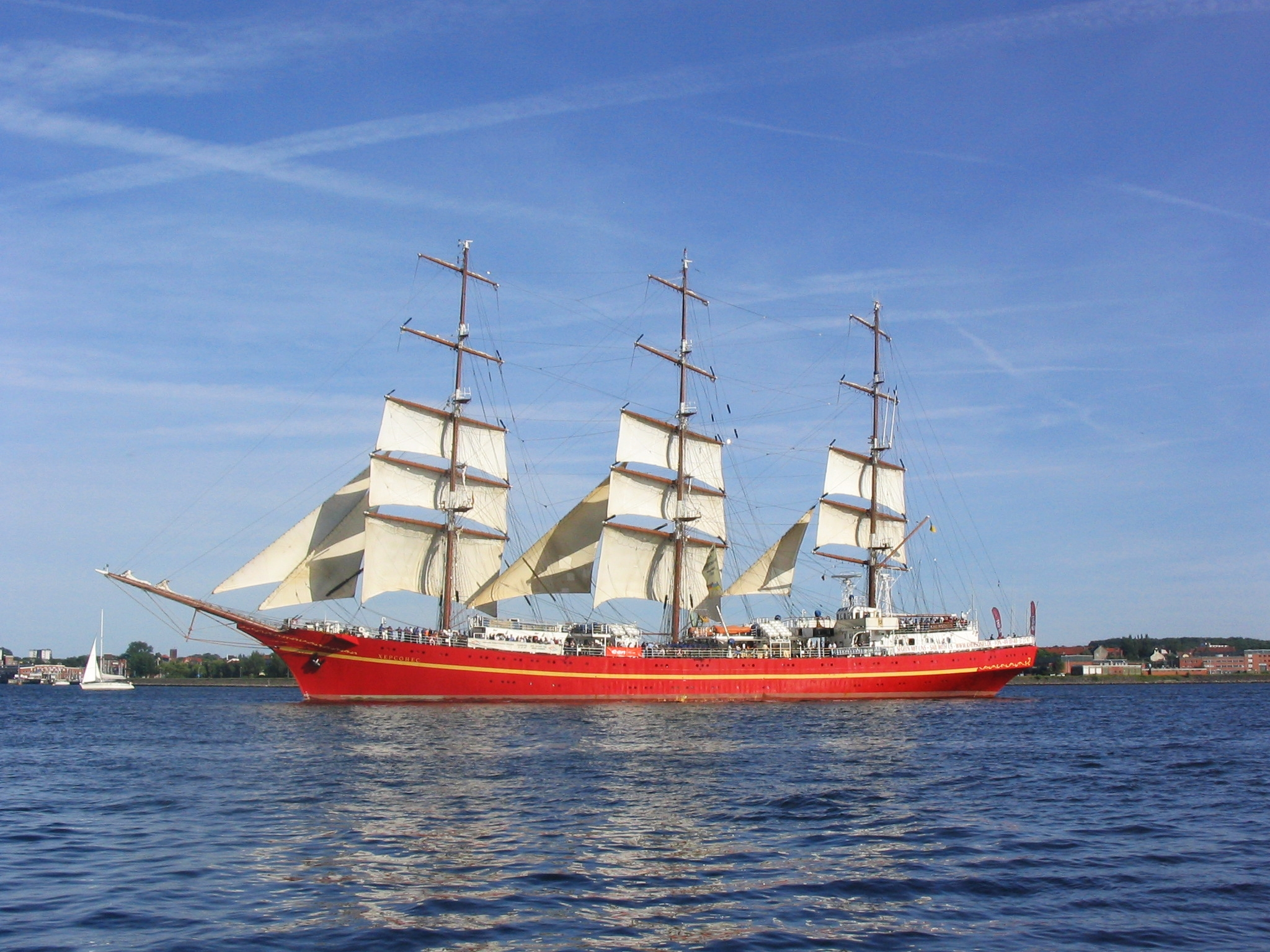
Le Khersones
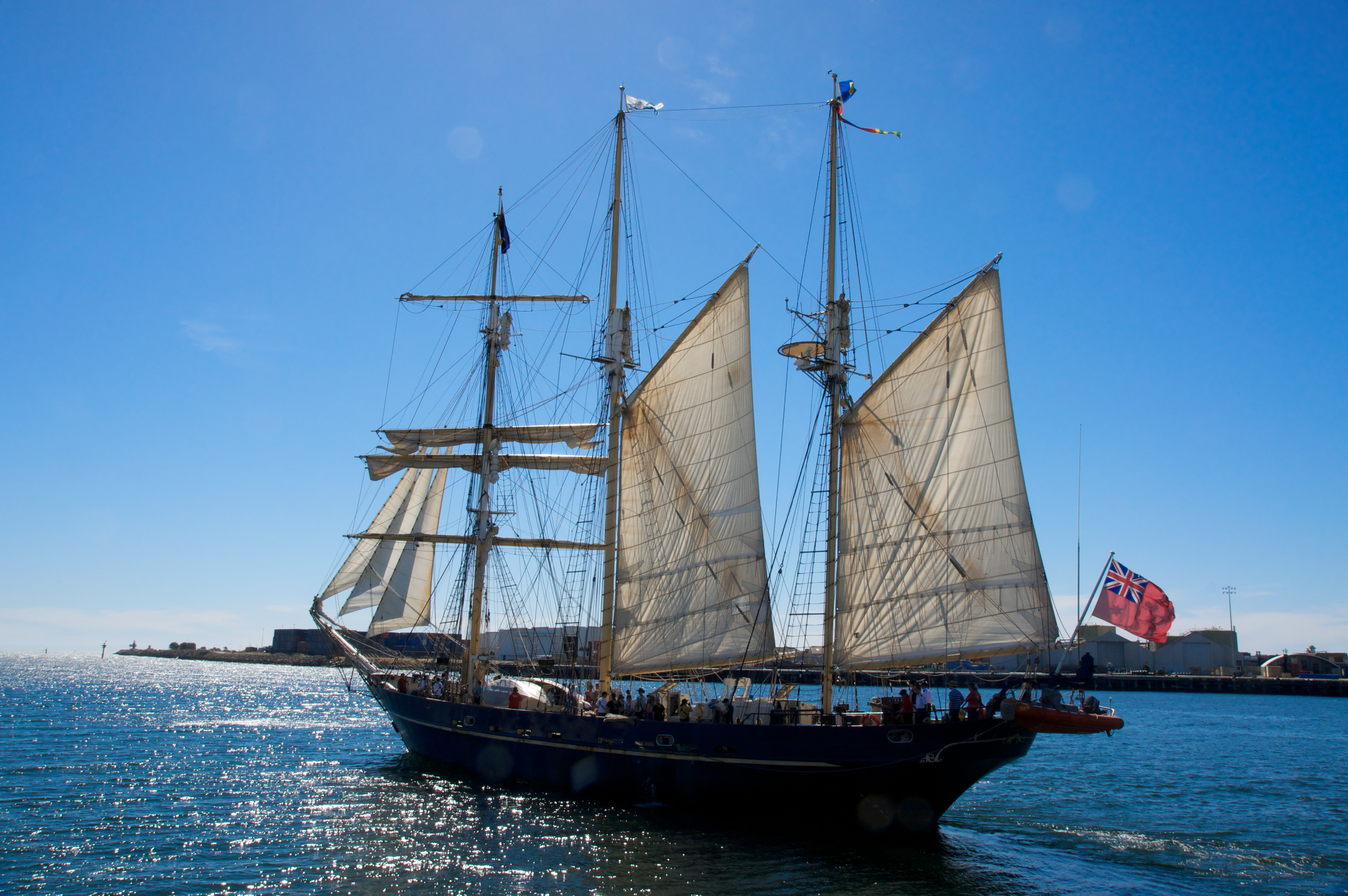
Le Leeuwin II
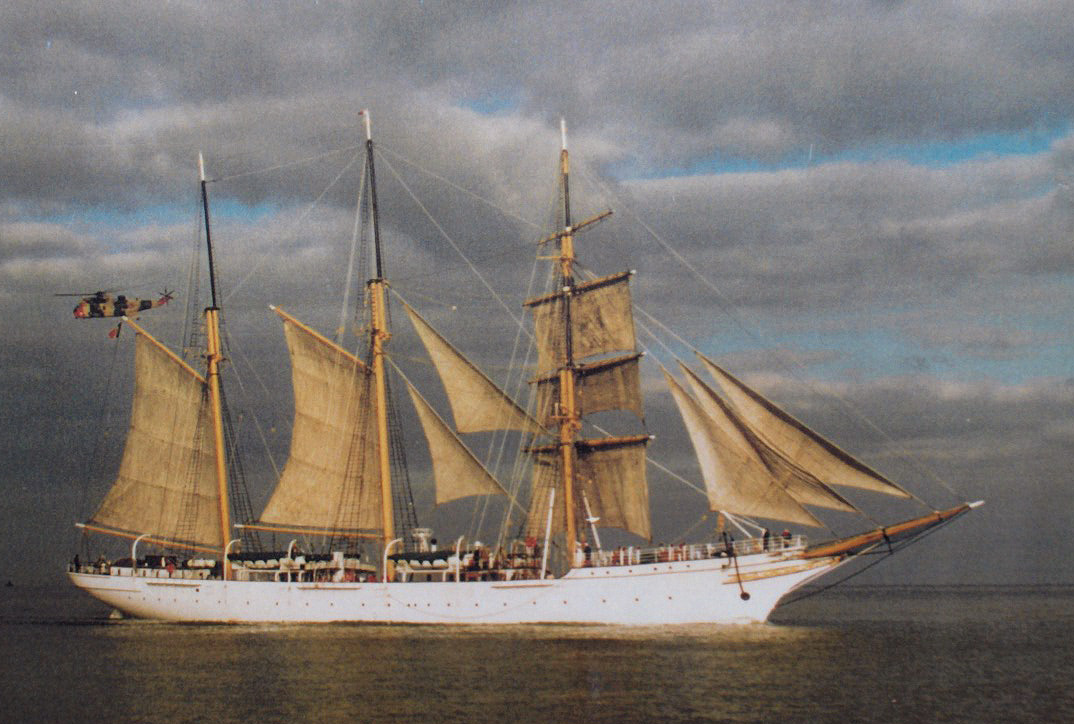
Le Mercator
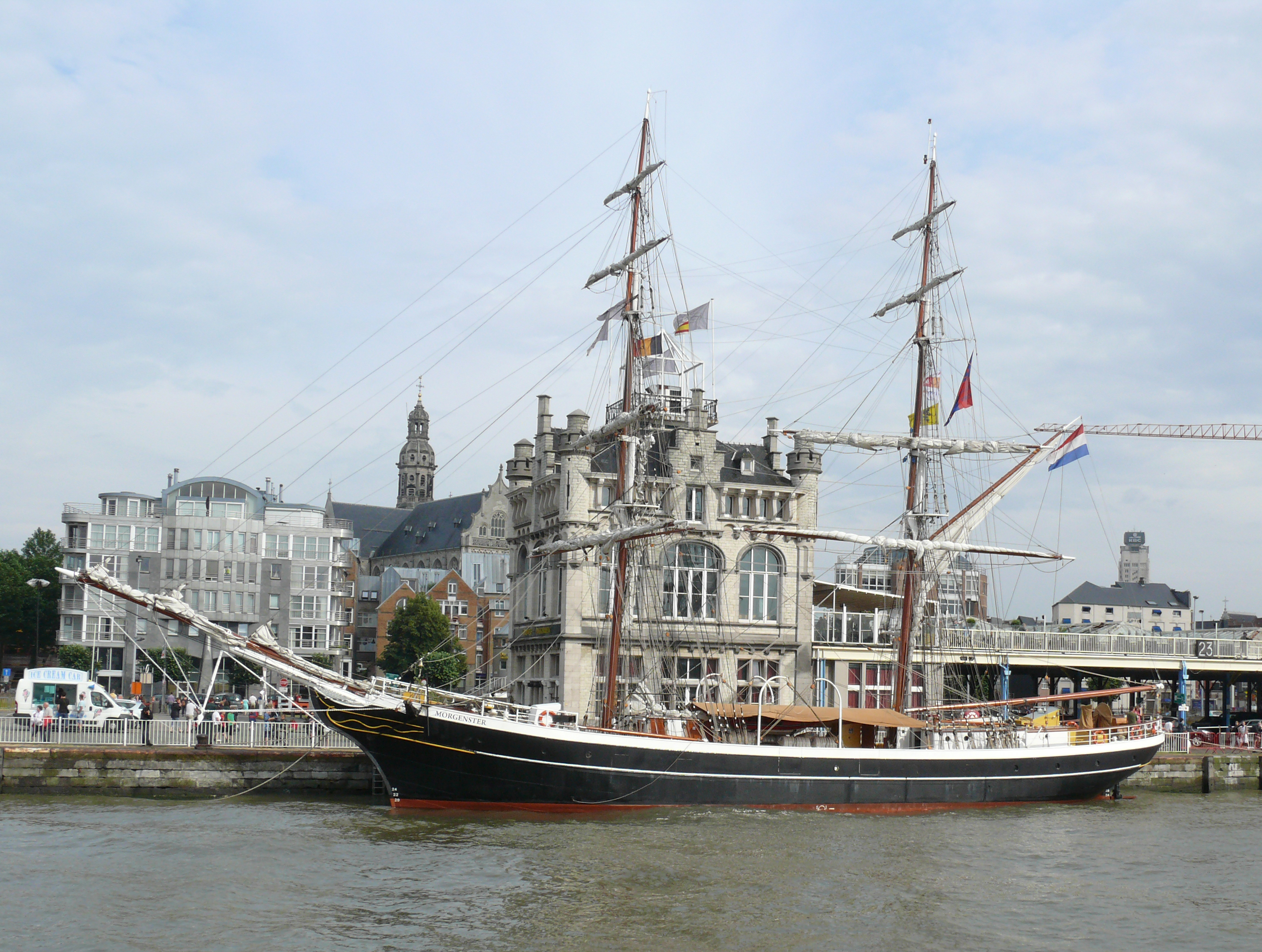
Le Morgenster
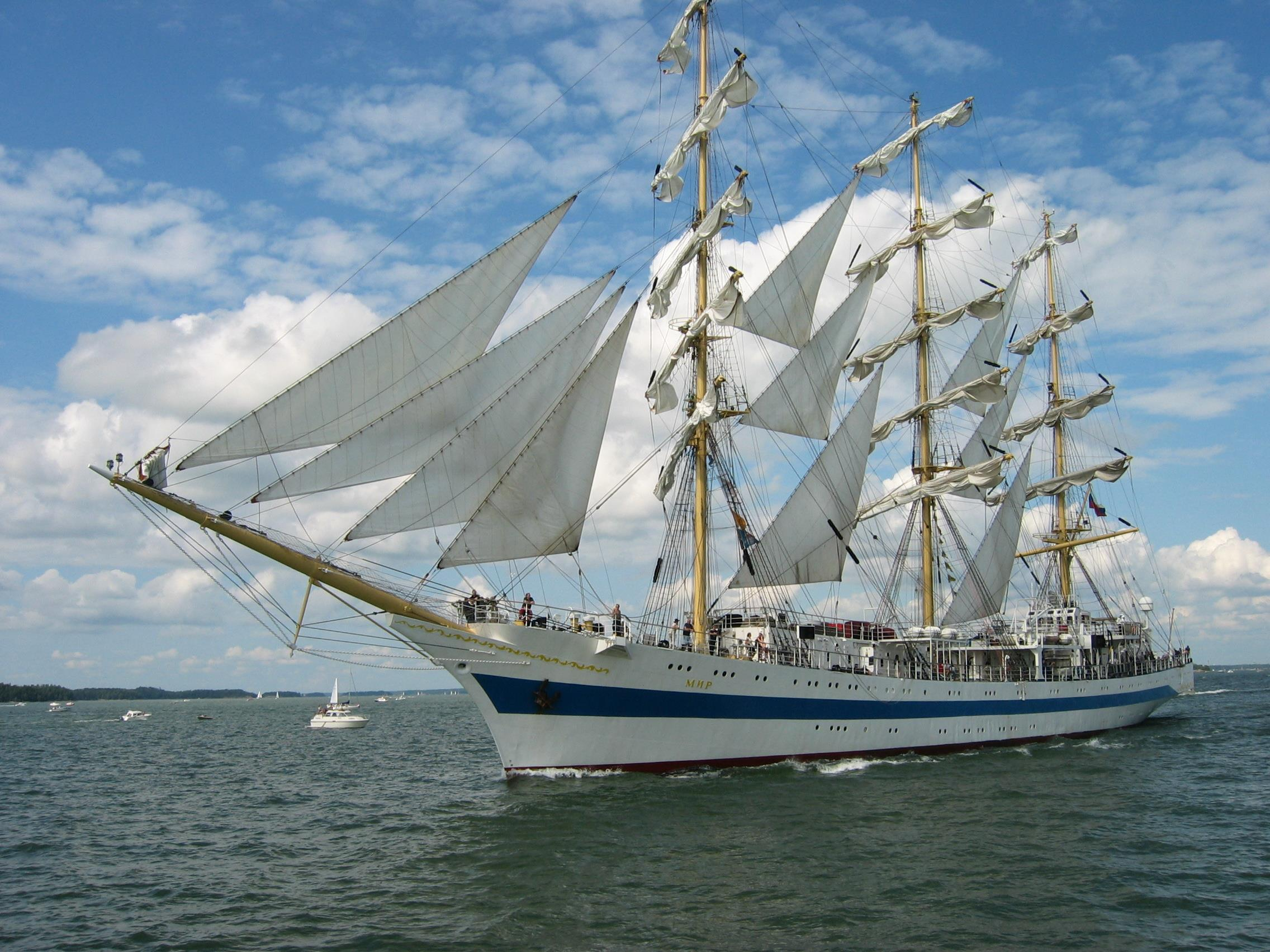
Le Mir
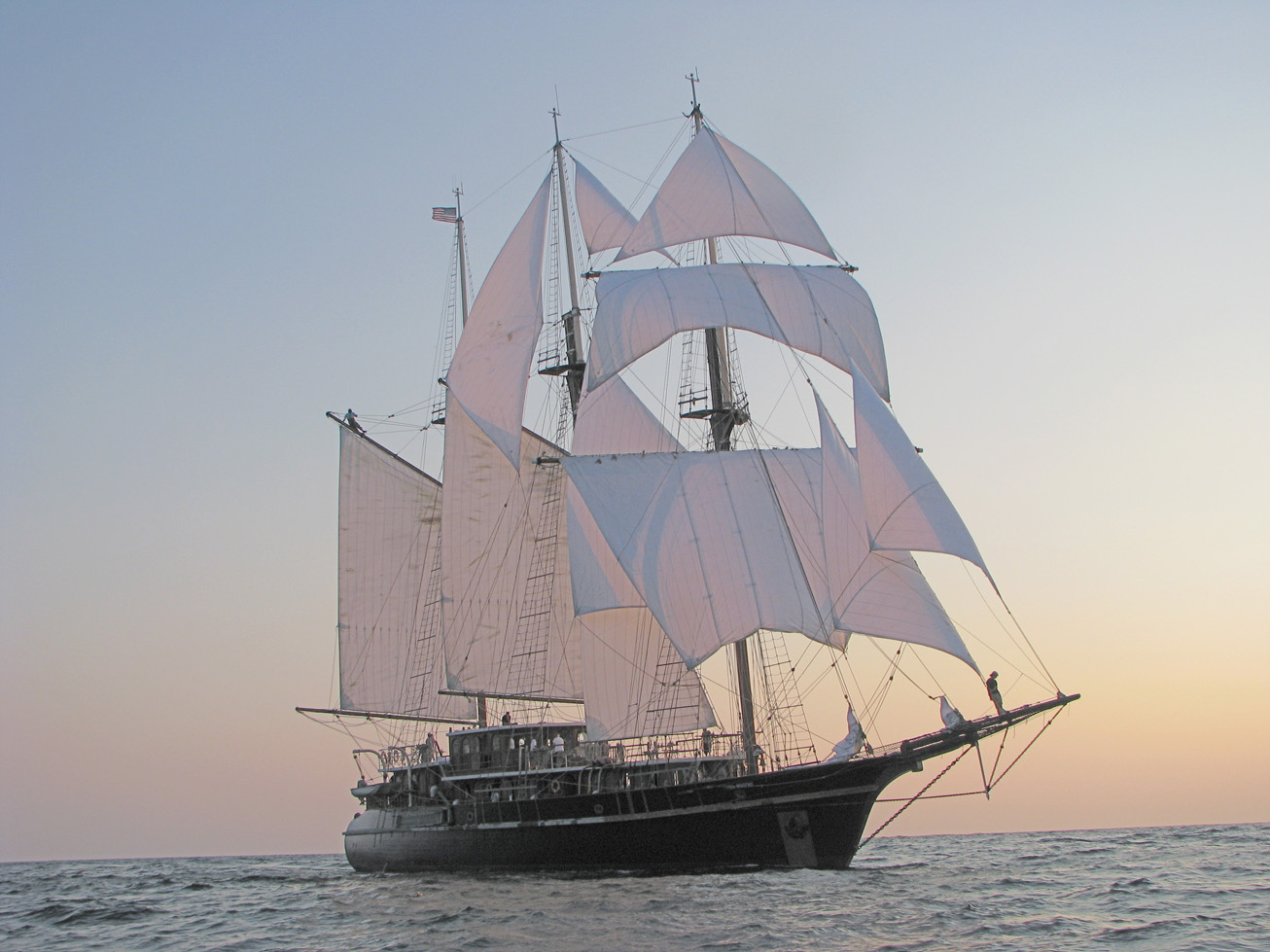
Le Peacemaker
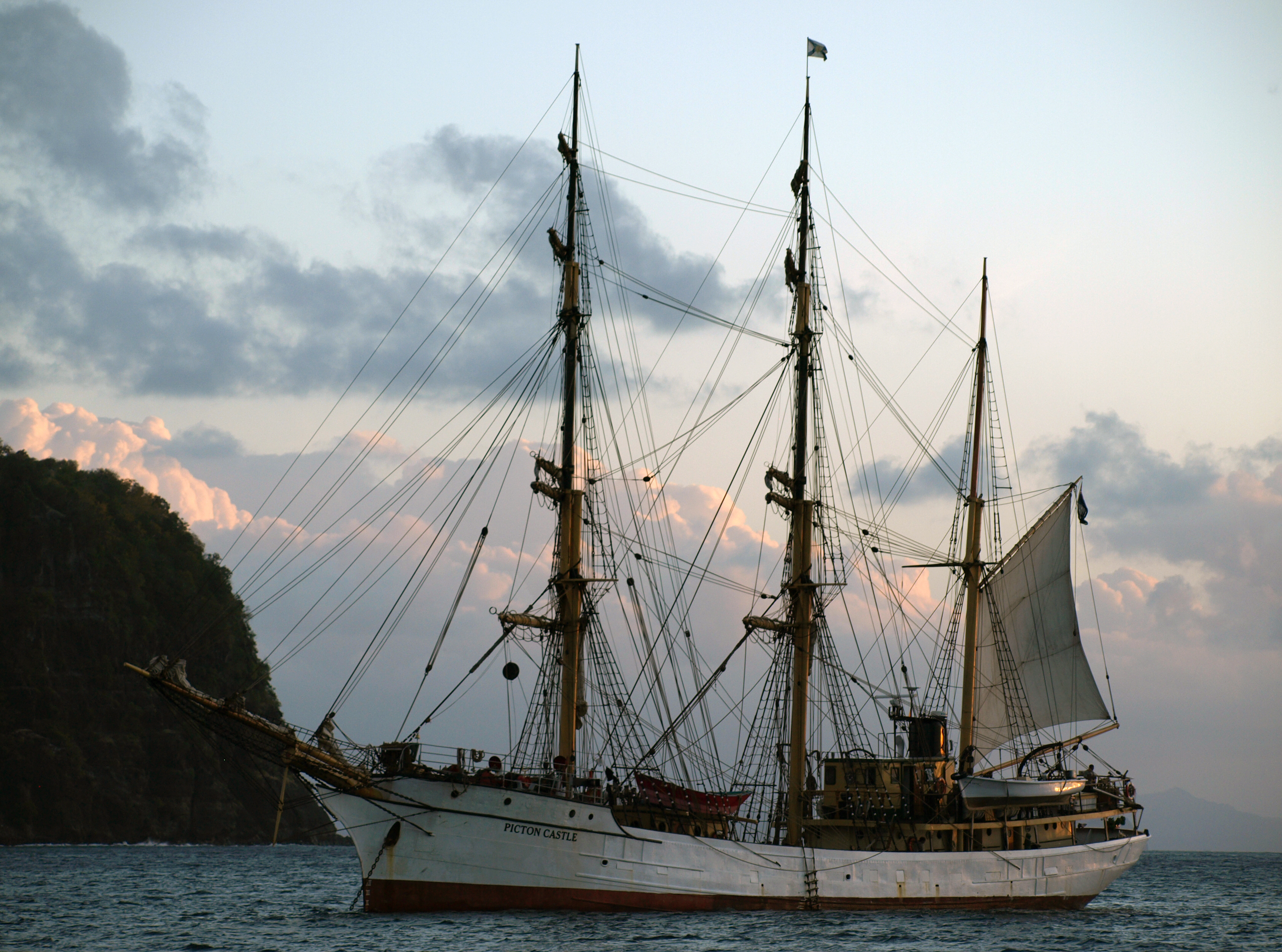
Le Picton Castle
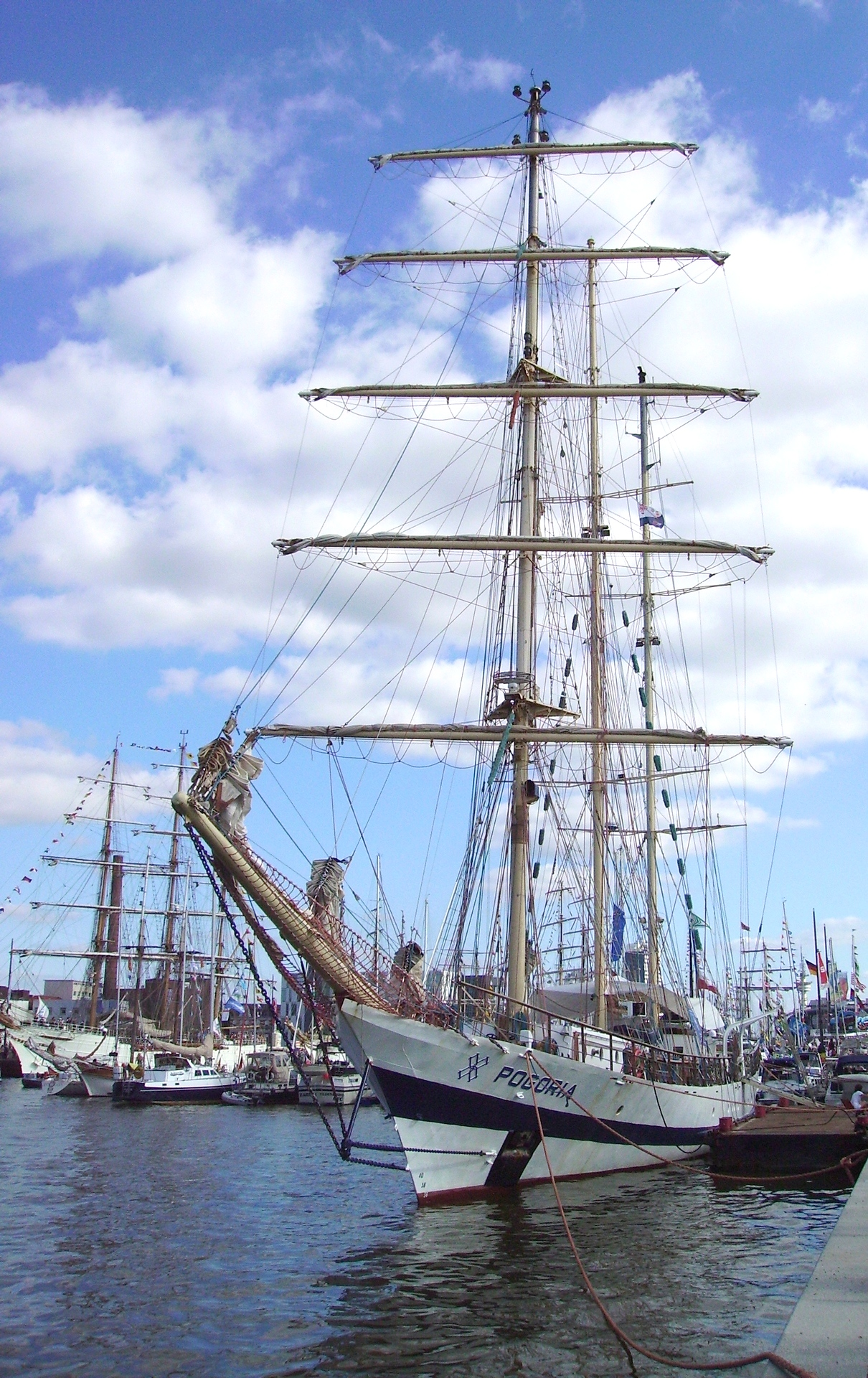
Le Pogoria
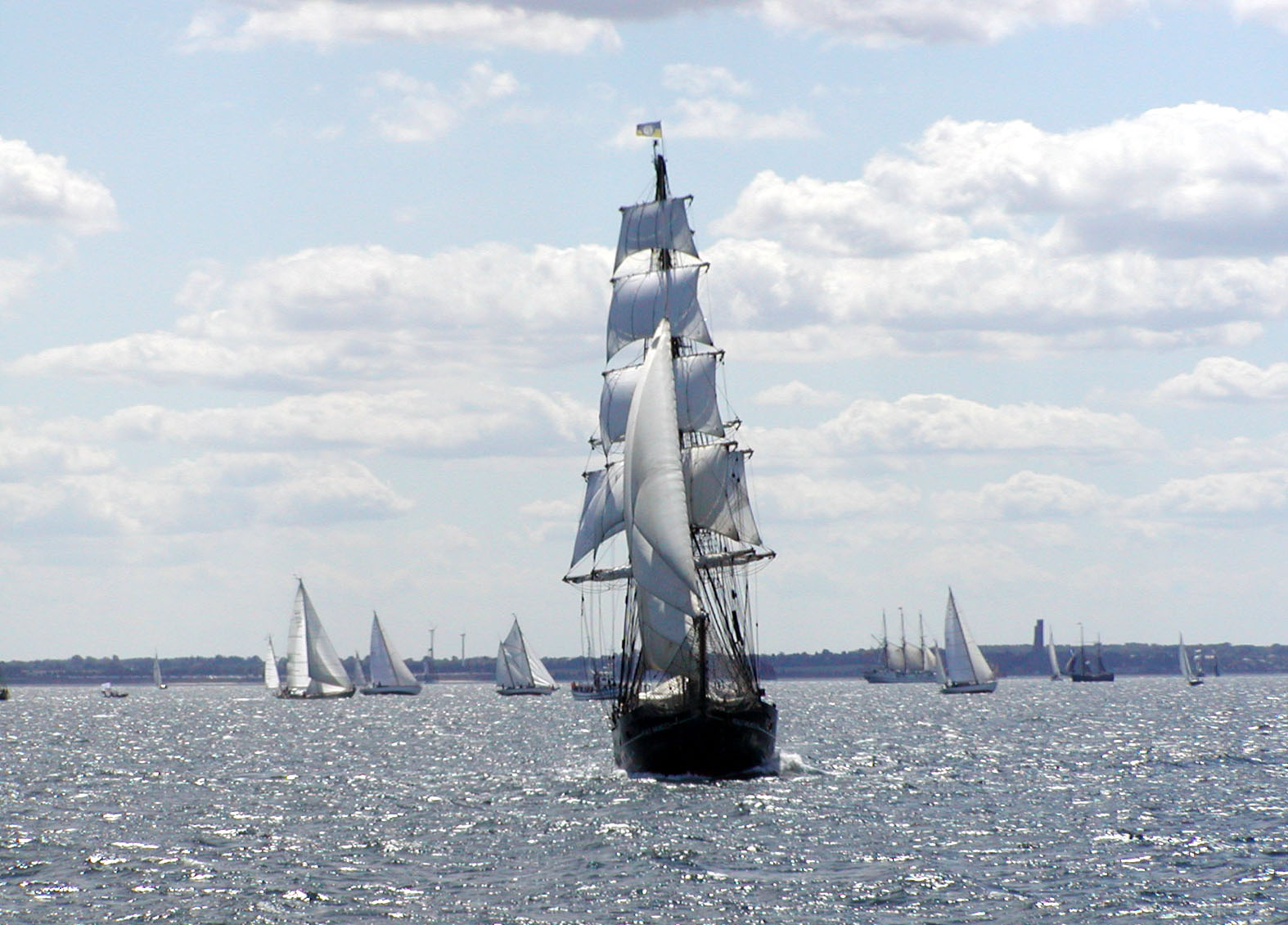
Le brick Roald Amundsen
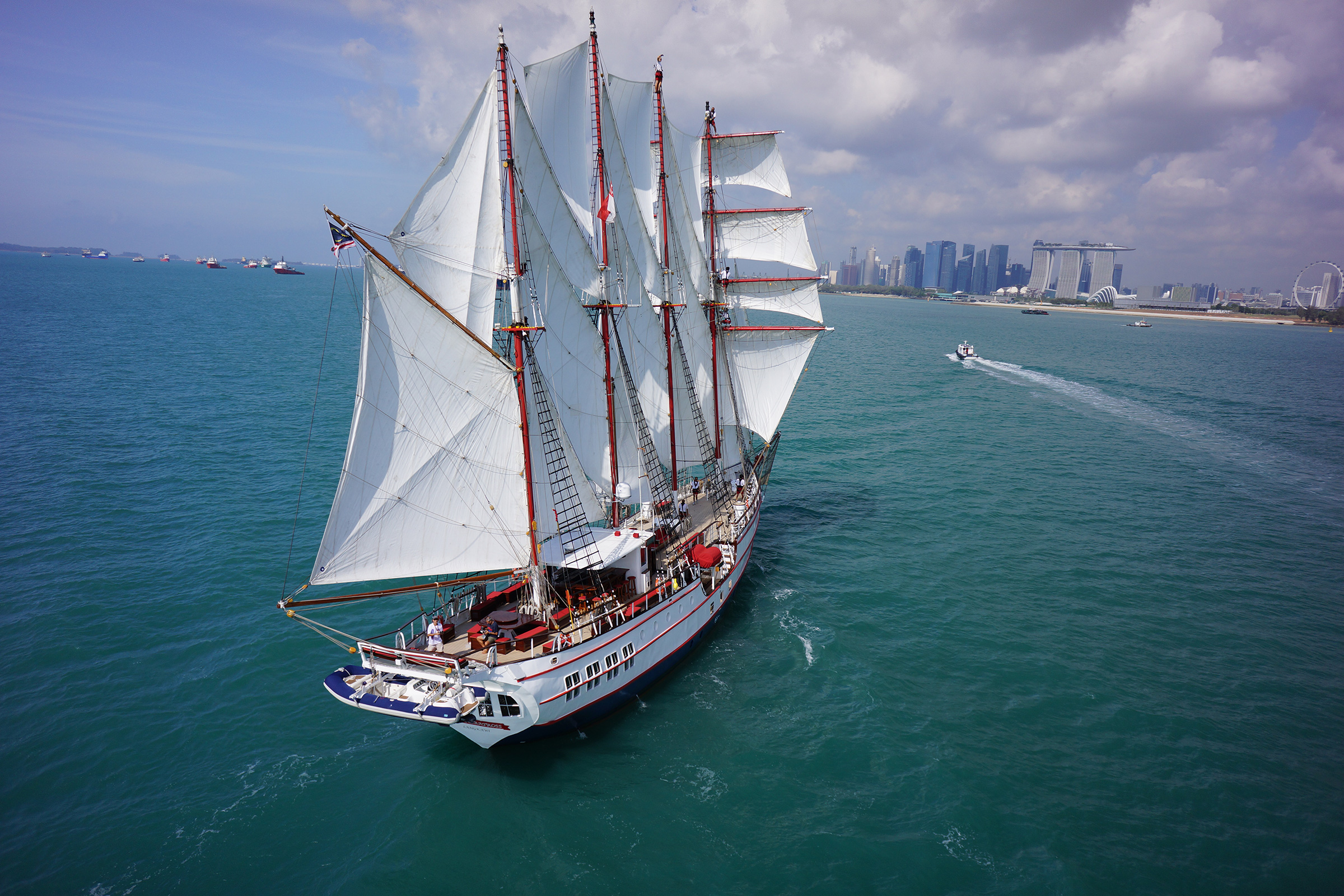
Le Royal Albatross
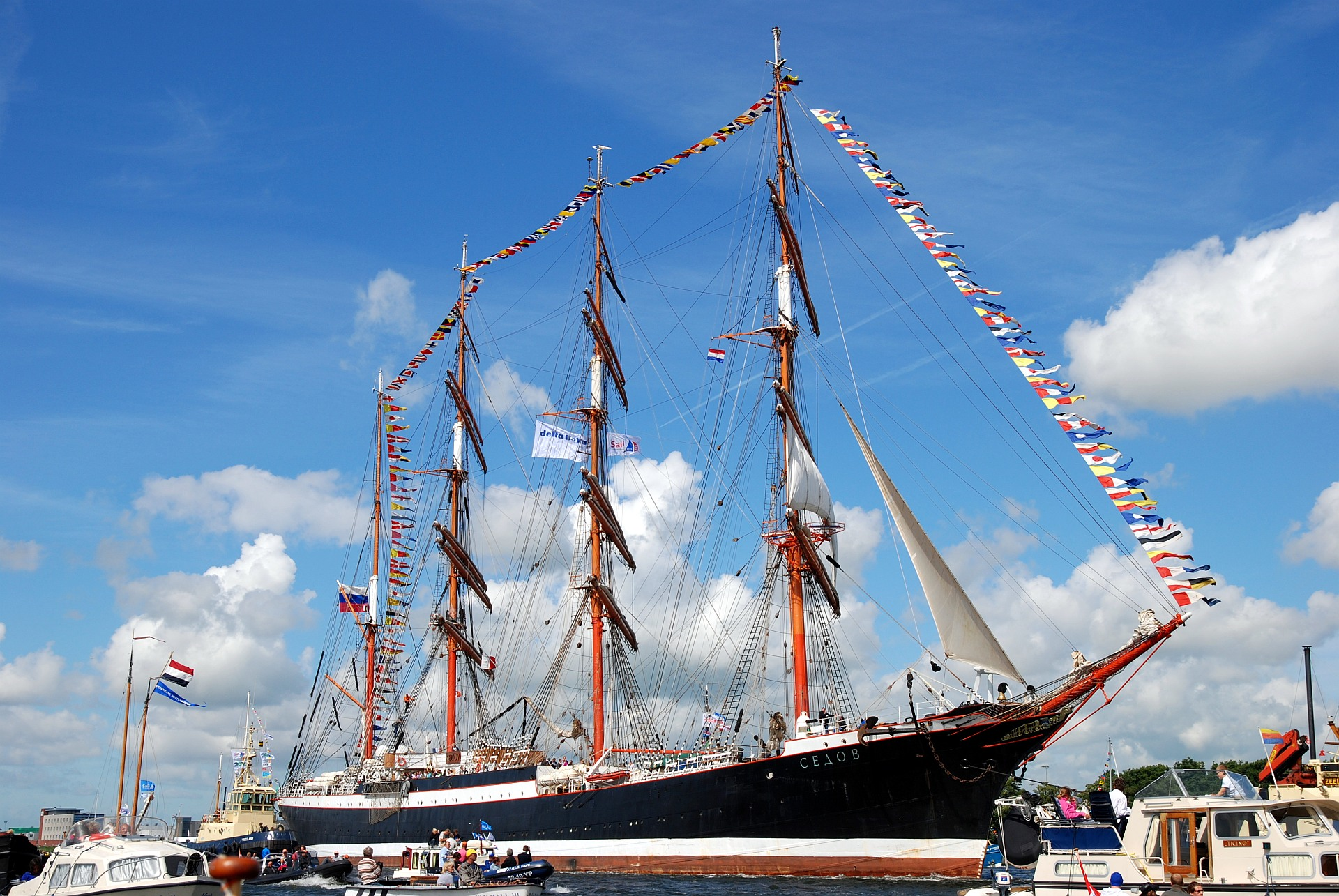
Le STS Sedov
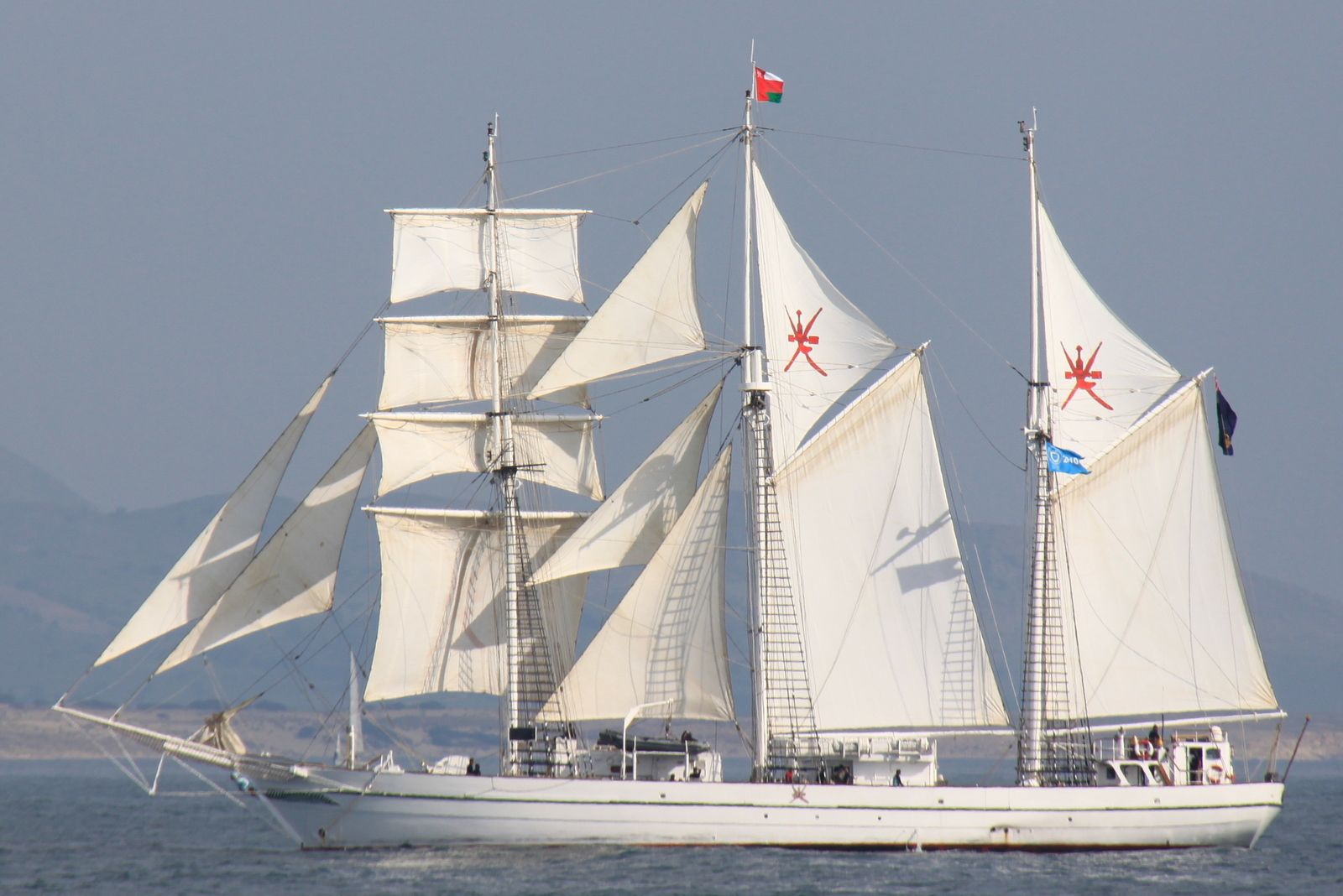
Le Shabab Oman
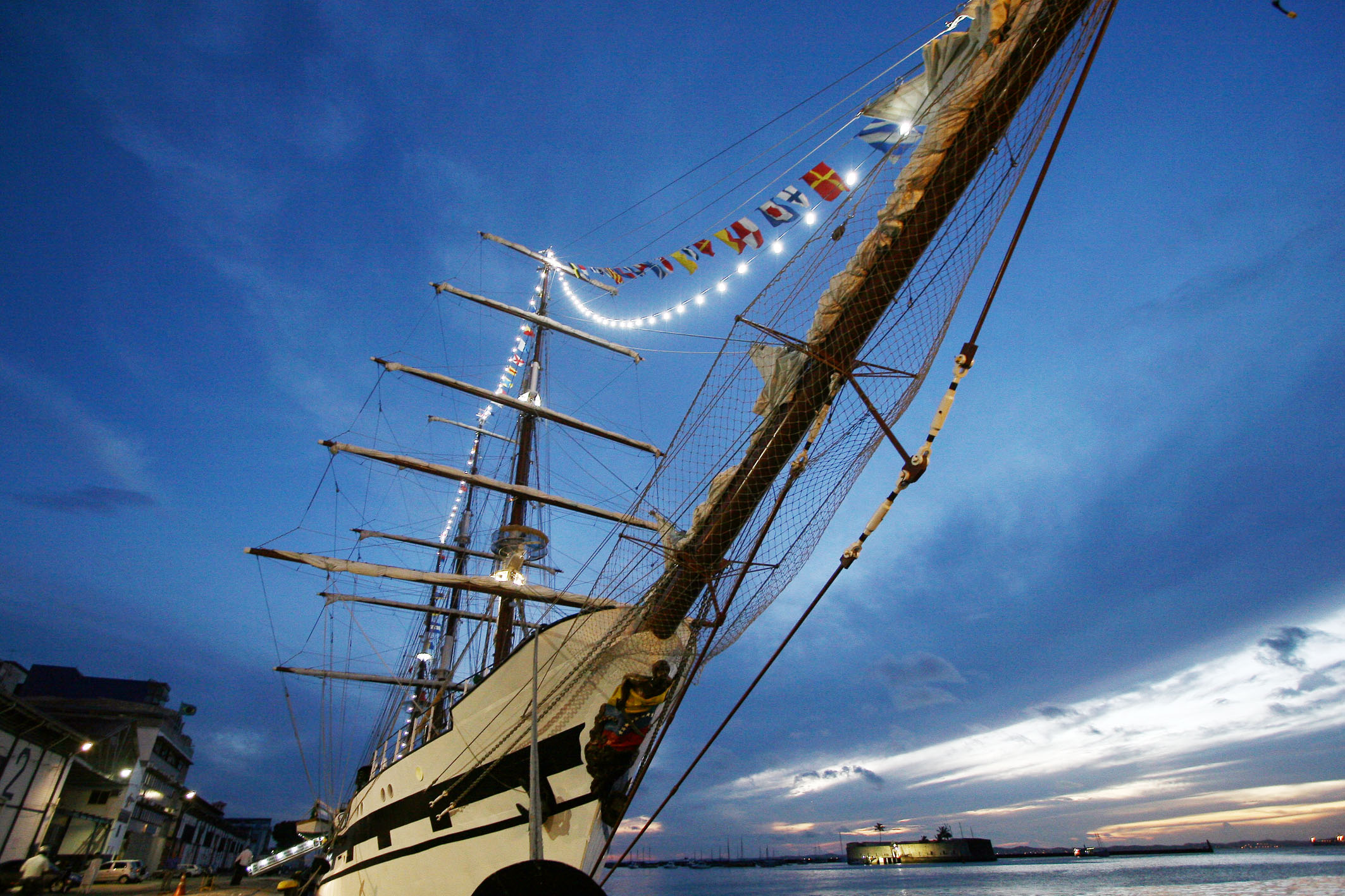
Le Simón Bolívar
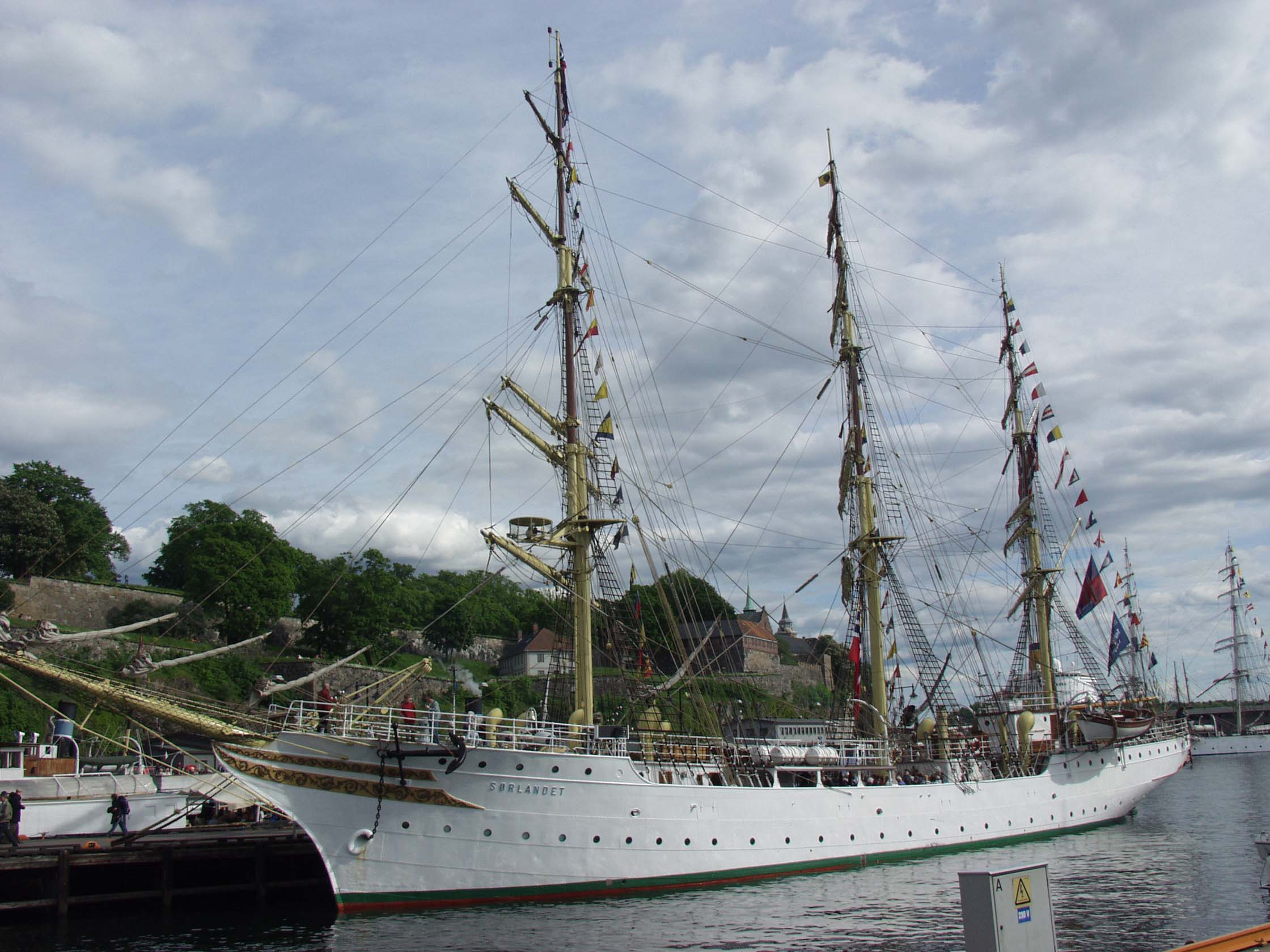
Le Sørlandet
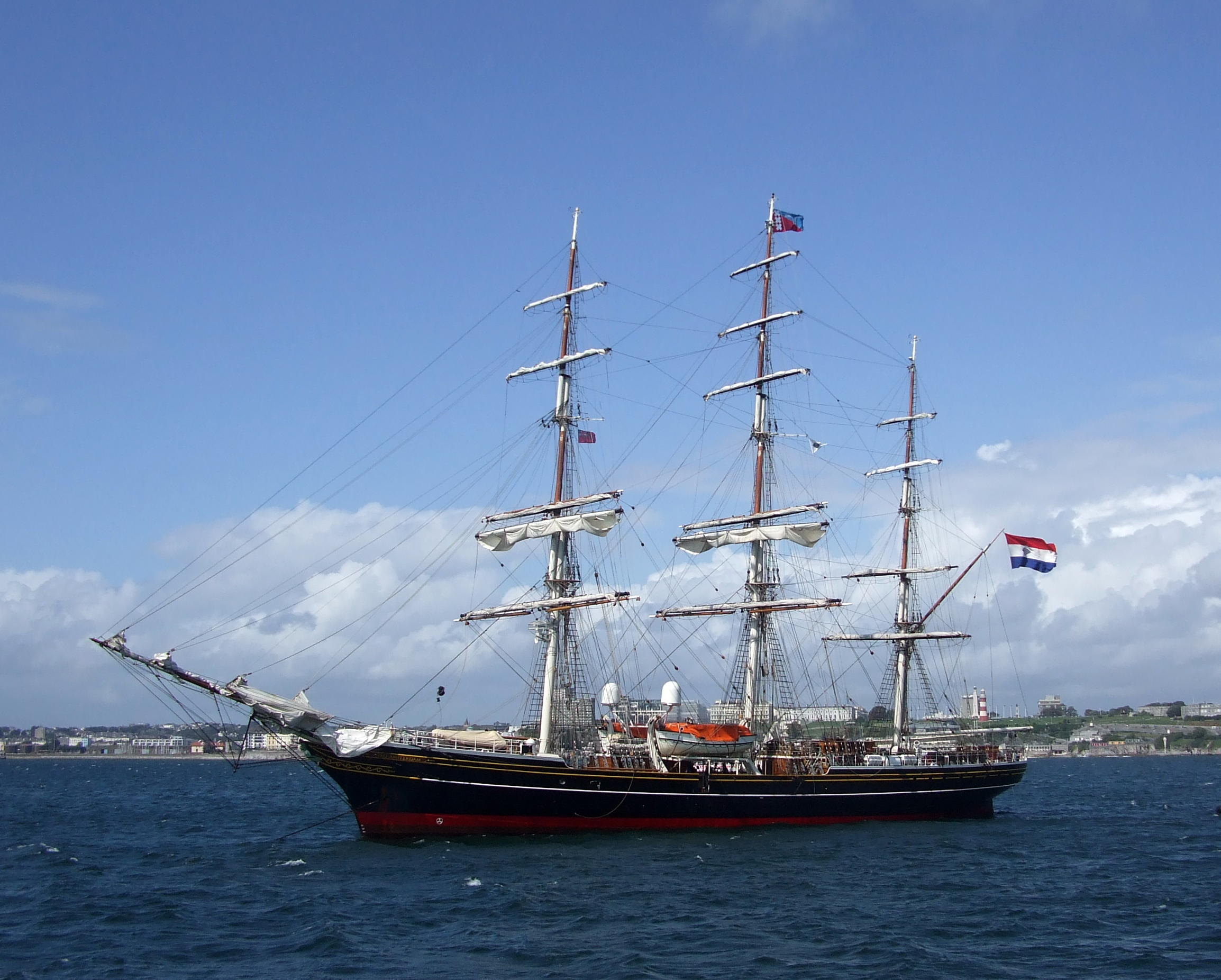
Le Stad Amsterdam
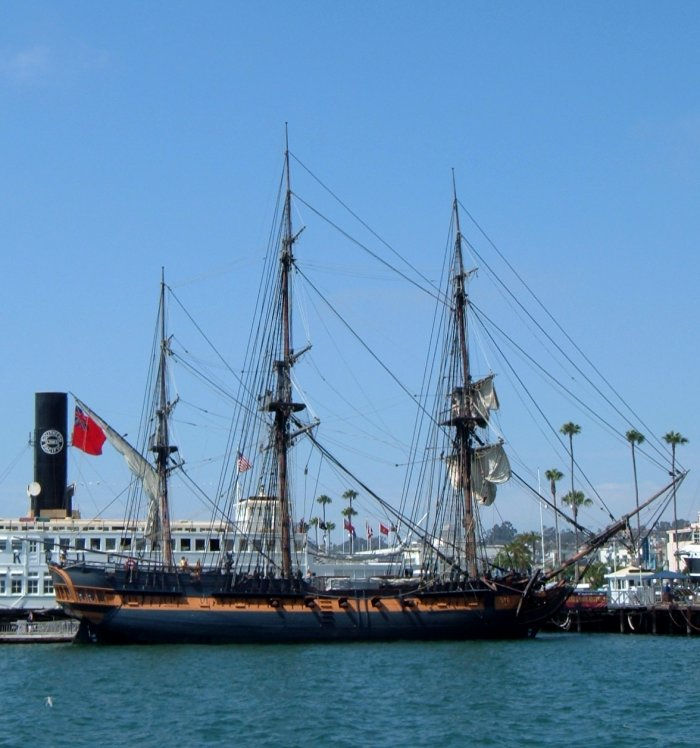
HMS Surprise
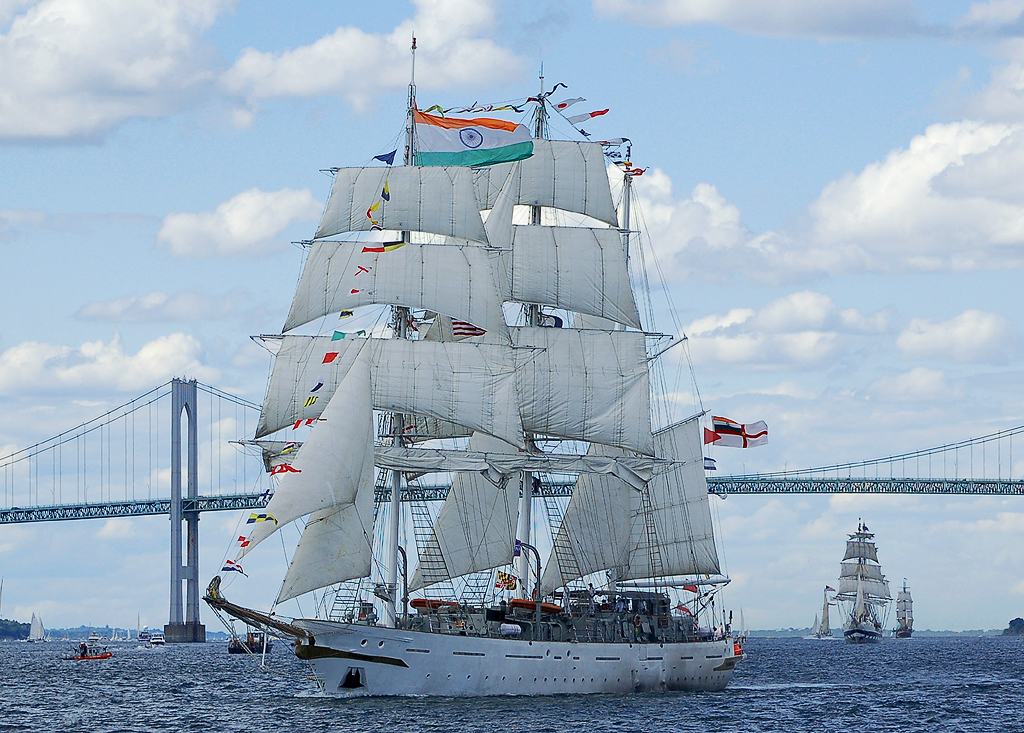
INS Tarangini
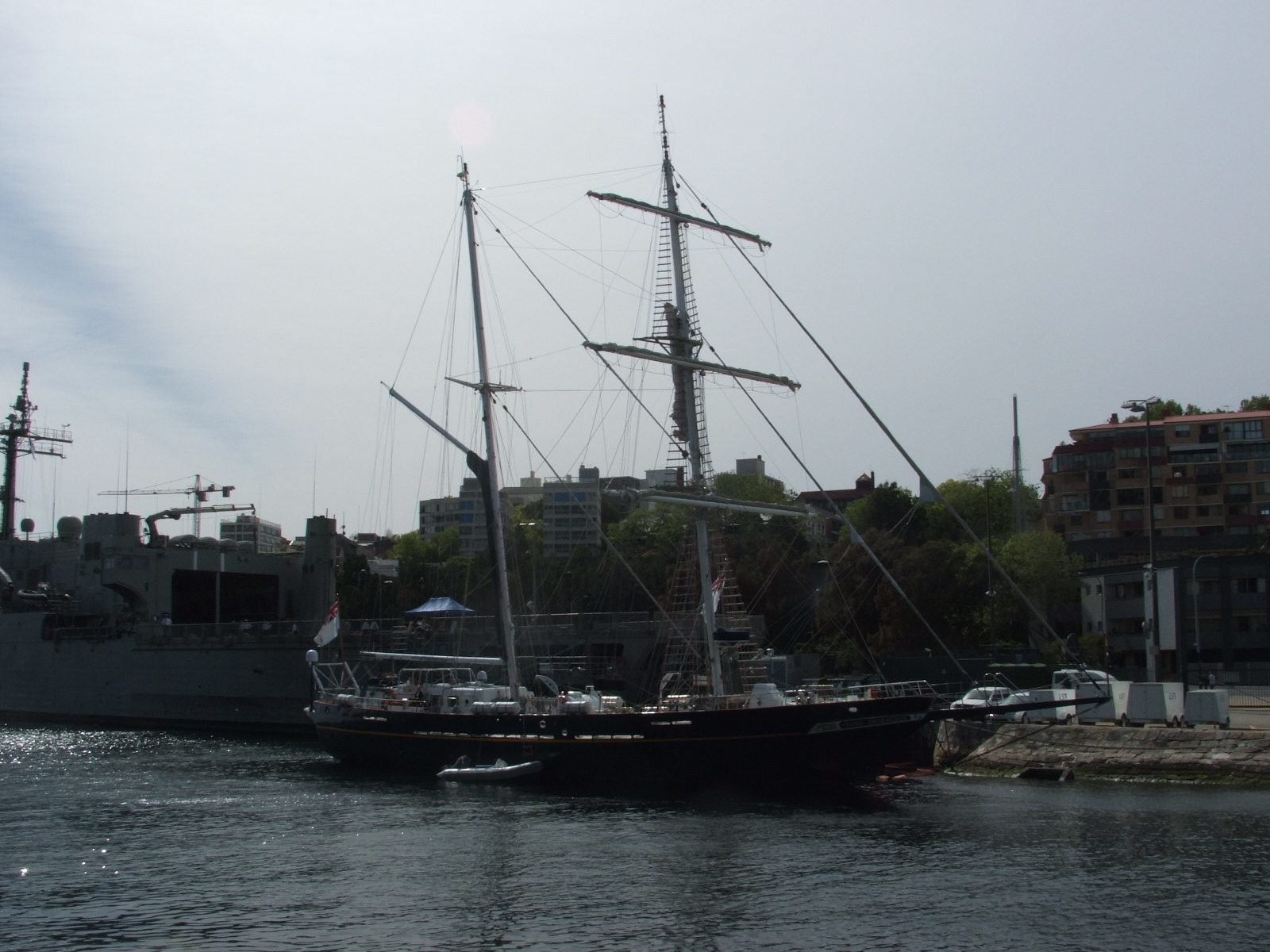
Le Young Endeavour
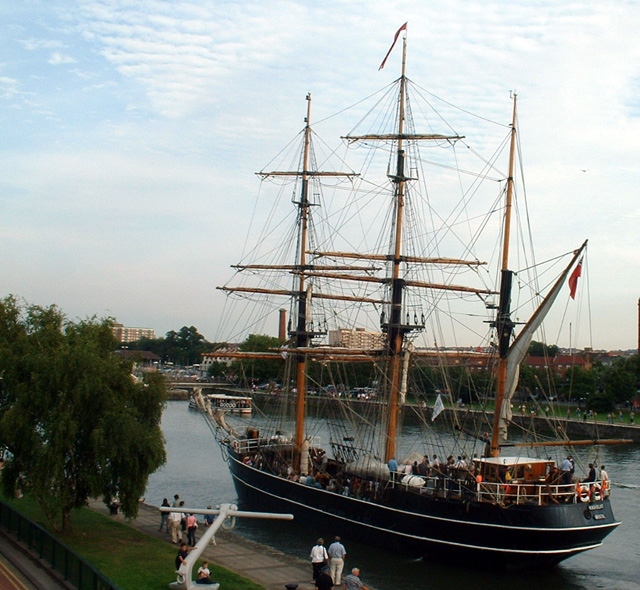
Le Kaskelot (Angleterre)
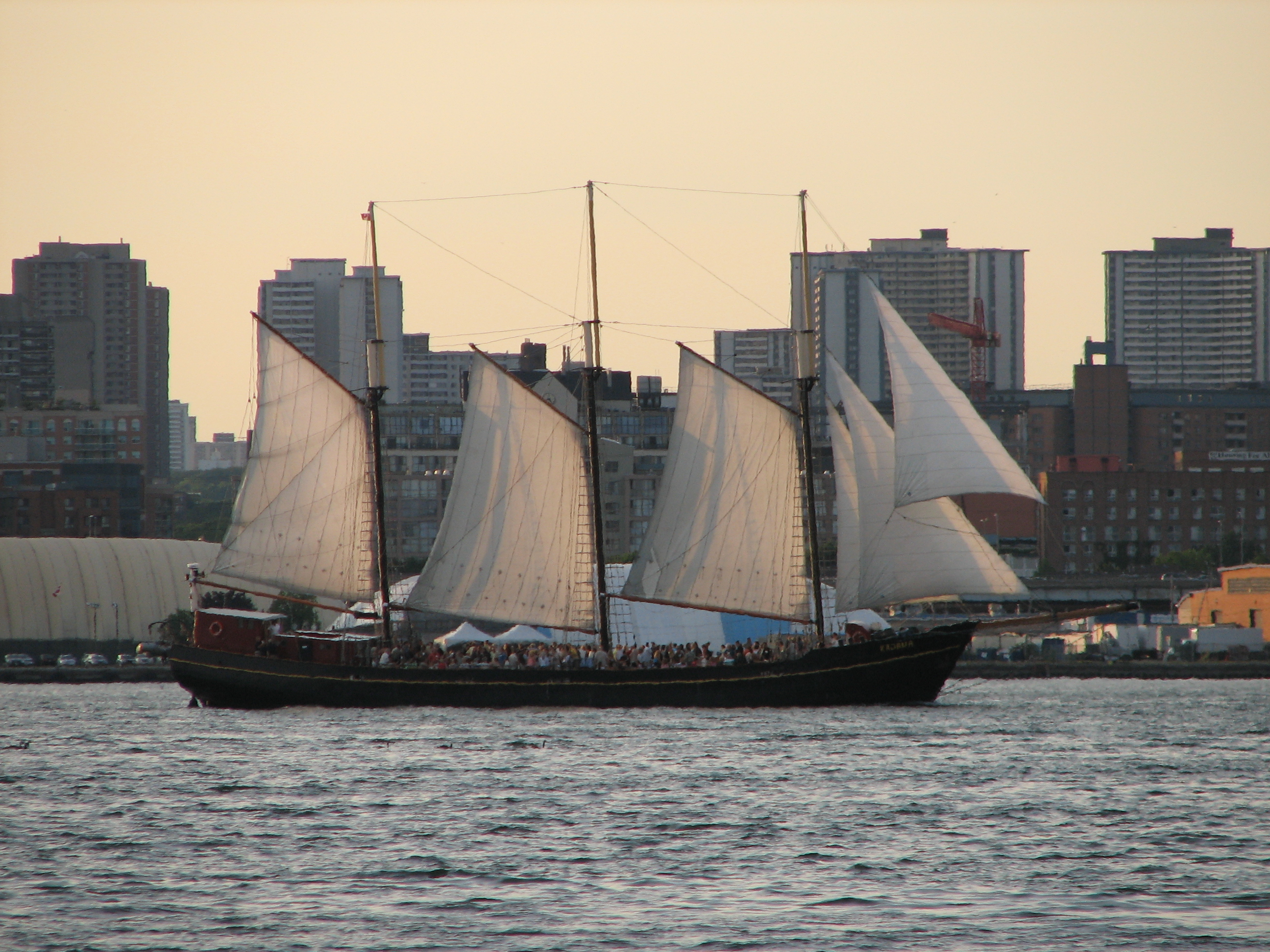
Le Kajama à Toronto
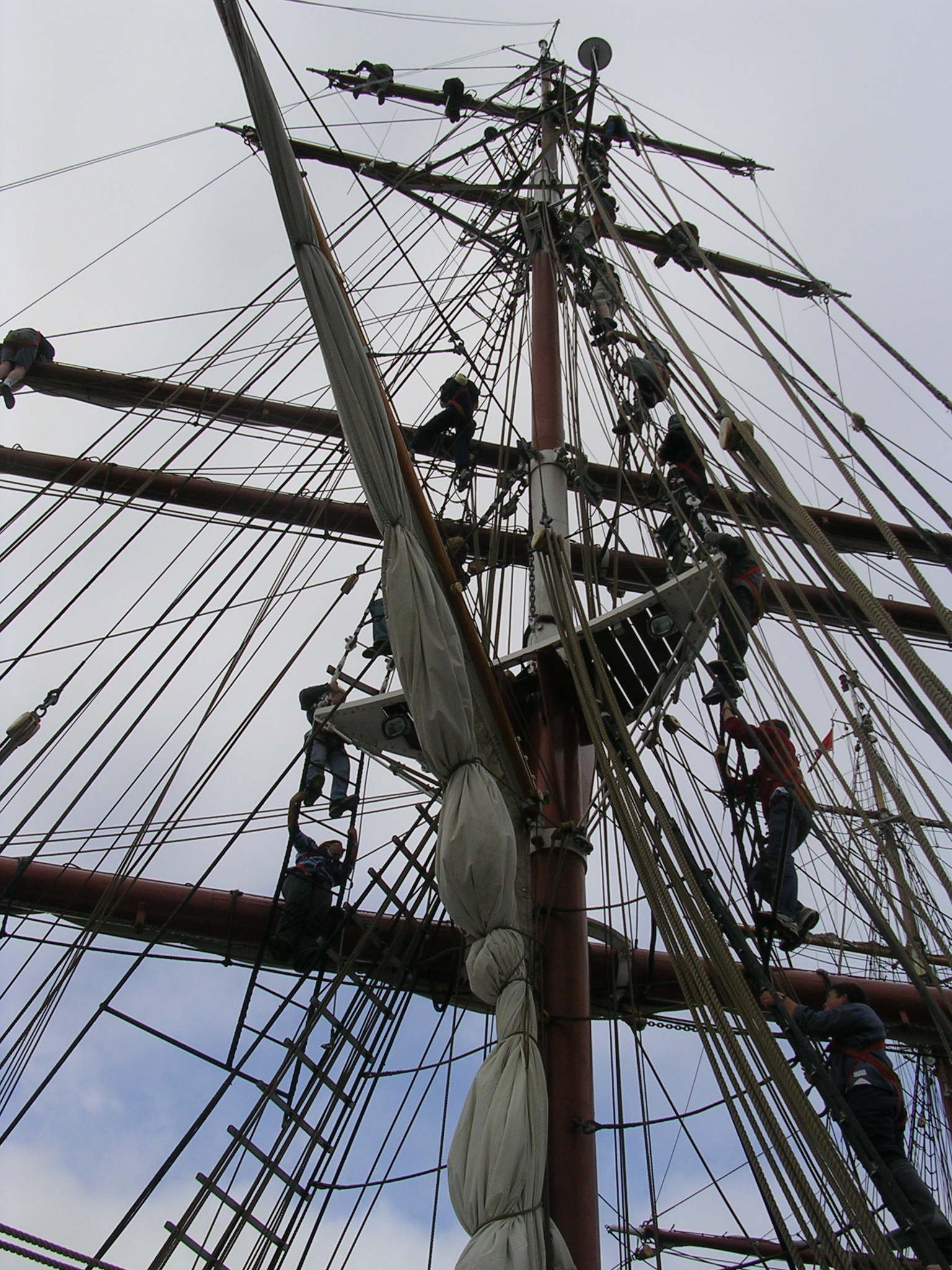
"Phare" carré
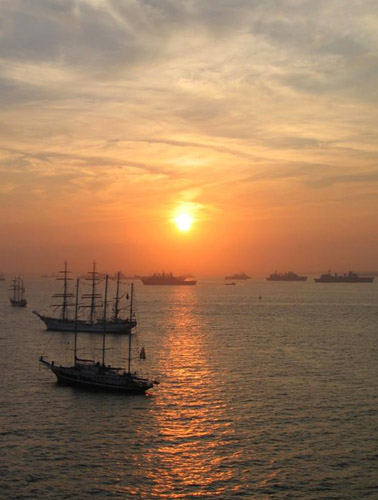
200e anniversaire de la bataille de Trafalgar
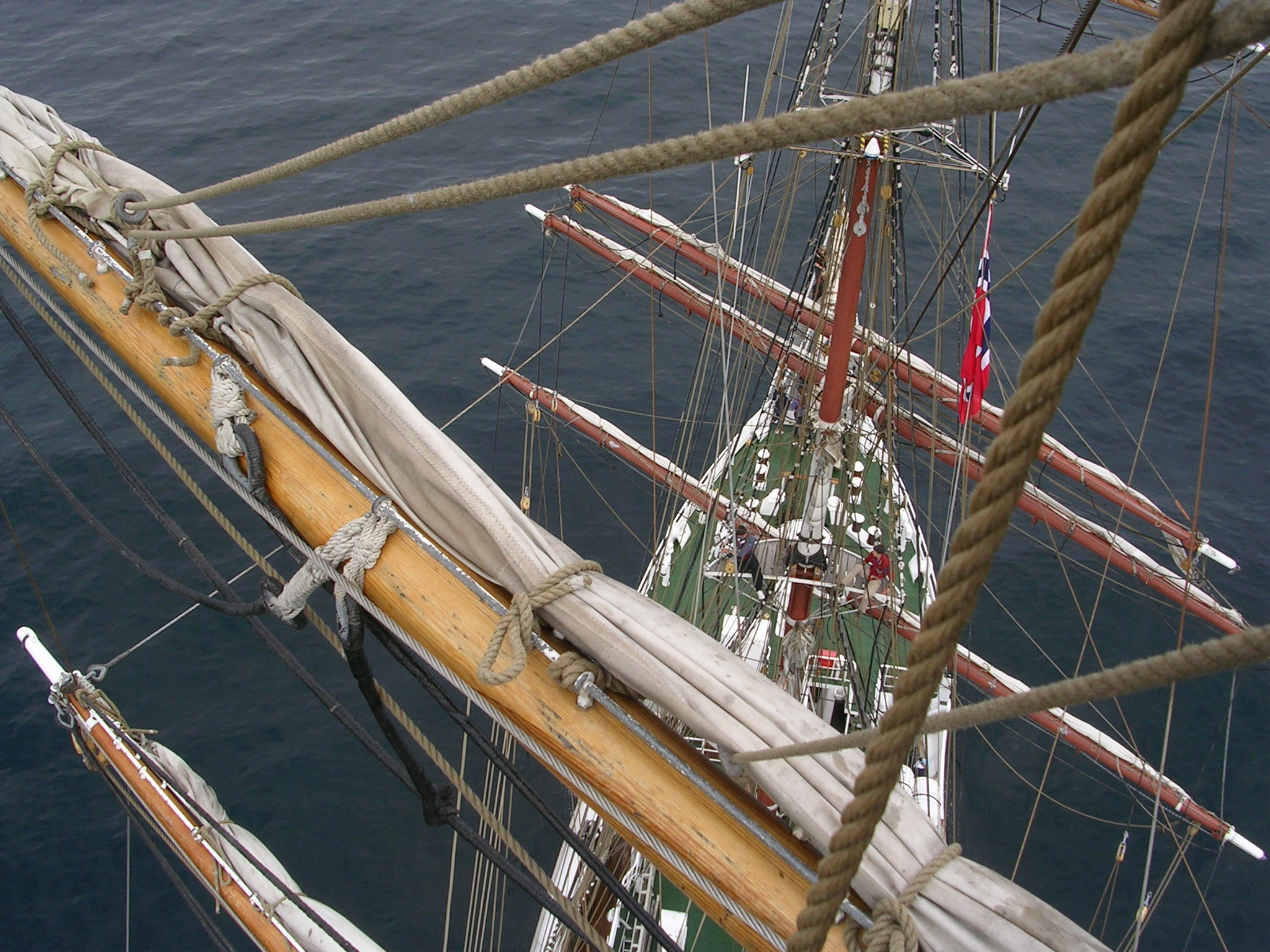
Gréement d'un brick
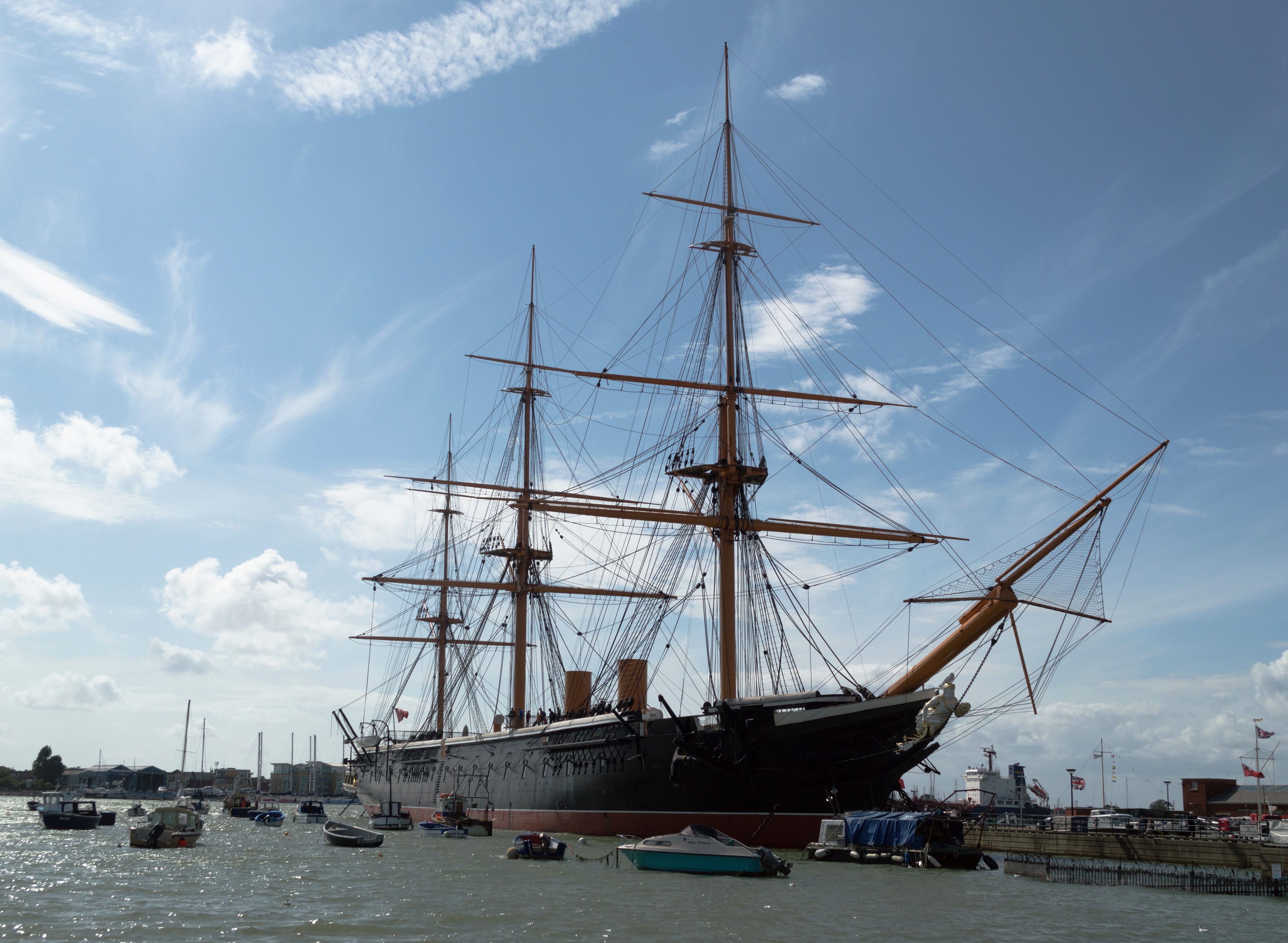
HMS Warrior (Portsmouth, UK)
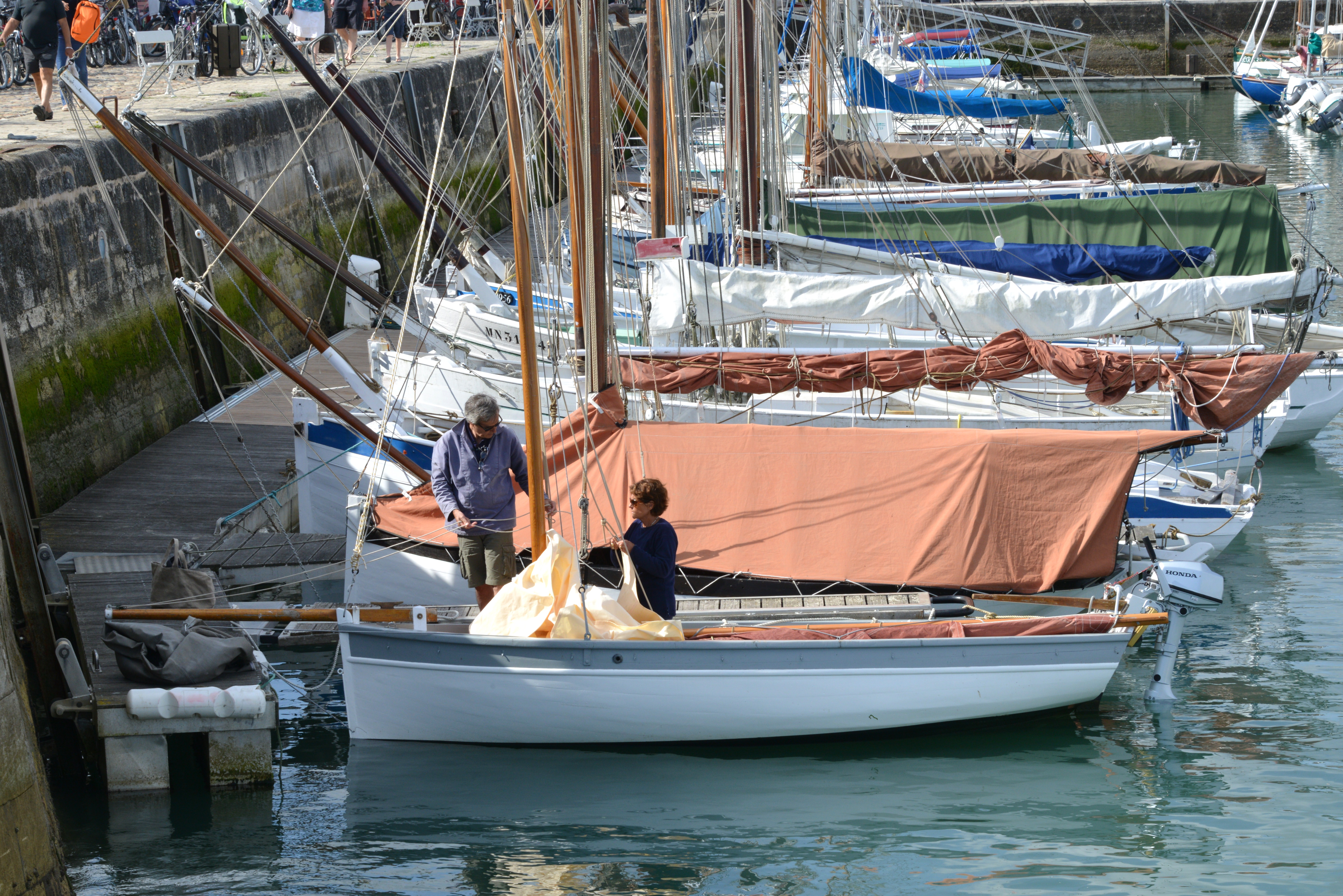
Canot à misaine